# Étaples
Étaples (parfois appelée Étaples-sur-Mer) est une commune française située dans le département du Pas-de-Calais en région Hauts-de-France. Ses habitants sont appelés les Étaplois. Elle est membre de la communauté d'agglomération des Deux Baies en Montreuillois.
La commune d'Étaples (nom officiel depuis 1801), sur la rive droite de la Canche, est située dans le sud-ouest du département du Pas-de-Calais à 4 km, à vol d'oiseau, à l'est de la station balnéaire du Touquet-Paris-Plage. C’est une commune de type centre urbain intermédiaire, appartenant à l’unité urbaine de Berck, avec une population de 10 693 habitants au dernier recensement de 2022.
Le territoire communal est riche de trois espaces protégés et gérés, de trois ZNIEFF et de trois sites Natura 2000.
De nombreuses manifestations animent la commune comme la joute à canotes, la fête de la coquille Saint-Jacques et la procession et la bénédiction de la mer. 
Étaples, qui dispose d'un port de plaisance, est un ancien port de pêche qui a attiré une importante colonie d'artistes peintres français et étrangers, entre la fin du XIXe siècle et le début du XXe siècle jusqu'à la Première Guerre mondiale. Pendant la Première Guerre mondiale, l'armée britannique y installe son camp d'entrainement qui compte jusqu'à 80 000 hommes. La commune abrite le plus grand cimetière militaire britannique de la Première Guerre mondiale avec 11 517 sépultures.  
La commune est décorée des croix de guerre 1914-1918 et 1939-1945.

## Géographie

### Localisation
Localisée dans le sud-ouest du département du Pas-de-Calais, Étaples est une commune de la vallée de la Canche située, à vol d'oiseau, à 4 km à l'est de la station balnéaire de la Côte d'Opale Le Touquet-Paris-Plage et à 10 km au nord-ouest de la commune de Montreuil-sur-Mer (chef-lieu d'arrondissement).
Le territoire de la commune est limitrophe de ceux de sept communes.
Les communes limitrophes sont Lefaux, Saint-Josse, Le Touquet-Paris-Plage, Tubersent, Camiers, Cucq et Frencq.

### Géologie et relief

Étaples est sur la Côte d'Opale.

La superficie de la commune est de 12,95 km2 ; son altitude varie de 2  à   78 m.

#### Géologie

##### Descriptif du littoral
La commune d'Étaples est située sur un littoral, composé de paysage dunaires et d'estuaires, de 30 kilomètres entre le sud d’Équihen-Plage et le nord de Berck.
On peut distinguer cinq grands types de milieux naturels qui sont, d’ouest en est, depuis la mer : les estrans et les estuaires, les cordons dunaires, la plaine humide des bas champs, les anciennes dunes plaquées sur les falaises et les falaises fossiles du rebord du plateau d’Artois.
Ces espaces dunaires occupent l’ensemble de la façade littorale sur une profondeur dans les terres (de l’ouest vers l’est) pouvant atteindre quatre kilomètres comme au niveau de la commune d'Étaples. On y observe des dunes nues et des dunes boisées artificiellement comme Hardelot et le Touquet-Paris-Plage.

##### Histoire de la formation du littoral
L’histoire des paysages dunaires et estuaires d’opale est une succession de transgressions et de régressions marines du bassin parisien.
Il y a 170 millions d’années, au Jurassique, le boulonnais est un golfe et le milieu de sédimentation assez proche d’aujourd’hui. À −90 millions d’années, la mer Crétacé envahit le continent et dépose d’épaisses couches de sédiments. À −45 millions d’années, l’anticlinal de l’Artois commence à se soulever et sépare définitivement le bassin parisien de celui de Londres-Bruxelles. Ce soulèvement crée les premières côtes à falaise. À −2,5 millions d’années, les littoraux de la mer du Nord et de la Manche sont au niveau des Pays-Bas et de la Normandie. À −500 000 ans, au Pléistocène moyen, le pas de Calais est ouvert, probablement lié à un effondrement de blocs entre des jeux de faille qui crée l’ouverture du détroit, créant une fosse entre les îles Britanniques et l’Europe. À −18 000 ans, lors de la dernière période glaciaire, le niveau de la mer était 130 mètres plus bas et le détroit était à sec. Puis survient, avec la fonte des glaces, la transgression flandrienne qui entraine l’élévation de la mer et l’inondation du détroit. C’est à partir de cette période que les dépôts sableux de la plaine maritime se mettent en place. À −10 000 ans, à l’Holocène, début du réchauffement, la mer est encore à environ 65 mètres au-dessous du niveau actuel. À −8 500 ans, la jonction entre la mer du Nord et la Manche est réalisée puis, il y a 5 000 ans, le niveau de la mer s’établit sensiblement au niveau actuel.
Ensuite recommence une évolution littorale des falaises et des marais littoraux, aboutissant par érosion et colmatage à la situation actuelle. Les dunes littorales forment un seul ensemble entre Équihen et le nord de la baie de la Canche. Elles continuent d’envahir, du Moyen Âge jusque récemment, le relief intérieur en constituant des dunes plaquées sur les falaises fossiles (collines d’Artois) et enfin, les résurgences de sources au pied des coteaux, qui proviennent de la nappe de craie, sont à l’origine de nombreux ruisseaux et zones humides dans les bas-champs.
La commune d'Étaples est, en partie vers le nord-est, adossée sur les falaises fossiles.

##### Estuaire de la Canche
La baie de la Canche, qui constitue un écosystème remarquable, est le seul estuaire picard à avoir conservé une rive nord, le musoir, indemne de tout aménagement humain lourd, c’est donc un site unique avec son système complexe de contre poulier au niveau du ply de Camiers.
Au sud de Camiers, débute un vaste ensemble de dunes plaquées sur les falaises fossiles du Crétacé (craie calorifère), ces habitats prennent toute leur ampleur sur la commune d’Étaples.
Dans ce paysage de l’estuaire de la Canche, il faut distinguer deux parties : le schorre qui correspond aux prés salés appelés mollières dans la région, c’est une partie de la grève qui est recouverte de vives eaux seulement par haute mer. le score est le domaine d’une flore riche et diversifiée, on peut y voir l’obione, la salicorne appelée aussi passe-pierre, la soude maritime et l’aster maritime. le pâturage par les ovins était le mode de gestion de ces sites ; et la slikke qui est la partie basse des estuaires, recouverte à chaque marée, composée de vasières nues. Elle a une productivité biologique importante, elle occupe 20 % de la surface et 80 % de la biomasse. C’est le domaine des limicoles (bécasseaux, courlis…). on peut y trouver également la salicorne.

##### Bas-Champs
La zone humide arrière littorale appelée bas champs (4 à 5 mètres d’altitude) occupent une bande étroite, d’est en ouest, de 3 kilomètres et, du nord au sud, de 15 kilomètres, essentiellement situés entre Canche et Authie, bien que l’on trouve une étroite zone humide à l’arrière des dunes du nord d’Étaples. Ces marais arrières-littoraux font partie des deux vallées fluviales, comme au niveau de la Canche avec une importante zone humide entre Étaples et Montreuil-sur-Mer. Elles recueillent les eaux des collines de l’est, résurgences de la nappe de la craie. Ces eaux trouvent leur chemin entre les dunes infranchissables et les falaises fossiles, et qui, comme la grande Tringue, vont se jeter dans la Canche. Ces zones humides et marais constituent une zone de nourrissage pour les oiseaux migrateurs utilisant le rail littoral, comme les marais de Balençon.

#### Superficie et relief
La superficie de la commune est de 12,95 km2 ; son altitude varie de 2  à   78 mètres.

### Hydrographie
Le territoire de la commune est situé dans le bassin Artois-Picardie.
La commune est située sur la rive droite de la Canche qui se jette quelques kilomètres plus loin dans la Manche. C'est sur ce fleuve que se trouve le port de pêche et de plaisance.
Elle est également traversée, à l'ouest, par le ruisseau de Camiers, appelé aussi ruisseau du Rohard, d'une longueur de 7,22 km, qui prend sa source à Dannes et se jette dans l'estuaire de la Canche au niveau de la commune.

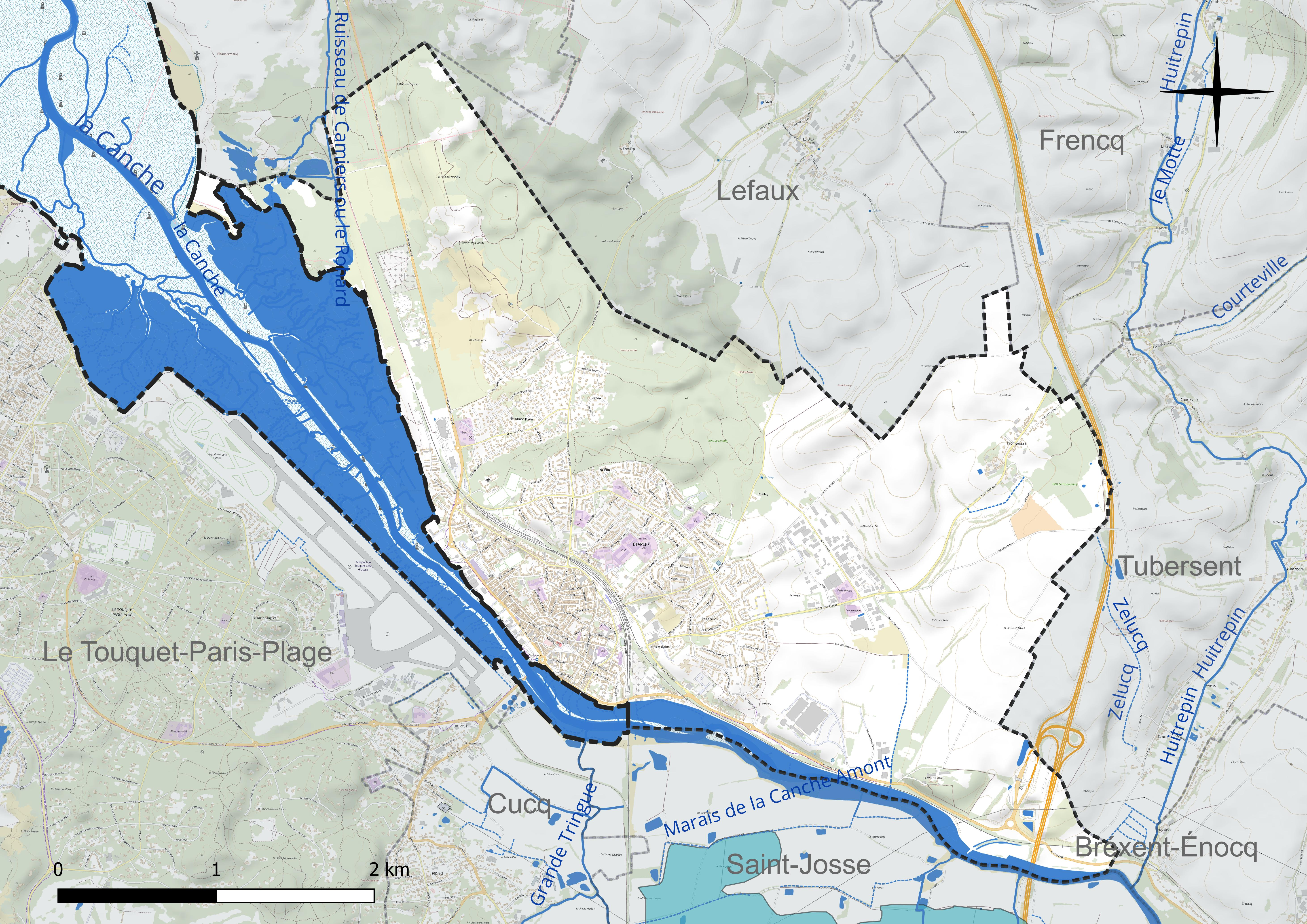
Réseau hydrographique d'Étaples.

### Climat
Pour des articles plus généraux, voir Climat des Hauts-de-France et Climat du Pas-de-Calais.
En 2010, le climat de la commune est de type climat océanique franc, selon une étude du CNRS s'appuyant sur une série de données couvrant la période 1971-2000. En 2020, Météo-France publie une typologie des climats de la France métropolitaine dans laquelle la commune est exposée à un climat océanique et est dans la région climatique Côtes de la Manche orientale, caractérisée par un faible ensoleillement (1 550 h/an) ; forte humidité de l’air (plus de 20 h/jour avec humidité relative > 80 % en hiver), vents forts fréquents.
Pour la période 1971-2000, la température annuelle moyenne est de 10,5 °C, avec une amplitude thermique annuelle de 12,5 °C. Le cumul annuel moyen de précipitations est de 783 mm, avec 12,7 jours de précipitations en janvier et 8 jours en juillet. Pour la période 1991-2020, la température moyenne annuelle observée sur la station météorologique la plus proche, située sur la commune du Touquet-Paris-Plage à 3 km à vol d'oiseau, est de 11,2 °C et le cumul annuel moyen de précipitations est de 888,8 mm,. Pour l'avenir, les paramètres climatiques de la commune estimés pour 2050 selon différents scénarios d'émission de gaz à effet de serre sont consultables sur un site dédié publié par Météo-France en novembre 2022.
| Mois                                  | jan.             | fév.             | mars            | avril           | mai             | juin            | jui.          | août           | sep.           | oct.          | nov.            | déc.             | année      |
| ------------------------------------- | ---------------- | ---------------- | --------------- | --------------- | --------------- | --------------- | ------------- | -------------- | -------------- | ------------- | --------------- | ---------------- | ---------- |
| Température minimale moyenne (°C)     | 2,6              | 2,4              | 4               | 5,6             | 8,7             | 11,6            | 13,8          | 14             | 11,6           | 9             | 5,6             | 3,1              | 7,7        |
| Température moyenne (°C)              | 5,1              | 5,3              | 7,5             | 9,9             | 13              | 15,6            | 17,6          | 18             | 15,6           | 12,4          | 8,4             | 5,7              | 11,2       |
| Température maximale moyenne (°C)     | 7,6              | 8,2              | 10,9            | 14,1            | 17,2            | 19,7            | 21,4          | 21,9           | 19,5           | 15,8          | 11,3            | 8,2              | 14,7       |
| Record de froid (°C) date du record   | −19,1 08.01.1985 | −18,2 21.02.1956 | −8,9 03.03.1965 | −4,5 09.04.1968 | −2,2 03.05.1981 | −0,4 01.06.1975 | 4 01.07.1951  | 3,9 01.08.1976 | 1,8 23.09.1979 | −3,8 28.10.03 | −8,6 15.11.1983 | −11,6 29.12.1996 | −19,1 1985 |
| Record de chaleur (°C) date du record | 16,7 01.01.22    | 19,3 24.02.21    | 23,2 31.03.21   | 25,5 22.04.11   | 31,4 27.05.05   | 34,6 21.06.17   | 39,9 19.07.22 | 36,4 11.08.03  | 32,8 10.09.23  | 27,1 01.10.11 | 19,8 07.11.15   | 16,4 31.12.22    | 39,9 2022  |
| Ensoleillement (h)                    | 618              | 784              | 1 328           | 1 896           | 2 098           | 2 204           | 2 251         | 2 051          | 1 612          | 1 106         | 627             | 525              | 1 710      |
| Précipitations (mm)                   | 76,8             | 61,7             | 54,2            | 50,2            | 59              | 55,9            | 58,8          | 73             | 76,8           | 101,3         | 114,2           | 106,9            | 888,8      |

### Paysages
Pour un article plus général, voir Paysage en France.
La commune est située à la jonction de deux paysages tel que défini dans l’atlas des paysages de la région Nord-Pas-de-Calais, conçu par la direction régionale de l'Environnement, de l'Aménagement et du Logement (DREAL),.
- le « paysage montreuillois », qui concerne 98 communes, se délimite : à l’Ouest par des falaises qui, avec le recul de la mer, ont donné naissance aux bas-champs ourlées de dunes ; au Nord par la boutonnière du Boulonnais ; au sud par le vaste plateau formé par la vallée de l’Authie, et à l’Est par les paysages du Ternois et de Haut-Artois. Ce paysage régional, avec, dans son axe central, la vallée de la Canche et ses nombreux affluents comme la Course, la Créquoise, la Planquette…, offre une alternance de vallées et de plateaux, appelée « ondulations montreuilloises ». Dans ce paysage, et plus particulièrement sur les plateaux, on cultive la betterave sucrière, le blé et le maïs, et les plateaux entre la Ternoise et la Créquoise sont couverts de vastes massifs forestiers comme la forêt d'Hesdin, les bois de Fressin, Sains-lès-Fressin, Créquy…[16] ;
- le « paysage des dunes et estuaires d’Opale », qui concerne 23 communes, s’étend le long de la côte sur environ 30 kilomètres, de la baie d’Authie à Équihen-Plage, et sur deux à quatre kilomètres de large. Les paysages des dunes et des estuaires cèdent la place aux abrupts des falaises, au niveau d’Equihen-Plage. Les dunes littorales se sont constituées récemment, depuis le Moyen Âge, et ont envahi le relief intérieur en constituant des dunes plaquées sur les falaises fossiles, spécificité locale. Les résurgences de sources au pied de ces falaises proviennent de la nappe de la craie et sont à l’origine de nombreux ruisseaux et zones humides dans les Bas-Champs, surtout visibles entre Étaples et Rang-du-Fliers.

Ce paysage des dunes et estuaires d’Opale est constitué : d’un peu plus de 40 % de dunes et de plages, dont 28 % d’espaces dunaires, dont certains sont boisés comme à Hardelot-Plage et au Touquet-Paris-Plage ; de 22 et 25 % au niveau de la baie d’Authie et des Bas Champs, Bas Champs majoritairement en prairies ; de 20 % par les communes et d’un peu plus de 5 % par les cours d’eau et les marais arrière-littoraux, entre Merlimont et Rang-du-Fliers, comme le marais de Balançon défini réseau Natura 2000.

### Milieux naturels et biodiversité
Sur la commune on remarque la présence de dunes de sable fin protégées par la loi littoral.

#### Espaces protégés et gérés
La protection réglementaire est le mode d’intervention le plus fort pour préserver des espaces naturels remarquables et leur biodiversité associée.
Dans ce cadre, la commune fait partie de trois espaces protégés :
- les garennes de Lornel, d'une superficie de 529,52 ha, terrain acquis par le Conservatoire du littoral[19] ;
- la baie de Canche, réserve naturelle nationale, d'une superficie de 507,426 ha[20] ;
- les cavités d'Étaples, d'une superficie de 1,707 ha. Terrain géré (location, convention de gestion) par le Conservatoire d'espaces naturels des Hauts-de-France[21].

#### Zones naturelles d'intérêt écologique, faunistique et floristique
L’inventaire des zones naturelles d'intérêt écologique, faunistique et floristique (ZNIEFF) a pour objectif de réaliser une couverture des zones les plus intéressantes sur le plan écologique, essentiellement dans la perspective d’améliorer la connaissance du patrimoine naturel national et de fournir aux différents décideurs un outil d’aide à la prise en compte de l’environnement dans l’aménagement du territoire.
Le territoire communal comprend deux ZNIEFF de type 1 :
- la zone humide du fond du Valigot, zone de type 1, d'une superficie de 28 ha, altitude de 15  à   25 m[22] ;
- les dunes de camiers et la baie de Canche, zone de type 1, d'une superficie de 2 706 ha, altitude de 0  à   113 m. Ce site, d’intérêt patrimonial de niveau européen, a une partie classée en réserve naturelle nationale. Il est constitué de dunes médiévales et contemporaines récentes et de dunes plus anciennes plaquées sur les falaises de craies fossiles de la branche méridionale de l’anticlinal de l’Artois. Par ailleurs, l’estuaire de la Canche est le seul estuaire de type picard ayant conservé en rive nord son musoir[23] ;

et une ZNIEFF de type 2 : la basse vallée de la Canche et ses versants en aval d’Hesdin.

Carte des ZNIEFF de type 1 et 2 sur la commune
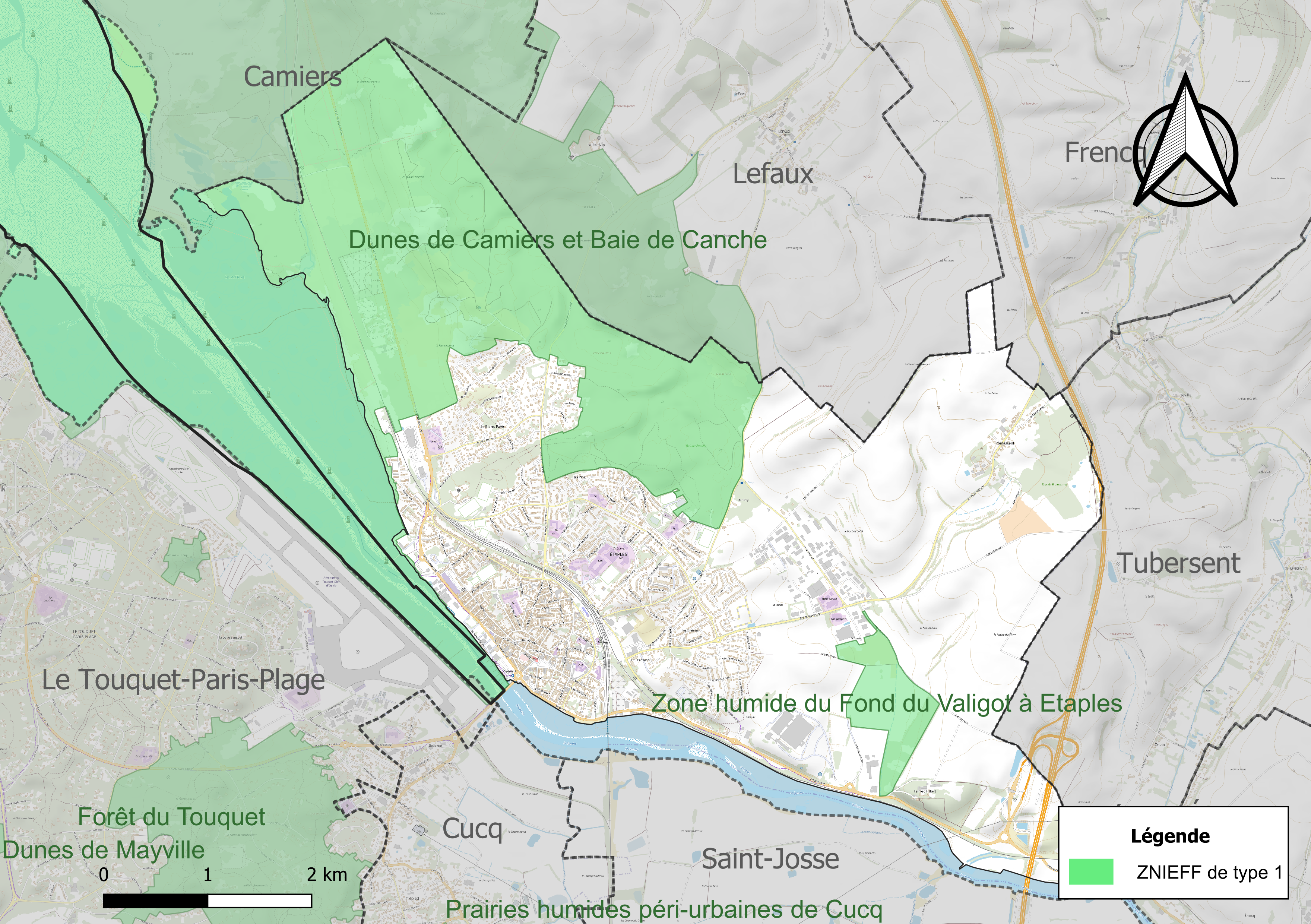
Carte des ZNIEFF de type 1 sur la commune.
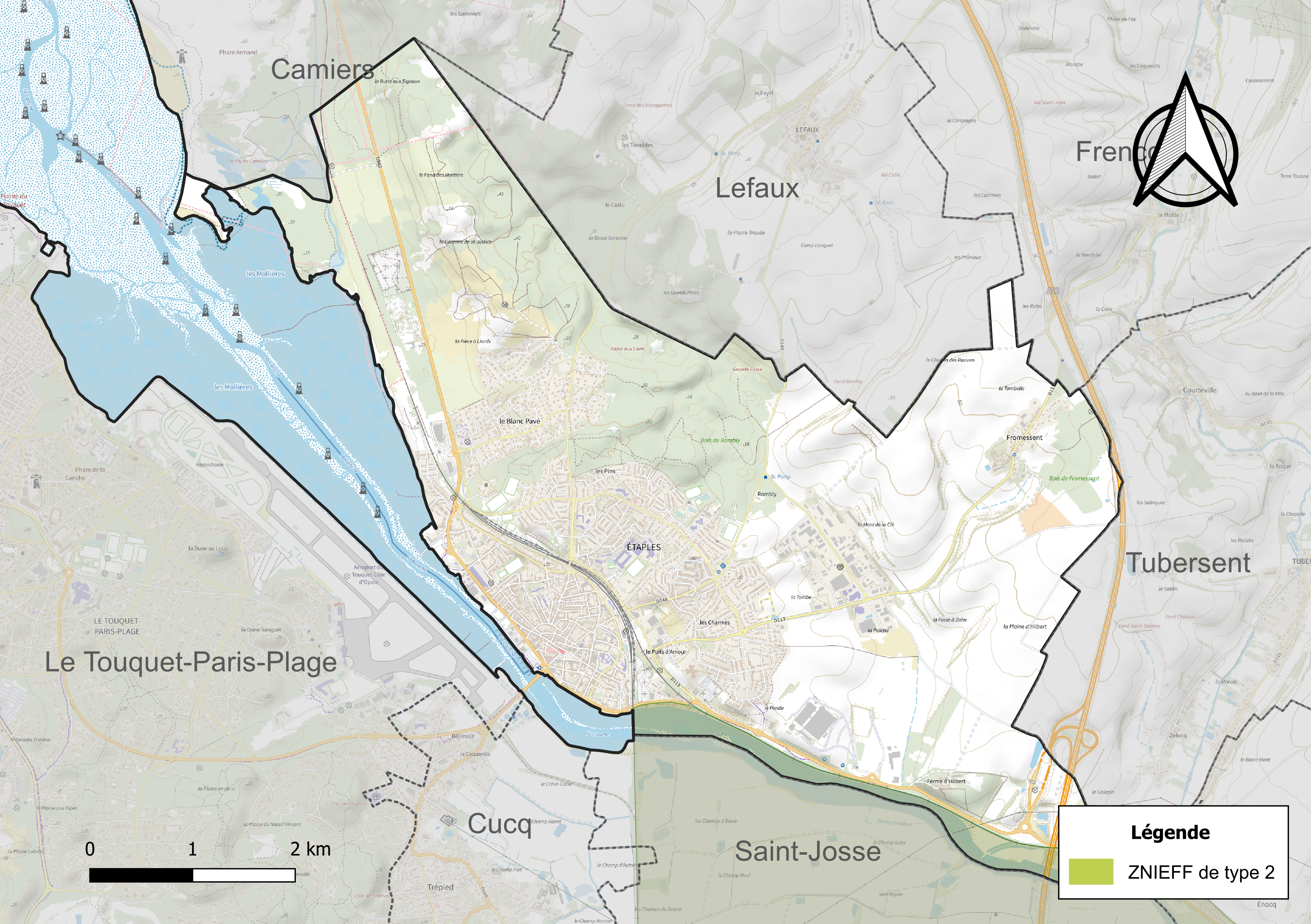
Carte de la ZNIEFF de type 2 sur la commune.

#### Sites Natura 2000
Le réseau Natura 2000 est un réseau écologique européen de sites naturels d’intérêt écologique élaboré à partir des directives « habitats » et « oiseaux ». Ce réseau est constitué de zones spéciales de conservation (ZSC) et de zones de protection spéciale (ZPS). Dans les zones de ce réseau, les États Membres s'engagent à maintenir dans un état de conservation favorable les types d'habitats et d'espèces concernés, par le biais de mesures réglementaires, administratives ou contractuelles.
Trois sites Natura 2000 ont été définis sur la commune, dont deux de type B en site d'importance communautaire (SIC) : 
- l'estuaire de la Canche, dunes picardes plaquées sur l'ancienne falaise, forêt d'hardelot et falaise d'Équihen, d'une superficie de 1 661 ha, altitude de 0  à   151 m[26] ;
- la baie de la Canche et le couloir des trois estuaires, d’une superficie de 333,06 km2 et d'une altitude variant de −23  à   0 mètres. Ce site se délimite à partir du trait de côte, s'étend jusqu'à la limite des trois milles nautiques, limité au sud par le phare d'Ault et au nord par le village de Sainte-Cécile, sur la commune de Camiers[27].

et un de type A en zone de protection spéciale (ZPS) :
- l'estuaire de la Canche, d’une superficie de 50,32 km2 et d'une altitude variant de 0  à   84 mètres. C’est un site de type : A (ZPS)[28].

#### Inventaire national du patrimoine géologique
Le territoire communal comprend le site de l'estuaire de la Canche. il est inscrit à l'inventaire national du patrimoine géologique.

#### Biodiversité
L'inventaire national du patrimoine naturel permet de découvrir les espèces présentes, les espèces protégées ainsi que le statut biologique (indigène, introduite dont envahissante…) des espèces recensées sur la commune de Preures.

## Urbanisme

### Typologie
Au 1er janvier 2024, Étaples est catégorisée centre urbain intermédiaire, selon la nouvelle grille communale de densité à sept niveaux définie par l'Insee en 2022.
Elle appartient à l'unité urbaine de Berck, une agglomération intra-départementale regroupant sept  communes, dont elle est ville-centre,,. Par ailleurs la commune fait partie de l'aire d'attraction d'Étaples - Le Touquet-Paris-Plage, dont elle est la commune-centre,. Cette aire, qui regroupe 21 communes, est catégorisée dans les aires de moins de 50 000 habitants,.
La commune, bordée par la Manche, est également une commune littorale au sens de la loi du 3 janvier 1986, dite loi littoral. Des dispositions spécifiques d’urbanisme s’y appliquent dès lors afin de préserver les espaces naturels, les sites, les paysages et l’équilibre écologique du littoral, tel le principe d'inconstructibilité, en dehors des espaces urbanisés, sur la bande littorale des 100 mètres, ou plus si le plan local d’urbanisme le prévoit.

### Occupation des sols

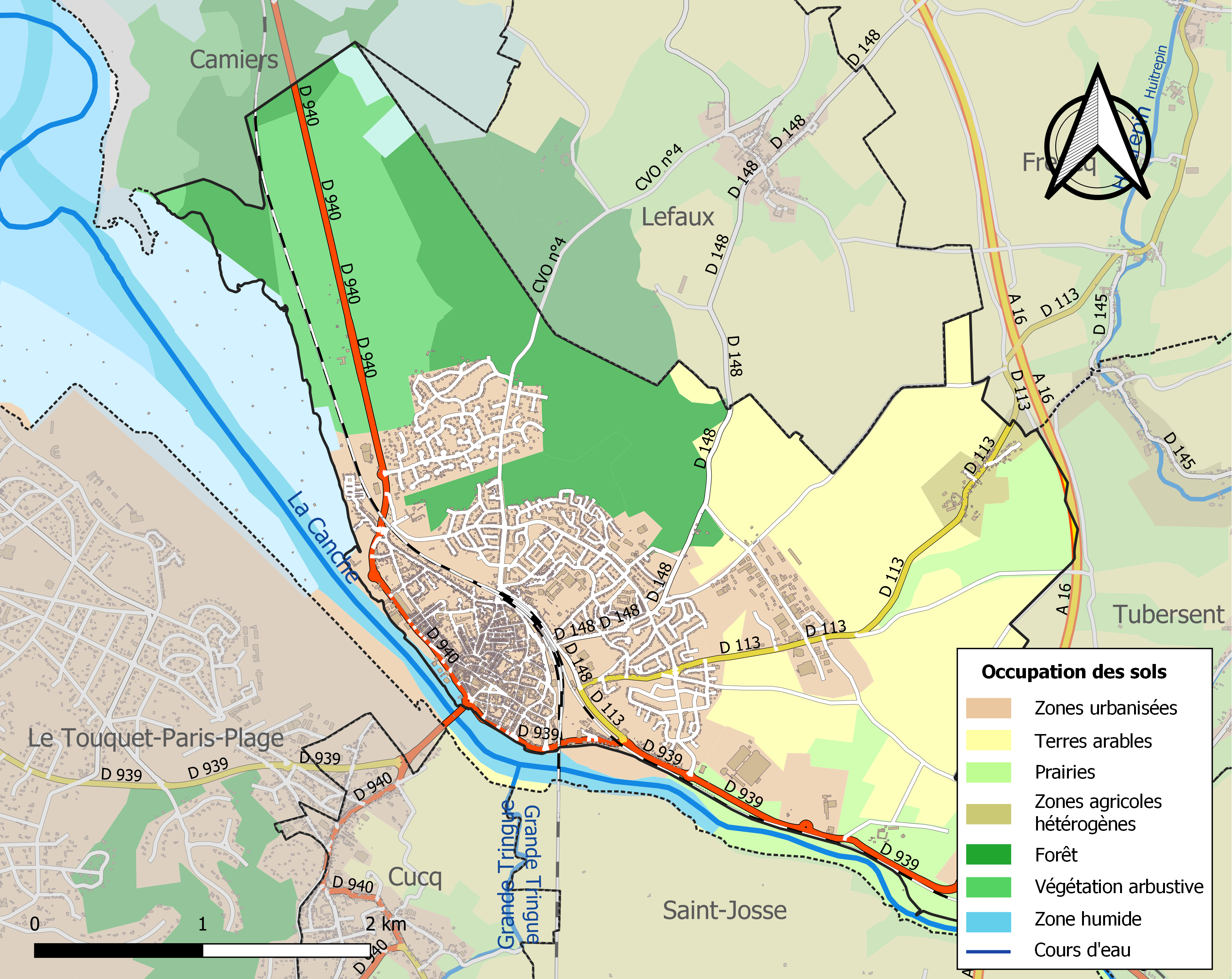
Carte de l'occupation des sols de la commune en 2018 (CLC).

L'occupation des sols est marquée par l'importance des terres arables. La répartition détaillée ressortant de la base de données européenne d'occupation biophysique des sols Corine Land Cover millésimée 2018 est la suivante : terres arables (28,7 %), zones urbanisées (22,8 %), forêts (16,3 %), milieux à végétation arbustive ou herbacée (12,7 %), prairies (9,9 %), zones industrielles ou commerciales et réseaux de communication (6,5 %), zones agricoles hétérogènes (1,7 %), espaces ouverts, sans ou avec peu de végétation (0,9 %), zones humides côtières (0,4%), eaux maritimes (0,2%).
L'IGN met par ailleurs à disposition un outil en ligne permettant de comparer l’évolution dans le temps de l’occupation des sols de la commune (ou de territoires à des échelles différentes). Plusieurs époques sont accessibles sous forme de cartes ou photos aériennes : la carte de Cassini (XVIIIe siècle), la carte d'état-major (1820-1866) et la période actuelle (1950 à aujourd'hui).

### Lieux-dits, hameaux et écarts
La commune est constituée d'un hameau et de plusieurs lieux-dits : le hameau de Fromessent, au nord-est de la commune, et les lieux-dits les Bergeries ; le Blanc-Pavé ; la Butte aux Signaux ; le Camp d'Hilbert ; le Fond des Mortiers ; la Fosse aux Lions ; la Fosse Aza'hu ; la Garenne de la Justice ; la Grande Fosse ; Hilbert ; les Mollières ; les Moulins ; le Mont de la Clef ; la Palette ; le Pendu ; la Pièce-à-Liards ; les Pins ; le Puits d'Amour ; Rombly ; les Sablins ; la Tombe ; Tombelle ; la Zac.

### Logement
La communauté d'agglomération des Deux Baies en Montreuillois vote, en accord avec la commune, la mise en application, à compter du 1er janvier 2024, du permis de louer, afin de lutter contre l'habitat indigne, sur une zone comprenant 40 logements.

### Planification de l'aménagement
La loi SRU du 13 décembre 2000 a incité fortement les communes à se regrouper au sein d'un établissement public, pour déterminer les parties d'aménagement de l'espace au sein d'un schéma de cohérence territoriale (SCoT), un document essentiel d'orientation stratégique des politiques publiques à une grande échelle.
Le schéma de cohérence territoriale (SCOT) du pays maritime et rural du Montreuillois a été approuvé par délibération du 30 janvier 2014.
En matière de planification, la commune dispose d'un plan local d'urbanisme (PLU) approuvé le 16 décembre 2015.
La communauté d'agglomération des Deux Baies en Montreuillois (CA2BM) a engagé une démarche de planification de l’urbanisme à l’échelle de son territoire, sous la forme d’un PLU intercommunal (PLUi), en collaboration étroite avec les 46 communes. Le PLUi est un document de planification urbaine qui administre, à l’échelle des communes, les possibilités de construction et d’usage des sols. Il se substituera aux anciens documents d’urbanisme (PLU, POS, CC).
Le PLUI-H, regroupement du PLUi, plan local d'urbanisme intercommunal, et du PLH, programme local de l'habitat, traduit un projet commun de développement urbain et d’aménagement du territoire communautaire pour les 10-15 ans à venir. Il est bâti dans un objectif de développement durable et d’équilibre des espaces, de cohérence et d’optimisation des politiques publiques, visant à promouvoir une dynamique d’agglomération tout en préservant les spécificités de chaque commune.
Ce PLUI-H se déroule en quatre phases :
- Phase 1, 2019 à 2020, état des lieux, diagnostic et enjeux ;
- Phase 2, 2020 à 2022, projet d'aménagement et de développement durable ;
- Phase 3, 2022 à 2024, règlement et zonage ;
- Phase 4, 2024 à 2025, avis des personnes publiques associées et enquêtes publiques[44].

### Voies de communication et transports

#### Voies de communication
La commune est reliée à l'autoroute A16 (qui relie la région Île-de-France à la frontière franco-belge), desservie par la sortie no 26 « Étaples - Le Touquet ».
Elle est sur le trajet de plusieurs routes nationales et départementales, dont la RN 39 reliant Arras au Touquet-Paris-Plage, et la RN 40 qui relie l'estuaire de la Seine à la frontière franco-belge.
Elle est reliée à la rive gauche de la Canche par le pont d'Étaples qui dessert, vers le sud, les communes de Cucq et du Touquet-Paris-Plage.

#### Transport ferroviaire

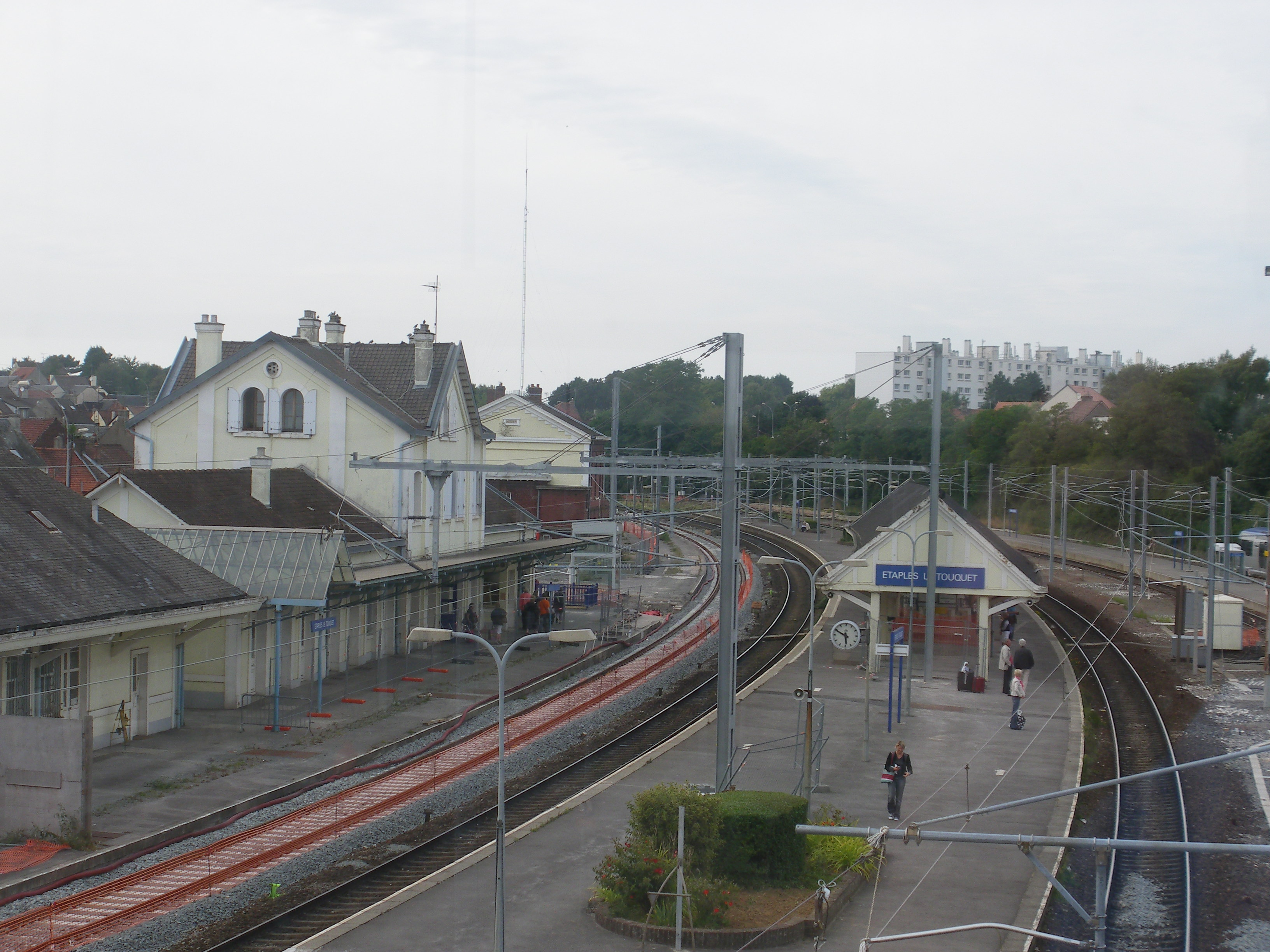
La gare.

La gare d'Étaples - Le Touquet est située au centre de la commune. Elle est desservie par deux lignes : la ligne Paris-Boulogne et la ligne Arras-Étaples.
Elle est desservie par des TGV, qui permettent de rejoindre les gares de Boulogne, Calais et Lille, par des Intercités vers Boulogne, Amiens et Paris et de nombreux TER Nord-Pas-de-Calais.
Au cours de la première moitié du XXe siècle, de 1900 à 1940, une ligne de tramway relie la gare d'Étaples à Paris-Plage avec un arrêt sur la Grand-Place (aujourd'hui place du Général-de-Gaulle) d'Étaples.

#### Transport aérien
L'aéroport du Touquet-Côte d'Opale est à proximité immédiate de la commune.

#### Transports en commun
La commune est desservie par les lignes 1A, 1B et Navette du réseau de transport de la communauté d'agglomération des Deux Baies en Montreuillois (CA2BM). Elle est également desservie par la ligne 430 du réseau interurbain Oscar.

#### Voies de la commune

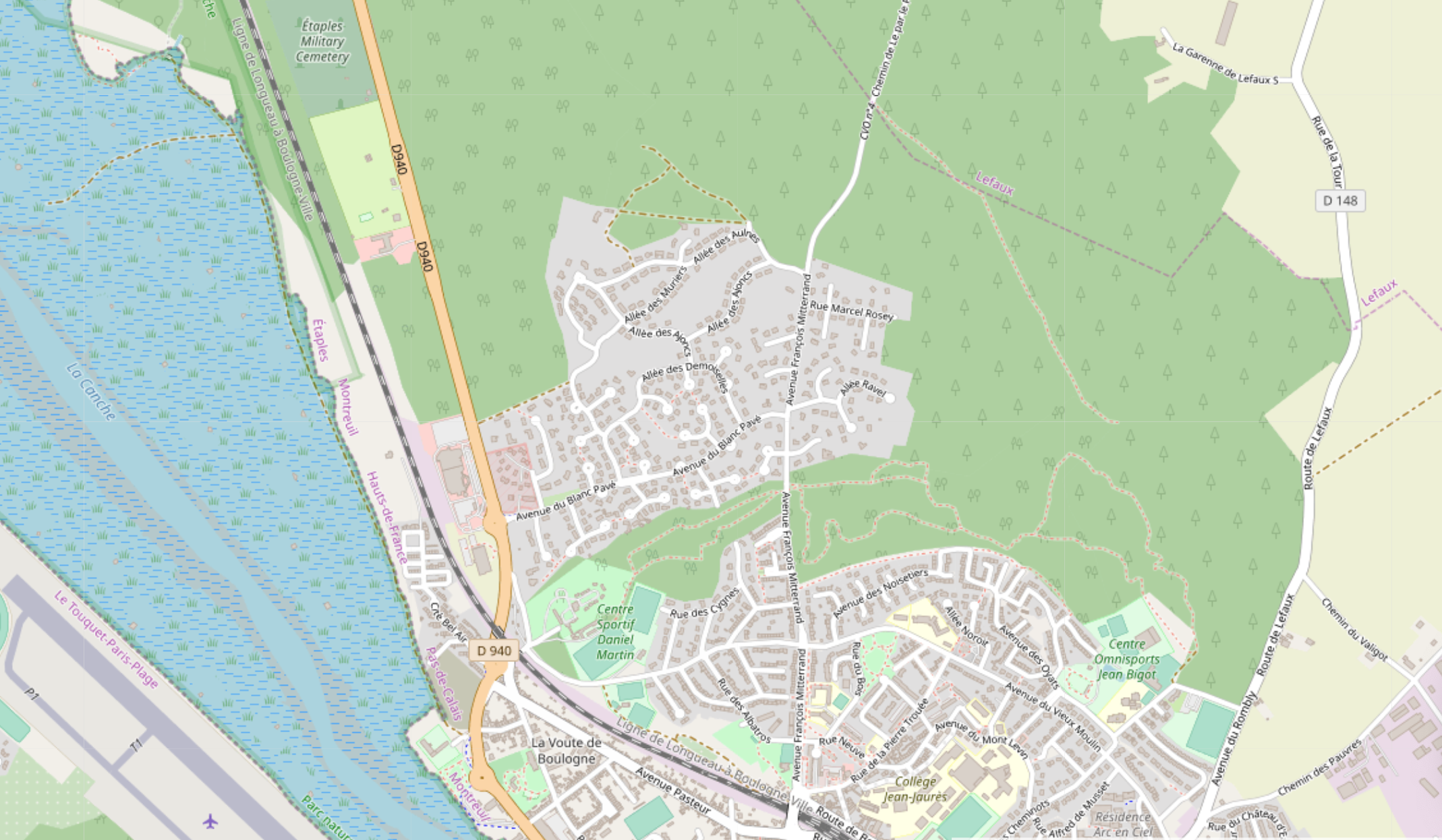
Les voies à l'ouest de la commune.
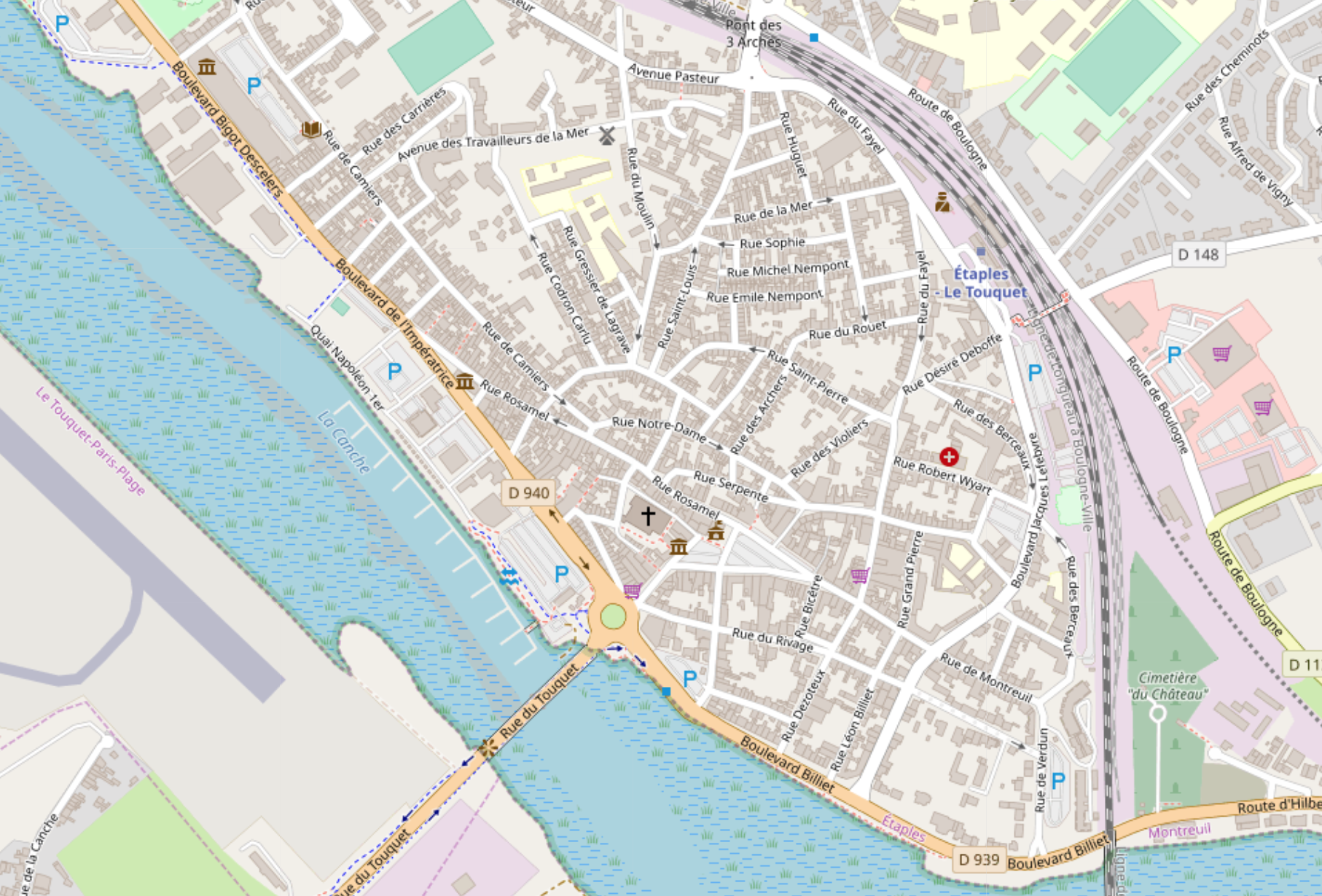
Les voies du centre-ville de la commune.
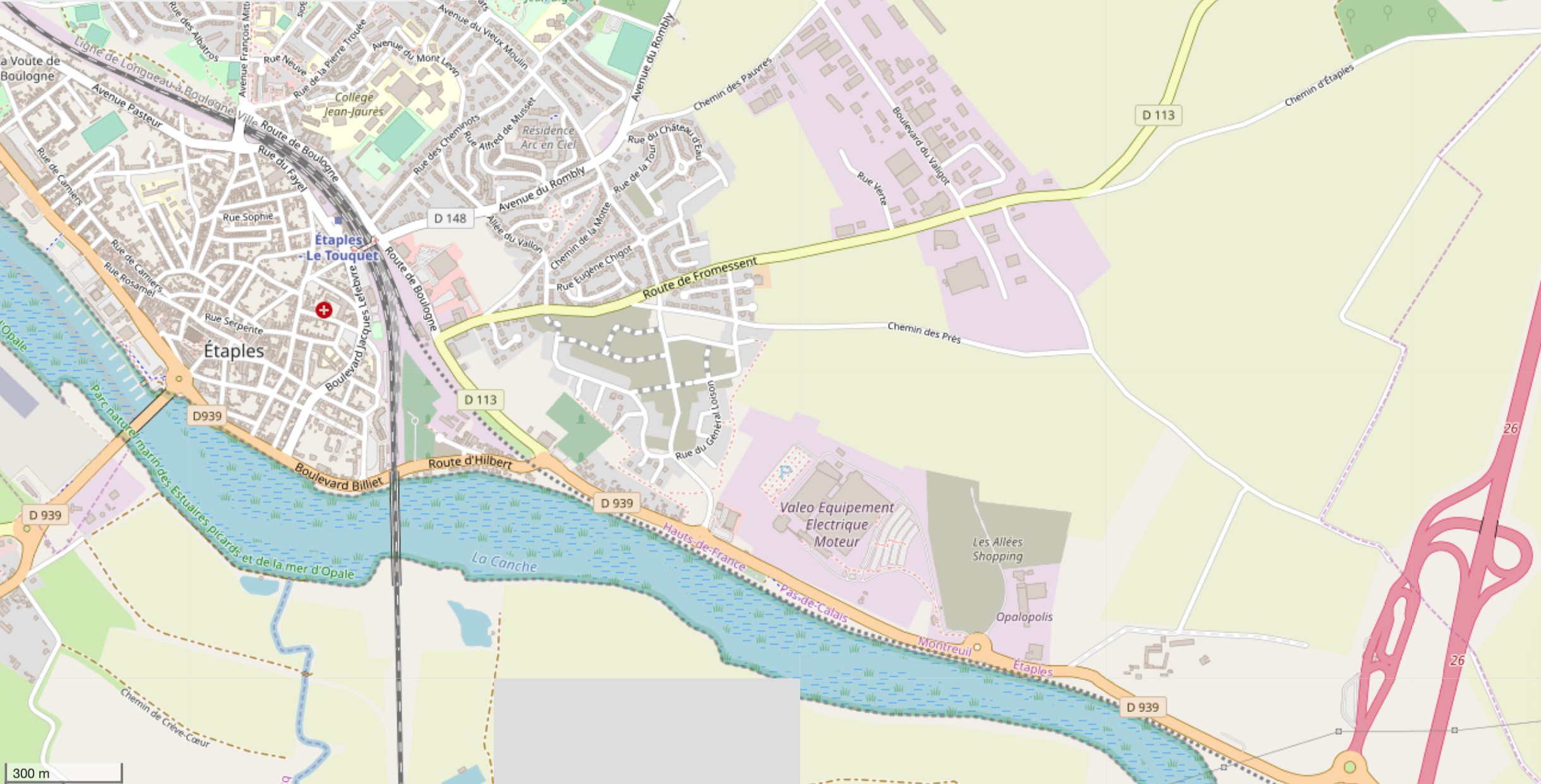
Les voies à l'est de la commune.

### Risques naturels et technologiques

#### Risques naturels
Le risque sismique est « très faible » sur l'ensemble du territoire communal (zone 1 sur 5 du zonage mis en place en mai 2011), la majorité des communes du Pas-de-Calais étant en risque « faible » (zone 2 sur 5).
La commune n'est pas exposée à un risque important d'inondation ou de mouvement de terrain, il est noté la présence de 12 cavités souterraines, le potentiel radon est faible et l'exposition au retrait-gonflement des sols argileux dans la commune est avéré.
La commune n'est pas sur un territoire à risques importants d'inondation (TRI) mais elle s'inscrit dans un plan de prévention des risques et fait l'objet d'un programme d'action de prévention des inondations (PAPI).
À la suite de chocs mécaniques liés à l'action des vagues, d'inondations, coulées de boue, mouvements ou glissements de terrain la commune est reconnue, à plusieurs reprises, par arrêté porté au Journal officiel, en état de catastrophe naturelle.
À la suite du passage des tempêtes Ciarán, Domingos et Elisa et des inondations et coulées de boue qui se sont produites, la commune est reconnue, par arrêté du 14 novembre 2023, en état de catastrophe naturelle pour inondations et coulées de boue sur la période du 2 au 12 novembre 2023, comme 179 autres communes du département.

#### Risques technologiques
Un site pollué ou potentiellement pollué est recensé dans la commune, mais la commune n'est pas soumise à un plan de prévention des risques technologiques installations industrielles.
Une canalisation de matières dangereuses (gaz) est recensée dans la commune.
La commune est à plus de 20 km d'une centrale nucléaire. Les centrales nucléaires françaises les plus proches, productrices de la grande majorité de l'électricité fournie à la commune, sont celles de Gravelines et Penly (chacune à environ 70 km au nord et au sud), à noter que la centrale de Dungeness, en Angleterre, est située à 80 km.

## Toponymie

### Étaples

#### Attestations anciennes
Le nom de la localité est attesté sous les formes Stapula au IVe siècle ; Stapulae au IXe siècle ; Staplae en 1042 ; Staples en 1141 ; Estaples en 1170 ; Estagles au XIIIe siècle ; Estaples-sur-le-Mer en 1322 ; Estapples en 1346 ; Estaplez en 1404 ; Estaple en 1553 ; Estappes en 1660, Estaples en 1793 ; Étaples depuis 1801.

#### Étymologie
Vient du latin stapula (forme latinisée du vieux néerlandais stapal) signifiant « entrepôt ».
On l'écrit Étape en picard et Stapel en néerlandais.

### Quentovic

#### Attestations anciennes
Du VIe siècle à la fin du IXe siècle, le port voisin de Quentovic lui est préféré, dont le nom est attesté sous les formes Wic en 718 ; Wicus en 799 ; Quentawie au VIIIe siècle ; Quoentavie au VIIIe siècle ; Quentavich au IXe siècle ; Quentowicus en 831 ; Quentavicus en 835 ; Cuentavicus en 840 ; Quantovicus en 842 ; Contwig en 842 ; Quentvicus en 844 ; Quentwicus en 857 ; Quintovicus en 858 ; Quintuicus en 866 ; Quentovicus de 877 à 879 ; Qwentowic de 879 à 884 et Quentovic depuis le IXe siècle.

#### Étymologie
Son nom serait formé de Quentia, nom latin de la Canche, et de vicus ou wicus ; vicus désignant une petite agglomération, alors que wicus pourrait signifier « baie, port » selon Léon Levillain qui traduit Quentovic par « Port-sur-Canche ».

## Histoire

### Préhistoire
L'emplacement occupé aujourd'hui par la ville d'Étaples présente des traces de présence humaine remontant au Paléolithique. Certains silex taillés découverts sur le site de Bagarre sont vieux d'environ 240 000 ans.
On trouve, à partir du Hallstatt, à l'âge du fer (800 ans avant Jésus-Christ), de nombreux sites de l'installation des Gaulois sur la côte et dans les dunes bordant le nord-ouest de la ville.

### Moyen Âge
Bien que le site fut occupé au début du premier millénaire de notre ère par les Romains, la ville elle-même fut probablement fondée par les Francs qui envahirent la Morinie au cours du IVe siècle et du Ve siècle. Elle porte à cette époque le nom de Stapula, « l'entrepôt ».
De la fin du Ve siècle à la fin du IXe siècle, du fait de la montée du niveau de la mer, la ville est lentement abandonnée au profit de la ville portuaire de Quentovic, qui elle, profite de cette montée des eaux et de l'augmentation du tirant d’eau et de l’élargissement naturel des voies navigables afin de devenir un port prospère du royaume des Francs, et ce jusqu'à la fin du IXe siècle où celle-ci, victime de ses richesses, fut pillée, mise à sac et brûlée à maintes reprises par les Normands qui se répandaient dans tout le pays à la recherche de butin. Ils avaient fait de la ville leur base de départ et l'entrepôt de toutes les richesses recueillies aux alentours. À la suite de cela, la ville retrouve son nom de Stapula.
Mathieu d'Alsace, comte de Boulogne, y construisit une forteresse en 1172 qui fut élevée sur les ruines d'un château beaucoup plus ancien (datant de la domination romaine) dont les traces d'incendie laissent penser qu'il fut brûlé lors d'un raid des Normands.
Philippe Auguste en fit le principal port des flottes du Nord (1193).
En 1346, les Anglais incendièrent la ville en revenant vainqueurs de la bataille de Crécy, et en 1355, le duc de Lancastre la pilla.
Étaples subit des sièges en 1351, 1378 et 1435.
Lancelot de Fromessent, sur la commune actuelle d'Étaples, combattit et trouva la mort à la bataille d'Azincourt en 1415.
En 1455 et 1546, elle fut à nouveau détruite par les flammes.
Signé le 3 novembre 1492, le traité d'Étaples entre Charles VIII et Henri VII d'Angleterre fut le premier traité entre la France et l'Angleterre depuis le traité de Picquigny marquant la fin de la guerre de Cent Ans.

### Temps modernes

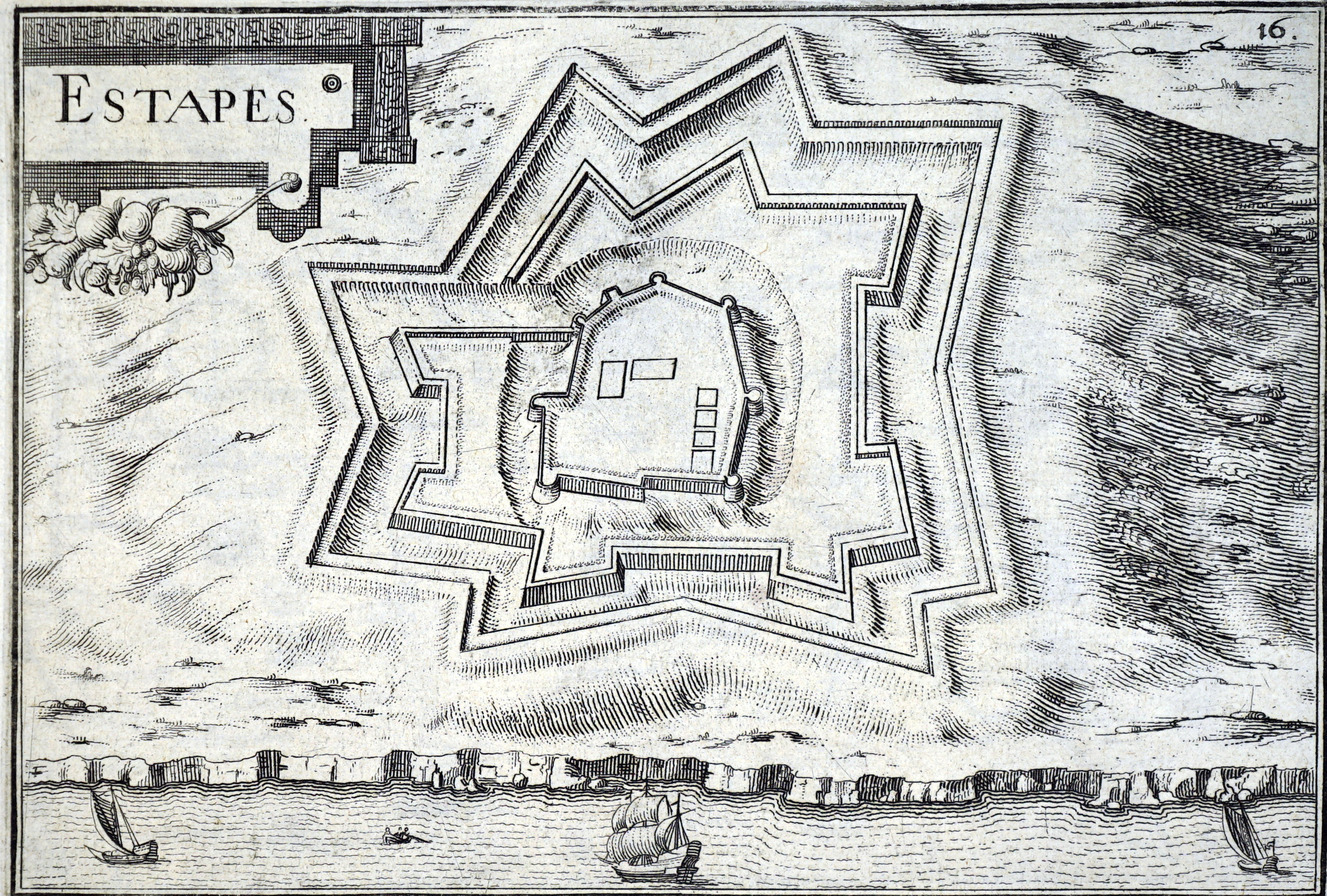
Relevé par le géographe du roi Christophe Tassin en 1634.

Lors de la tenue du camp du Drap d'Or, la réunion diplomatique près de Calais entre François Ier de France et Henri VIII d’Angleterre, François Ier séjourna au château d'Étaples. La réunion a eu lieu à Balinghem entre le 7 et le 24 juin 1520 et François Ier y dormit le 27.
Le château fut démantelé vers 1641 et détruit en 1660.

### XVIIIesiècle
C'est à cette période que débute l'exploitation des carrières à Étaples, elle dure près de trois siècles. Celles-ci se trouvaient dans la partie nord-ouest de la ville, comme en témoigne la rue des Carrières. On y extrayait des matériaux comme la chaux et les moellons. Cette activité voit naître plusieurs générations de maçons comme ceux de la famille Roux.
À la fin des années 1930, elles seront utilisées comme champignonnières et elles serviront de refuge pendant la Seconde Guerre mondiale.

### XIXesiècle
De 1803 à 1805, Napoléon Ier réunit une puissante armée tout le long des côtes de la Manche dans le but d'envahir l'Angleterre. Ce fut le célèbre camp de Boulogne. Pendant deux ans, les troupes du 6e corps d'armée du maréchal Ney stationnèrent dans la ville d'Étaples et ses proches environs. Les trois divisions d’infanterie et la brigade de cavalerie étaient réparties en six camps. L’empereur vint plusieurs fois à Étaples pour y passer ses troupes en revue.
Parmi ces troupes, figurait le 6e régiment d’infanterie légère. Il regroupait en six cantonnements trois divisions d'infanterie et une brigade de cavalerie.
En 1848, fut inaugurée la ligne de chemin de fer reliant Amiens à Boulogne-sur-Mer passant par Étaples.
Après la guerre franco-allemande de 1870, une épidémie de choléra emporte le quart de la population.
L'activité du port de pêche, qui existait déjà au IXe siècle, était importante dans ce port à marée, on compte jusqu'à 90 bateaux, de type lougre, à la fin du XIXe siècle. C'est le moteur économique principale de la commune avec les professions qi en découlent comme les cordonniers, l'usine Saint-Frères en est l'exemple, les mareyeurs, les charpentiers de marine… . À cette économie s'ajoute celle du commerce et du transport maritime, essentiellement de l'import de charbon d'Angleterre, pour laquelle, en 1828, un service de pilotage est créé afin d'assurer une entrée en toute sécurité dans la baie de la Canche, ce service s'arrête en 1921. Les bateaux de pêche débarquent souvent leur pêche dans le port de Boulogne-sur-Mer, port en eau profonde qui permet aux bateaux de s'abriter en cas de fort coup de vent. L'ensablement de la baie de la Canche va faire qu'accélèreront ce mouvement. En 1972, l'engin de mise à sec Roulev fait, qu'une flottille composée essentiellement d'une de 25 petits crevettiers vient effectuer des réparations dans le port. En 1990, il ne reste que 11 chalutiers de dix mètres et en 2025, plus aucun chalutier, la soixantaine de bateaux de pêche d'Étaples est basée dans le port de Boulogne-sur-Mer. 
Entre 1880 et 1914, la ville fut le siège d'une importante colonie d'artistes peintres internationaux que l'on appela par la suite l'école d'Étaples. La Première Guerre mondiale mis une fin brutale à cette colonie artistique.

### XXesiècle
Pendant la Première Guerre mondiale, Étaples vécut à l'heure britannique : l'armée britannique installa un immense camp d'entraînement au mont Levin, aujourd'hui couvert d'habitations (camp britannique d'Étaples). Dans ce camp, qui compta jusqu'à 80 000 hommes, éclata en 1917 une violente mutinerie. Étaples vécut pendant plusieurs jours des heures dramatiques ; dans ses rues se déroulèrent des scènes extrêmement violentes. Ce camp était un centre de préparation des soldats venant du Commonwealth, mais aussi un centre disciplinaire réputé très dur. C'est aussi l'endroit où étaient réceptionnées et montées les mitrailleuses qui devaient partir pour le front allié.
L'ennemi allemand, attiré par les installations militaires, bombarda la ville, malgré la présence d'un hôpital militaire, causant destructions et victimes parmi la population. La grippe espagnole a également fait de nombreuses victimes dans la population en 1918-1919.
Pour le lourd tribut payé pendant quatre ans, la ville reçoit la croix de guerre 1914-1918 en 1925,.

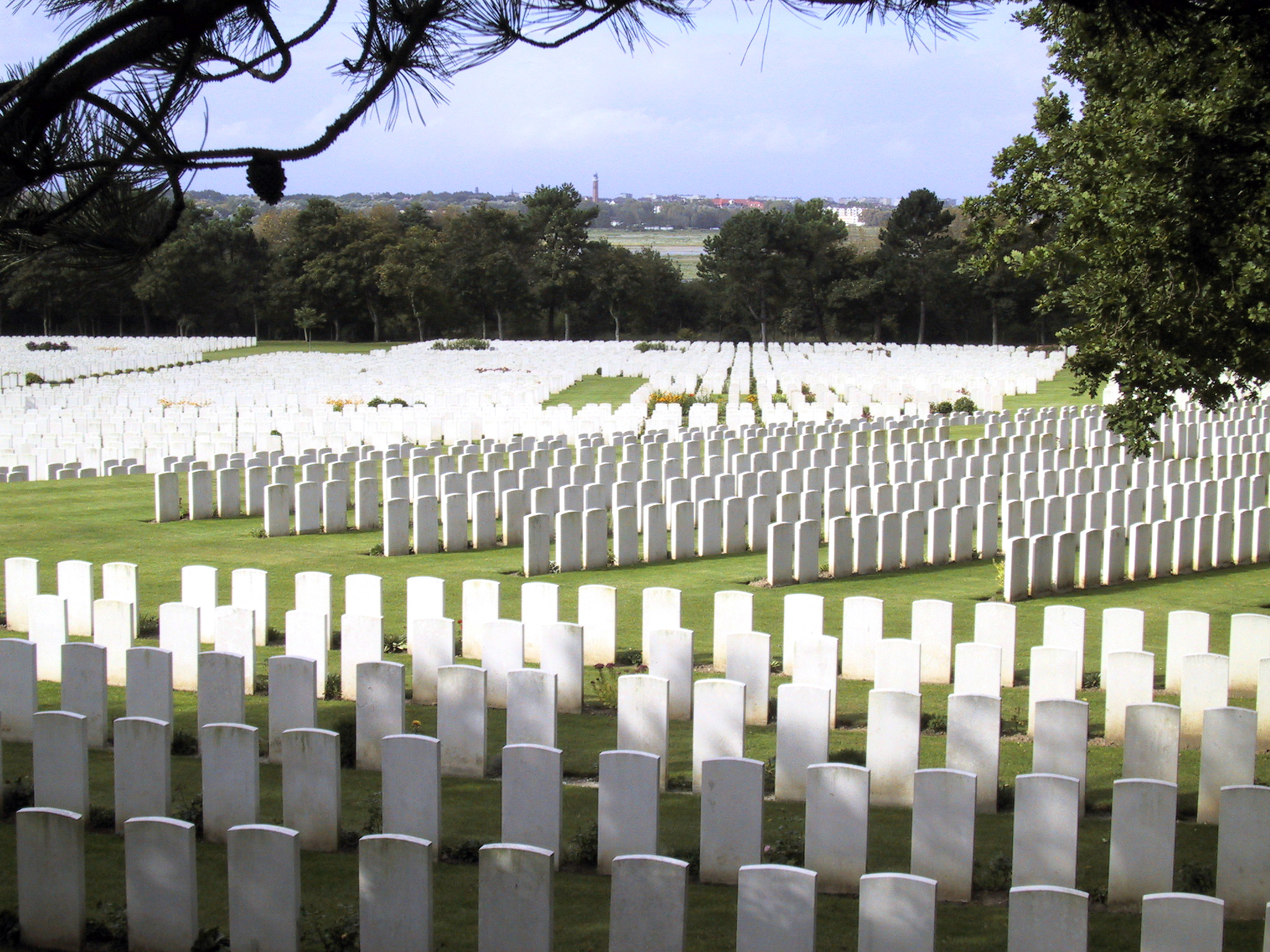
Le cimetière anglais.
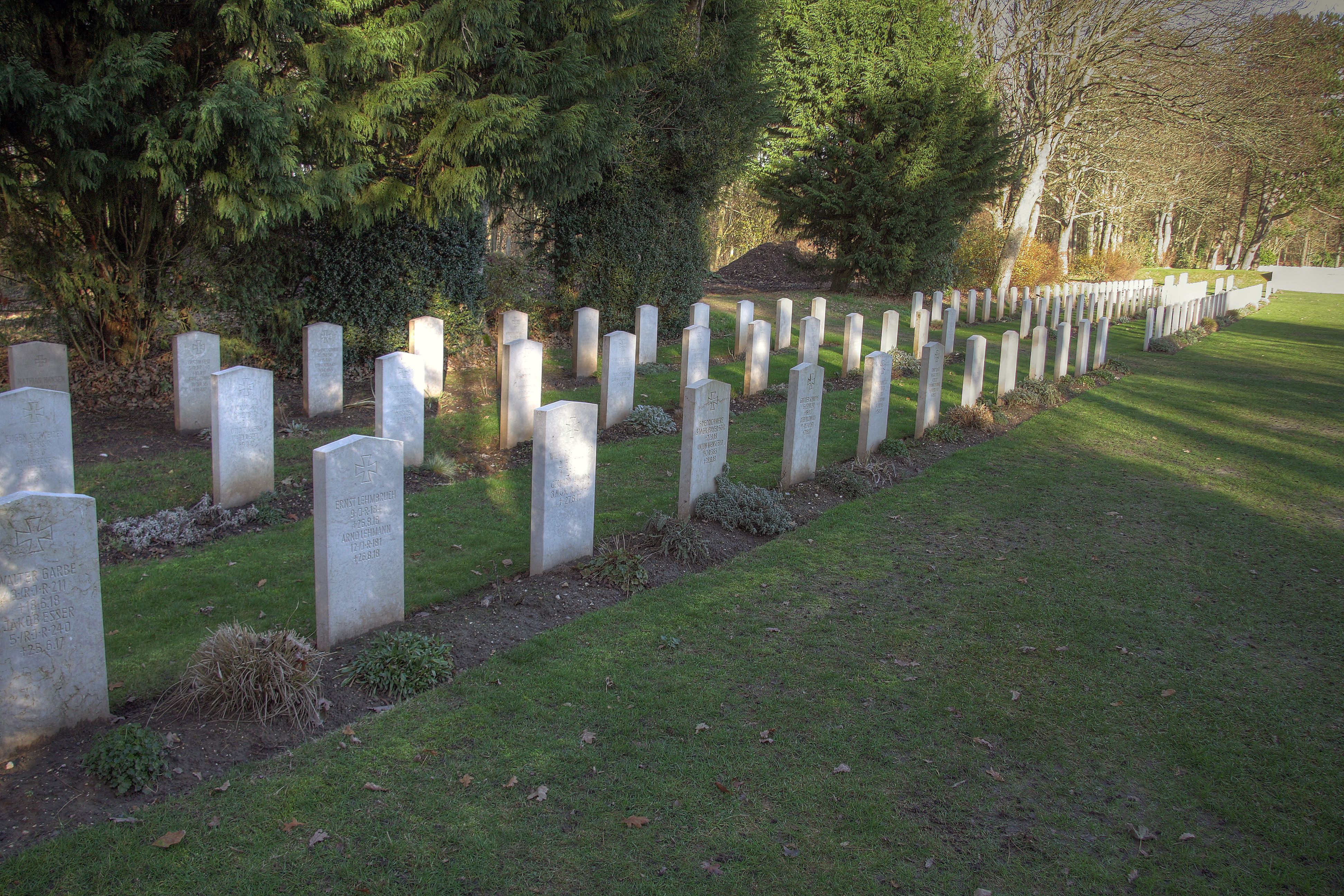
Les tombes allemandes au cimetière d'Étaples.
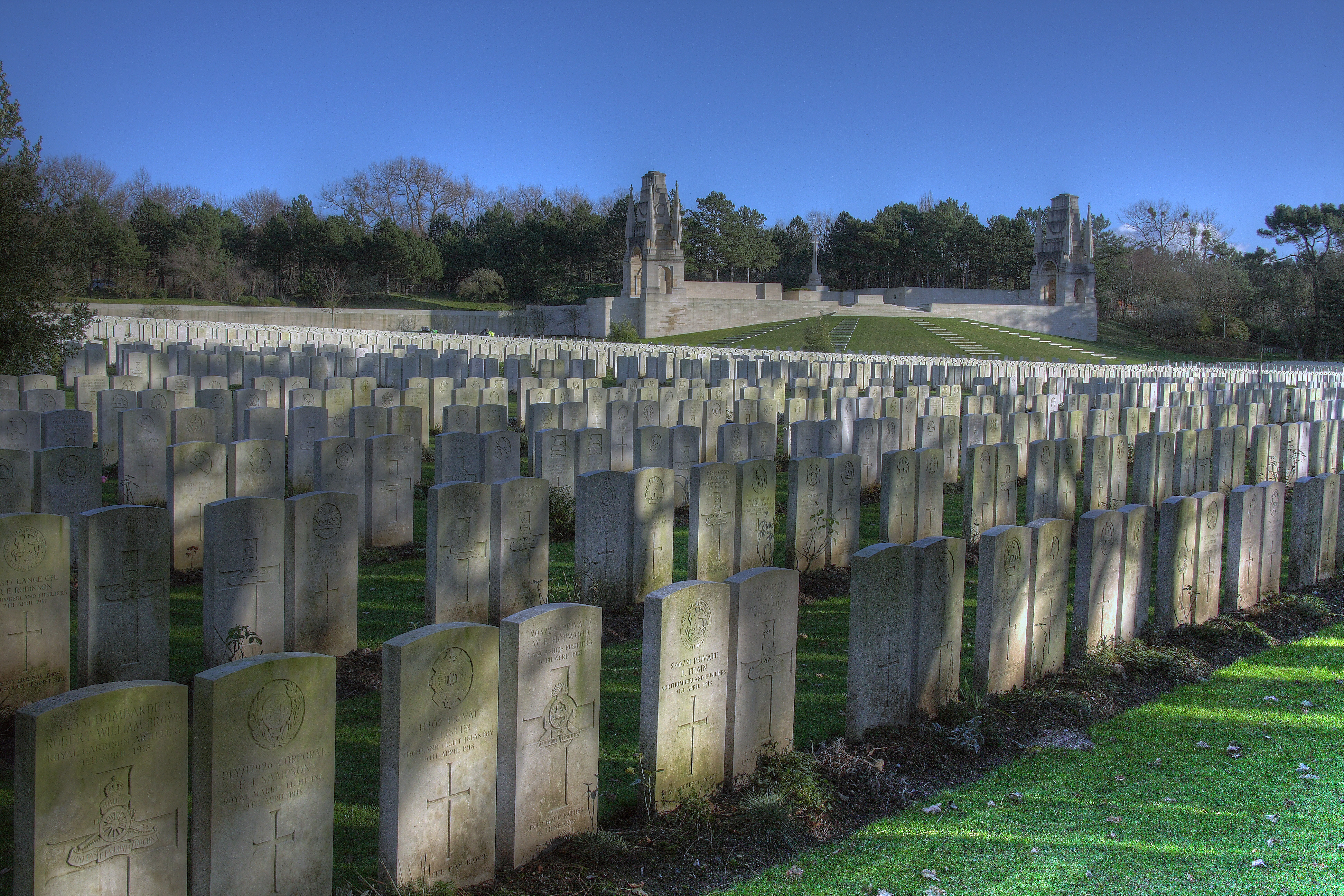
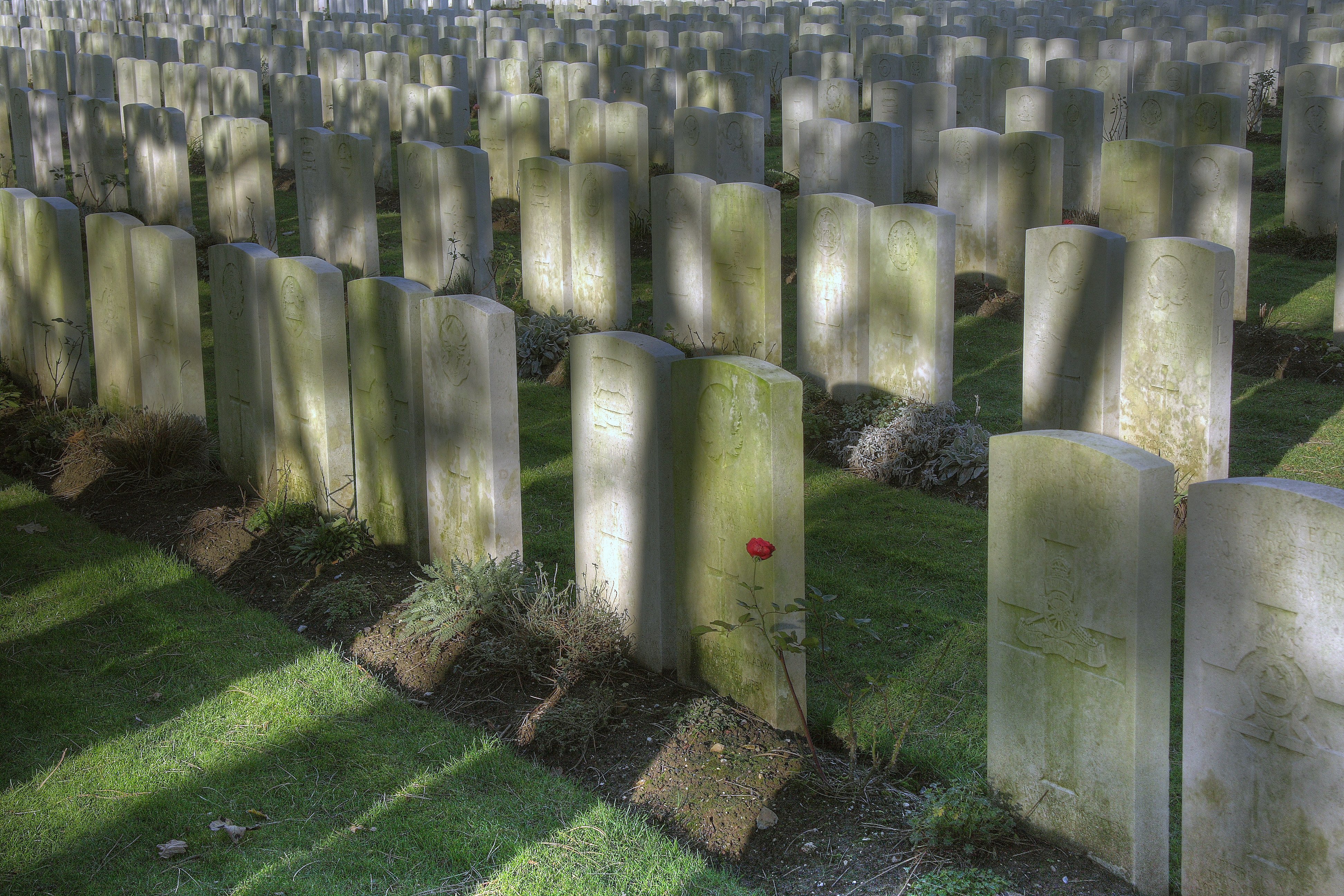

Au cours de la Seconde Guerre mondiale, Étaples est à nouveau la cible des bombardements aériens qui font 70 victimes civiles et détruisirent ou endommagèrent le tiers des habitations.
La commune est décorée de la croix de guerre 1939-1945 le 11 novembre 1948, distinction également attribuée à 28 autres communes du Pas-de-Calais.

En 1949, le ministre de la Défense vient agrafer une palme de bronze sur la croix de guerre 1939-1945 de la ville. Il lit la citation suivante : 

« Ce port de pêche a payé un lourd tribut pour la libération du territoire et a bien mérité de figurer parmi les cités les plus glorieusement meurtries. Le courage de sa population et particulièrement la ténacité de ses marins restera un exemple pour tous les artisans du relèvement national. »

## Politique et administration

### Découpage territorial

#### Commune et intercommunalité
Cucq faisait partie de la communauté de communes mer et terres d'Opale, créée fin 1999.
Dans le cadre des prescriptions de la Loi NOTRe, qui impose que les intercommunalités regroupent, sauf exceptions, au moins 15 000 habitants, celle-ci fusionne avec ses voisines pour former, le 1er janvier 2017 la communauté d'agglomération des Deux Baies en Montreuillois dont est désormais membre la ville.

#### Circonscriptions administratives et électorales

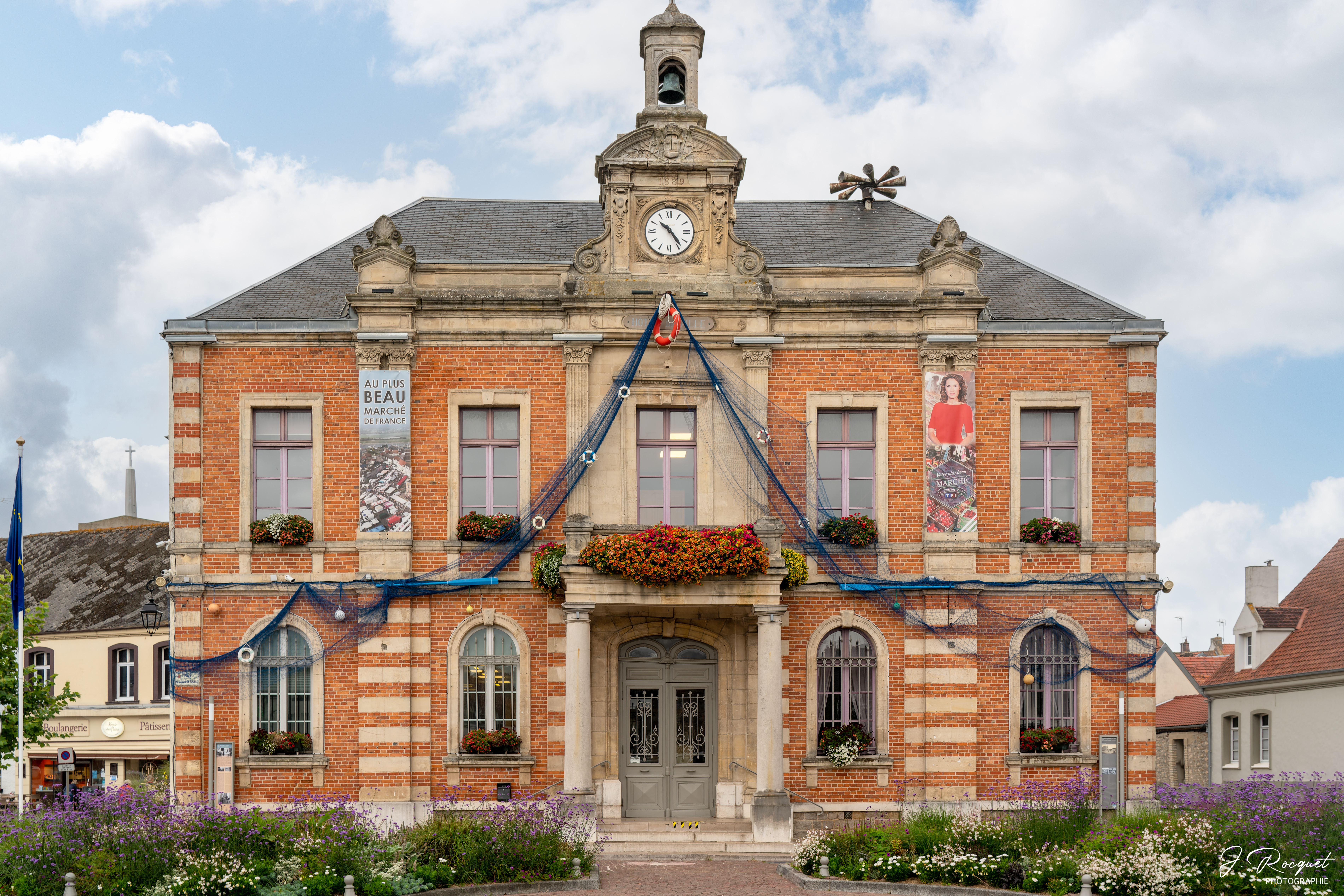
L'hôtel de ville d'Étaples.

La commune se trouve dans l'arrondissement de Montreuil du département du Pas-de-Calais.
Elle fait partie du canton de Montreuil, depuis la loi du 22 décembre 1789 reprise par la constitution de 1791, qui divise le royaume (la République en septembre 1792), en communes, cantons, districts et départements. Dans le cadre du redécoupage cantonal de 2014 en France, elle est le chef-lieu du canton d'Étaples, qui est alors modifié, passant de 19 à 15 communes.
Pour l'élection des députés, elle fait partie, depuis 1986, de la quatrième circonscription du Pas-de-Calais.

### Élections municipales et communautaires

#### Élections de 2020
Le conseil municipal  d'Étaples, commune de plus de 1 000 habitants, est élu au scrutin proportionnel de liste à deux tours (sans aucune modification possible de la liste), pour un mandat de six ans renouvelable. Compte tenu de la population communale, le nombre de sièges à pourvoir lors des élections municipales de 2020 est de 33. Les 33 conseillers municipaux sont élus au premier tour avec un taux de participation de 44,08 %, se répartissant en vingt-neuf issus de la liste conduite par Philippe Fait (UDI), trois de la liste conduite par Pascal Thiébaux (PCF) et un de la liste conduite par Xavier Brassart (RN).
Dans les communes de 1 000 habitants et plus, les conseillers sont élus au suffrage direct à la fois pour un mandat de conseiller municipal et pour un mandat de conseiller communautaire. Les 10 sièges attribués à la commune au sein de la CA2BM sont élus dès le premier tour : neuf issus de la liste menée par Philippe Fait et un sur la liste menée par Pascale Thiébaux.
- Maire sortant : Philippe Fait (UDI)
- 33 sièges à pourvoir au conseil municipal (population légale 2022  : 10693 habitants)
- 10 sièges à pourvoir au conseil communautaire (CA des Deux Baies en Montreuillois)

|                          |                          |                          |              |              |        |        |  |  |  |
| Tête de liste            | Tête de liste            | Liste                    | Premier tour | Premier tour | Sièges | Sièges |  |  |  |
| Tête de liste            | Tête de liste            | Liste                    | Voix         | %            | CM     | CC     |  |  |  |
|                          | Philippe Fait            | UDI                      | 2 345        | 67,85        | 29     | 9      |  |  |  |
|                          | Pascal Thiébaux          | PCF                      | 702          | 20,31        | 3      | 1      |  |  |  |
|                          | Xavier Brassart          | RN                       | 304          | 8,79         | 1      | 0      |  |  |  |
|                          | Martine Ghezal           | DVG                      | 105          | 3,03         | 0      | 0      |  |  |  |
|                          |                          |                          |              |              |        |        |  |  |  |
| Votes valides            | Votes valides            | Votes valides            | 3 456        | 96,78        |        |        |  |  |  |
| Votes blancs             | Votes blancs             | Votes blancs             | 37           | 1,04         |        |        |  |  |  |
| Votes nuls               | Votes nuls               | Votes nuls               | 78           | 2,18         |        |        |  |  |  |
| Total                    | Total                    | Total                    | 3 571        | 100          | 33     | 10     |  |  |  |
| Abstention               | Abstention               | Abstention               | 4 351        | 55,92        |        |        |  |  |  |
| Inscrits / participation | Inscrits / participation | Inscrits / participation | 8 102        | 44,08        |        |        |  |  |  |

#### Liste des maires
| Période          | Période                   | Identité                 | Étiquette                  | Qualité |
| ---------------- | ------------------------- | ------------------------ | -------------------------- | --- |
| 19 mai 1945      | 25 octobre 1947           | Marcel Rosey             | PCF                        | Chauffeur |
| 26 octobre 1947  | 19 mars 1959              | François Guilluy         |                            | Docteur en médecine |
| 20 mars 1959     | 22 novembre 1968          | Albert Héraud            |                            | Employé à l'administration maritime |
| 23 novembre 1968 | 5 mai 1981 (décès)        | Jean Bigot               | MRP puis CD puis UDF-CDS   | Ébéniste Conseiller général du canton d'Étaples (1963 → 1981) |
| 6 mai 1981       | 15 juin 1981              | Marie-Madeleine Gauffeny |                            | Médecin du travail Fait fonction de maire |
| 16 juin 1981     | 18 mars 1989              | Jean-Pierre Lamour       | SE                         | Employé |
| 19 mars 1989     | 16 mars 2008              | Marcel Guerville         | PS                         | Professeur de mathématiques |
| 17 mars 2008     | 4 avril 2014              | Jean-Claude Baheux       | DVG                        | Cadre SNCF retraité 2e vice-président de la CC Mer et Terres d'Opale (? → 2014) |
| 4 avril 2014     | 1 août 2022               | Philippe Fait            | DVD puis UDI puis Horizons | Professeur, Conseiller municipal élu en 2008 Enseignant en détachement Conseiller départemental du canton d'Étaples (2015 →) 1er vice-président de la CC Mer et Terres d'Opale (2014 → 2017) Réélu pour le mandat 2020-2026, Député LREM depuis juin 2022 Démissionnaire à la suite de son élection comme député |
| 1 août 2022      | En cours (au 2 août 2022) | Franck Tindiller         |                            | Gérant de meublés de tourisme |

### Instances de démocratie participative
La commune dispose d'un conseil municipal d'enfants composé de dix-sept jeunes.

### Jumelages
Au 21 avril 2021, d'après l'Atlas français de la coopération décentralisée et des autres actions extérieures du ministère de l'Europe et des Affaires étrangères, Étaples est jumelée avec :
| Ville | Ville       | Pays | Pays        | Période     |
| ----- | ----------- | ---- | ----------- | ----------- |
|       | Folkestone  |      | Royaume-Uni | depuis 2009 |
|       | Hückeswagen |      | Allemagne   | depuis 1972 |

Le site web de la commune évoque un partenariat depuis la fin des années 1970 avec Folkestone au Royaume-Uni, qui aurait abouti à la signature d'un contrat de jumelage en 2009. C'est à la même époque qu'a été établi le partenariat avec Hückeswagen, la première charte a été signée en 1972 par les maires des deux communes, européens convaincus.

## Équipements et services publics

### Eau et déchets

#### Prélèvements en eau et usages
En 2018, la commune a prélevé, 1 763 564 m3, d'origine à 100 % souterraine dont 19 745 m3 à usage industriel et activités économiques (hors irrigation). Le site de captage d'eau potable de Rombly est situé au nord-est de la commune 50° 31′ 26″ N, 1° 39′ 21″ E. À noter que ce site est proche de l'ancien village de Rombly disparu sous les sables au XVIIe siècle.

#### Services en production et distribution d'eau potable, assainissement collectif, assainissement non collectif
La Communauté d'agglomération des Deux Baies en Montreuillois (CA2BM) est compétente en matière de gestion de l'eau potable de la commune en gestion délégué à Véolia Eau, elle gère également l'assainissement collectif en gestion délégué et l'assainissement non collectif géré en régie par à Véolia Eau.
Sur le territoire de la commune de Cucq, au bord de la Canche et proche du pont d'Étaples, se trouve la station d'épuration qui traite, depuis le début des années 1980, les eaux usées de la commune, du Touquet, de Merlimont et de Cucq, soit deux millions de mètres cubes traités puis rejetés dans le milieu naturel. Cette station a bénéficié d'importants travaux de modernisation de 2007 à 2009, pour améliorer la qualité des eaux de la Canche et du bord de mer, et est dimensionnée pour supporter l'afflux de touristes en période estivale,.

#### Tarifs de l'eau
au 1er janvier 2020 les tarifs sont les suivants :
- Eau potable, pour une facture de 120 m3, le m3 est facturé 1,98 euro.
- Assainissement collectif, pour une facture de 120 m3, le m3 est facturé 3,43 euros.
- Assainissement non-collectif, pour un diagnostic de bon fonctionnement et d'entretien, le montant facturé est de 100 euros[87].

#### Gestion des déchets
La gestion des déchets est organisée par la CA2BM.
La commune est à proximité des déchèteries de Berck (13 km), Beaumerie (13 km) et de Verton (14 km).
Un site de compostage est situé à Cucq (4 km) dont le maître d'ouvrage est Agriopale Services.

### Espaces publics
La commune d'Étaples bénéficie, depuis 2019, du label « villes et villages fleuris » avec quatre fleurs, et, en 2022, elle obtient le label « Villes et villages où il fait bon vivre ».
Le port de plaisance de la commune, datant de 1984 et qui dispose de 207 anneaux, est également labellisé Pavillon bleu. C'est le seul port labellisé du Pas-de-Calais,,.

### Enseignement
La commune d'Étaples est située dans l'académie de Lille.
La ville administre 7 établissements publics et 4 établissements privés :
- Les établissements publics sont :
  - Deux écoles maternelles, Jean Moulin et les Mouettes ;
  - L'école élémentaire, Jean Macé ;
  - Deux écoles primaires, Jean Moulin et Rombly ;
  - Le collège Jean Jaurès ;
  - Le lycée professionnel Jules Verne.
- Les établissements privés sont :
  - Deux écoles primaires, Notre-Dame-de-Foy et Saint-Joseph ;
  - Le collège Saint-Joseph ;
  - Le lycée professionnel Saint-Joseph[98].

### Espaces publics
Sur le plan touristique, deux niveaux de classement sont prévus pour les communes qui développent une politique touristique sur leur territoire. Le premier niveau se matérialise par l’obtention de la dénomination en « commune touristique » et délivrée par un arrêté préfectoral pris pour une durée de cinq ans. Le second niveau, plus élevé que le premier, se matérialise par le classement en « station classée de tourisme », attribué par décret pour une durée de douze ans.
La commune d'Étaples est « station classée de tourisme ».

### Postes et télécommunications
La commune dispose d'un bureau de poste situé au no 9 rue du Général-Obert.

### Santé
Les Étaplois bénéficient, d'une part, des services du centre hospitalier de l'arrondissement de Montreuil (CHAM), situé à Rang-du-Fliers, à 10 km. Cet établissement, né en 1980, s'est agrandi depuis, il offre aujourd'hui plus de 900 lits et places, et d'autre part, de la clinique des acacias, ouverte en 1958, au hameau de Trépied, à Cucq. Cette clinique, créée en 1958, fait partie de la fondation Hopale, et dispose de 108 lits. Elle a un service spécialisé maternité de 1958 à 1998.
En juin 2023, s'ouvre « La Canote », le nouvel établissement d'hébergement pour personnes âgées dépendantes (Ehpad) du centre hospitalier de l'arrondissement de Montreuil (CHAM), situé au Domaine des Prés. Il dispose de 90 places dont quatorze pour les patients atteints de la maladie d'Alzheimer et abrite deux services de psychiatrie et les consultations avancées du CHAM.

### Justice, sécurité, secours et défense

#### Justice
La commune relève du tribunal de proximité de Montreuil, du tribunal judiciaire de Boulogne-sur-Mer, de la cour d'appel d'Amiens et de Douai, du tribunal pour enfants de Boulogne-sur-Mer, du conseil de prud'hommes de Boulogne-sur-Mer, du tribunal de commerce de Boulogne-sur-Mer et du tribunal paritaire des baux ruraux de Boulogne-sur-Mer, Calais et Montreuil.

#### Sécurité
La commune dispose :
- d'une police municipale, dont les bureaux sont situés au no 4 rue Grand-Pierre.
- d'une brigade de gendarmerie, au no 1 avenue du Blanc-Pavé, dont le territoire de compétence comprend les communes : Camiers, Cormont, Frencq, Hubersent, Lefaux, Tubersent et Widehem[105],[106],[107].

#### Secours
La commune a sur son territoire le centre d'incendie et de secours (CIS) d'Étaples.

## Population et société
Les habitants sont appelés les Étaplois.

### Démographie

#### Évolution démographique
L'évolution du nombre d'habitants est connue à travers les recensements de la population effectués dans la commune depuis 1793. Pour les communes de plus de 10 000 habitants les recensements ont lieu chaque année à la suite d'une enquête par sondage auprès d'un échantillon d'adresses représentant 8 % de leurs logements, contrairement aux autres communes qui ont un recensement réel tous les cinq ans,.

En 2022, la commune comptait 10 693 habitants, en évolution de −3,09 % par rapport à 2016 (Pas-de-Calais : −0,72 %, France hors Mayotte : +2,11 %).
| 1793  | 1800  | 1806  | 1821  | 1831  | 1836  | 1841  | 1846  | 1851  |
| ----- | ----- | ----- | ----- | ----- | ----- | ----- | ----- | ----- |
| 1 168 | 1 266 | 1 454 | 1 600 | 1 764 | 1 809 | 1 984 | 2 134 | 2 267 |

| 1856  | 1861  | 1866  | 1872  | 1876  | 1881  | 1886  | 1891  | 1896  |
| ----- | ----- | ----- | ----- | ----- | ----- | ----- | ----- | ----- |
| 2 290 | 2 576 | 2 719 | 2 851 | 3 062 | 3 280 | 3 342 | 3 816 | 4 389 |

| 1901  | 1906  | 1911  | 1921  | 1926  | 1931  | 1936  | 1946  | 1954  |
| ----- | ----- | ----- | ----- | ----- | ----- | ----- | ----- | ----- |
| 4 709 | 5 278 | 5 823 | 5 846 | 6 534 | 6 815 | 6 768 | 6 634 | 7 758 |

| 1962  | 1968  | 1975   | 1982   | 1990   | 1999   | 2006   | 2011   | 2016   |
| ----- | ----- | ------ | ------ | ------ | ------ | ------ | ------ | ------ |
| 8 628 | 9 095 | 10 559 | 11 292 | 11 305 | 11 177 | 11 813 | 11 113 | 11 034 |

| 2021   | 2022   | - | - | - | - | - | - | - |
| ------ | ------ | - | - | - | - | - | - | - |
| 10 930 | 10 693 | - | - | - | - | - | - | - |

#### Pyramide des âges
En 2018, le taux de personnes d'un âge inférieur à 30 ans s'élève à 36,7 %, ce qui est égal à la moyenne départementale (36,7 %). À l'inverse, le taux de personnes d'âge supérieur à 60 ans est de 26,0 % la même année, alors qu'il est de 24,9 % au niveau départemental.
En 2018, la commune comptait 5 252 hommes pour 5 674 femmes, soit un taux de 51,93 % de femmes, légèrement supérieur au taux départemental (51,5 %).
Les pyramides des âges de la commune et du département s'établissent comme suit.
| Hommes | Classe d’âge | Femmes |
| ------ | ------------ | ------ |
| 0,6    | 90 ou +      | 1,0    |
| 4,0    | 75-89 ans    | 8,2    |
| 17,8   | 60-74 ans    | 20,1   |
| 20,2   | 45-59 ans    | 20,3   |
| 18,1   | 30-44 ans    | 16,0   |
| 19,7   | 15-29 ans    | 16,3   |
| 19,6   | 0-14 ans     | 18,1   |

| Hommes | Classe d’âge | Femmes |
| ------ | ------------ | ------ |
| 0,5    | 90 ou +      | 1,6    |
| 5,6    | 75-89 ans    | 8,9    |
| 16,7   | 60-74 ans    | 18,1   |
| 20,2   | 45-59 ans    | 19,2   |
| 18,9   | 30-44 ans    | 18,1   |
| 18,2   | 15-29 ans    | 16,2   |
| 19,9   | 0-14 ans     | 17,9   |

### Manifestations culturelles et festivités
La commune propose, tout au long de l'année, différents festivals et animations : le festival « Comme par magie » en février ; le festival de musique Rock en Stock ; le festival rencontres folkloriques ; le festi'moules en juillet ; le festival du Hareng Roi ; le festival des arts dans la rue Quartiers Libres le 14 juillet ; la fête de la Coquille, organisée par le club local de football, l'AS Étaples, ayant lieu tous les ans, durant un week-end du mois d'avril ; le triathlon international d'Étaples ; la Joute à canotes ; le salon « Je lis Jeu'nesse » ; la ducasse de la Saint-Michel ; le défilé des Guénels ; le défilé de Saint-Nicolas ; la procession et bénédiction de la mer et, depuis 2023, le « trophée des yoles en Canche » qui se déroule en juin et où participent exclusivement les bateaux à clins.

#### La joute à canotes
La joute a canotes est une course de petites embarcations à rames qui se déroule en automne sur l'estuaire de la Canche à Étaples. Elle est devenue au fil du temps une véritable institution qui rassemble une centaine de participants et quelques milliers de spectateurs.
Plusieurs épreuves sont organisées par catégories (nombre de rameurs, avec ou sans barreur etc.). Les compétitions sont très sérieuses, mais elles laissent une large part au folklore et à l'humour assurant une ambiance « bon enfant », gage de son succès populaire. La réunion se termine généralement par une course à la godille où le rameur est seul. C'est peut-être la moins spectaculaire mais sans doute la plus éprouvante pour les compétiteurs.

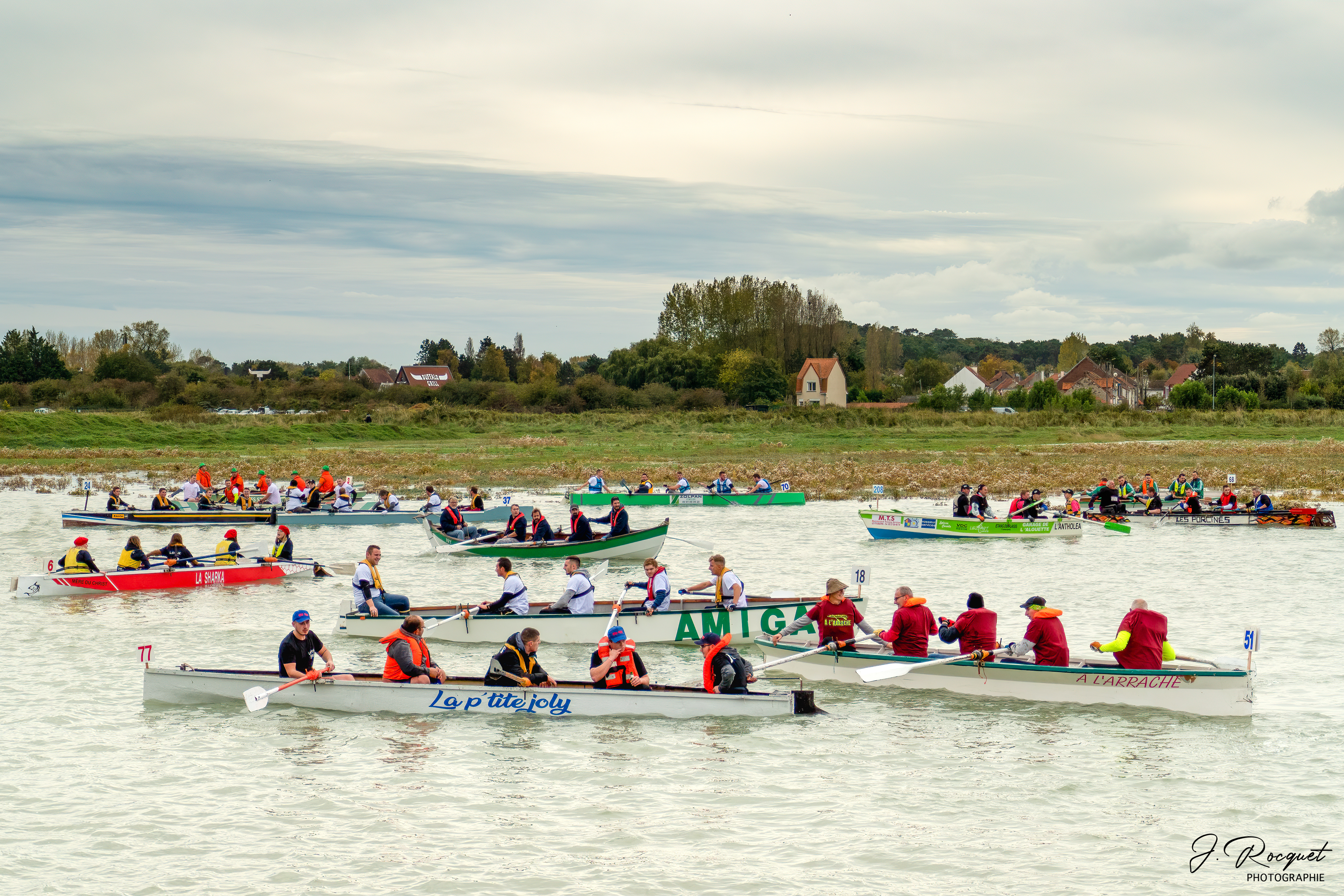
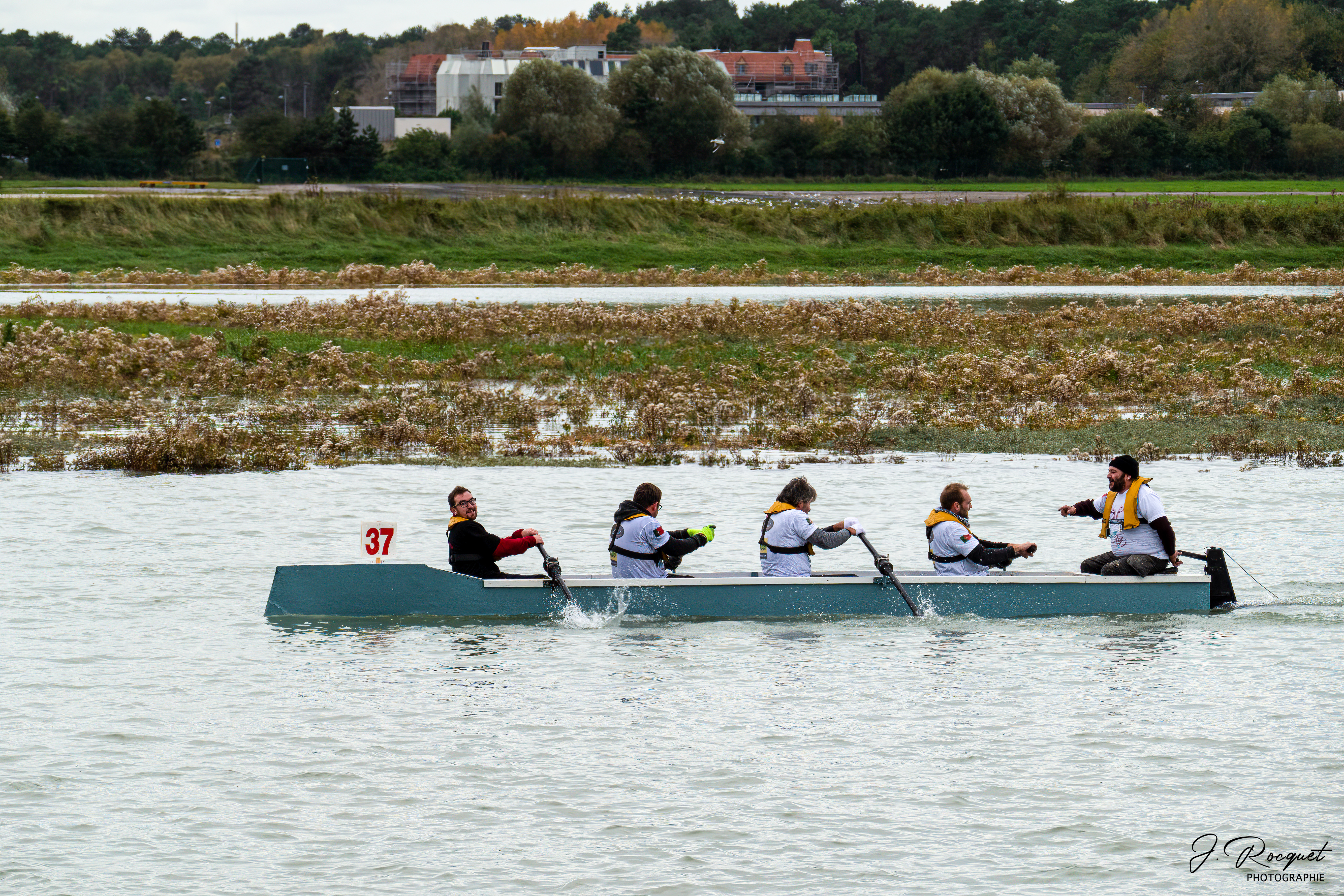
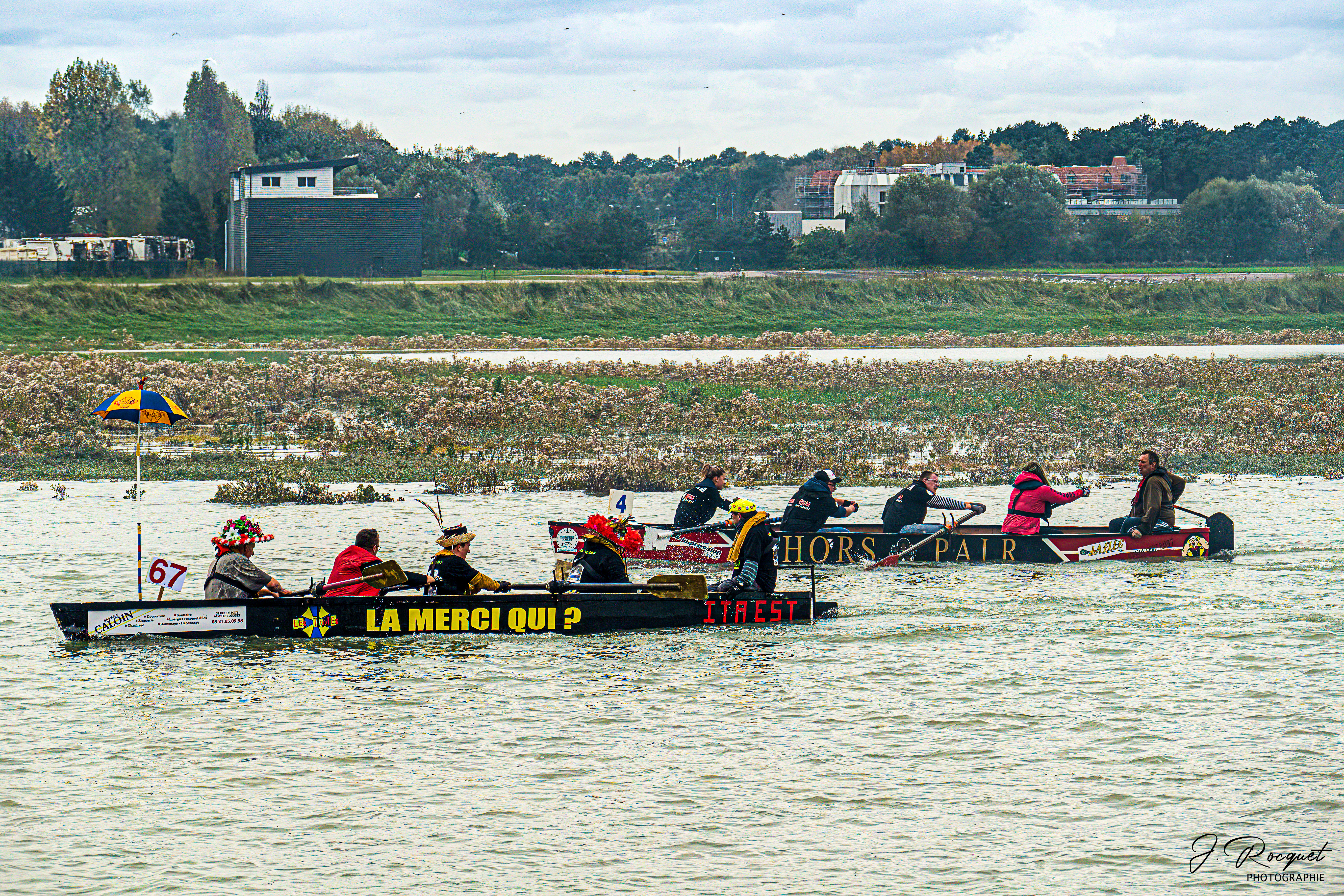
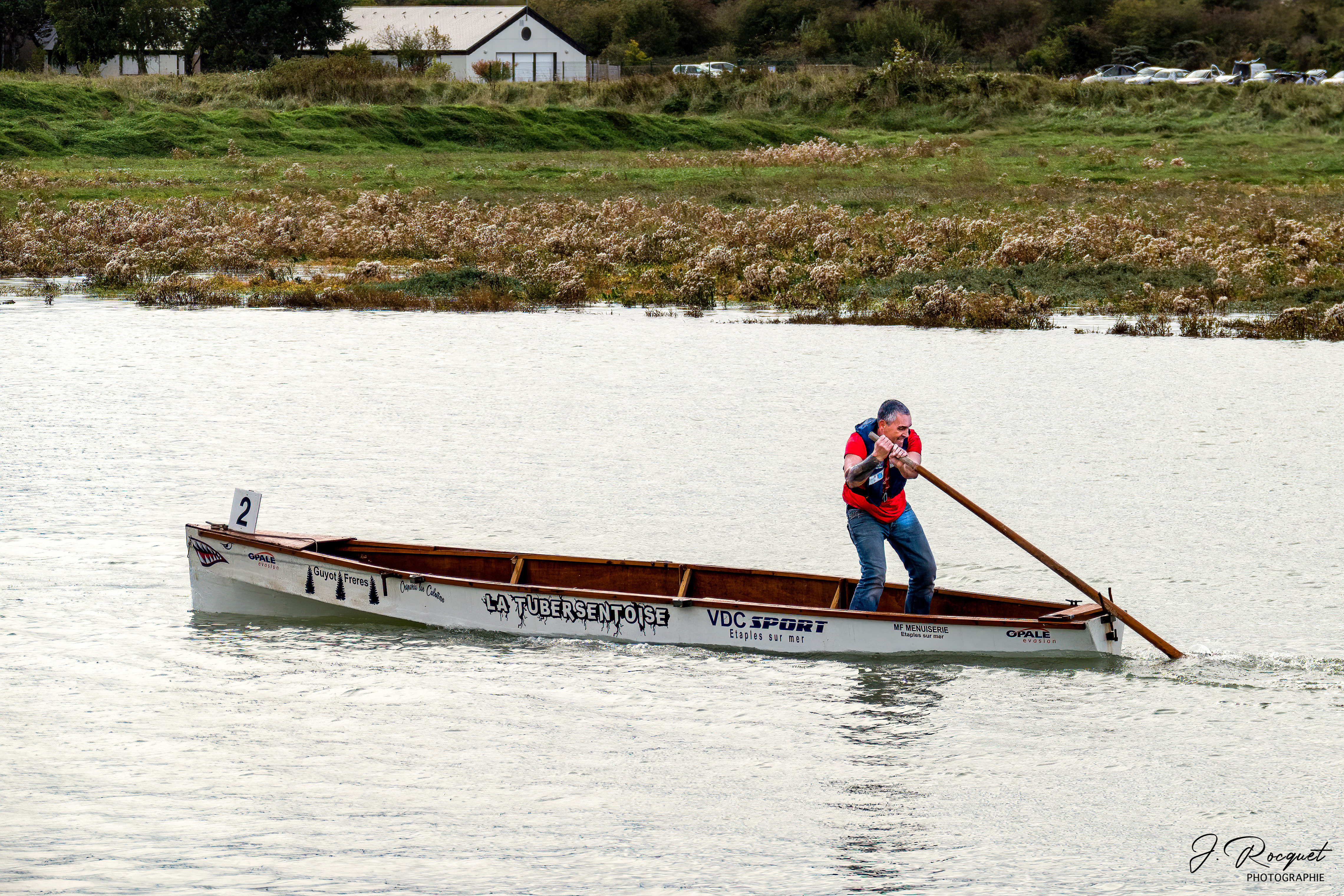

### Sports et loisirs

#### Sports nautiques
La commune d'Étaples, de par situation sur la rive droite de la Canche et proche de la baie qui offre un vaste plan d'eau à marée haute, est naturellement tournée vers les sports nautiques qui sont organisés par le « centre nautique de la Canche » (CNC). Celui-ci offre la possibilité de pratiquer de nombreuses activités comme la voile sur Optimist, catamaran, catamaran Topaz 14 et Hobie 16, la planche à voile, le kayak.

#### Autres sports
La commune propose, avec les associations, différentes activités :
- Association sportive étaploise football (ASE Football) ;
- Association sportive étaploise de basket (ASE Basket) ;
- Association Sportive étaploise de boxe américaine (ASE Boxe Américaine) ;
- Poney-Club de Rombly, poneys et chevaux ;
- Touquet-Étaples Rugby Club (TERC) ;
- AF Haute Ville Étaples Football.

#### Sentiers pédestres
Le sentier de grande randonnée GR 120 ou GR littoral (partie du sentier européen E9 allant du Portugal à l'Estonie), appelé aussi sentier des douaniers, traverse la commune en longeant la Canche.

#### Pistes cyclables
La piste cyclable « La Vélomaritime », partie côtière française de la « Véloroute de l’Europe - EuroVelo 4 », qui relie Roscoff en France à Kiev en Ukraine sur 5 100 km, traverse la commune, en venant de Camiers, en longeant le port puis en empruntant le pont d'Étaples, pour desservir, par piste cyclable, les villes de Cucq et du Touquet-Paris-Plage,.
En projet, une piste cyclable longeant le boulevard Billiet et la route d'Hilbert, devant relier la piste cyclable, du quai et du pont d'Étaples, à la piste cyclable menant à l'usine Valéo.

#### Trail de la passe-pierre
Mai 2025, voit se dérouler la 8e édition du trail de la passe-pierre organisé par les communes du Touquet-Paris-Plage, d'Étaples et de Camiers où 1 150 participants sont attendus sur l'évènement. Cette course propose, pour deux épreuves, la possibilité de traverser la Canche à pied. Trois épreuves sont proposés : « La Tranquille » (neuf kilomètres), « La Douce » (dix kilomètres) et « La Terrible » (Vingt kilomètres).

#### Loisirs

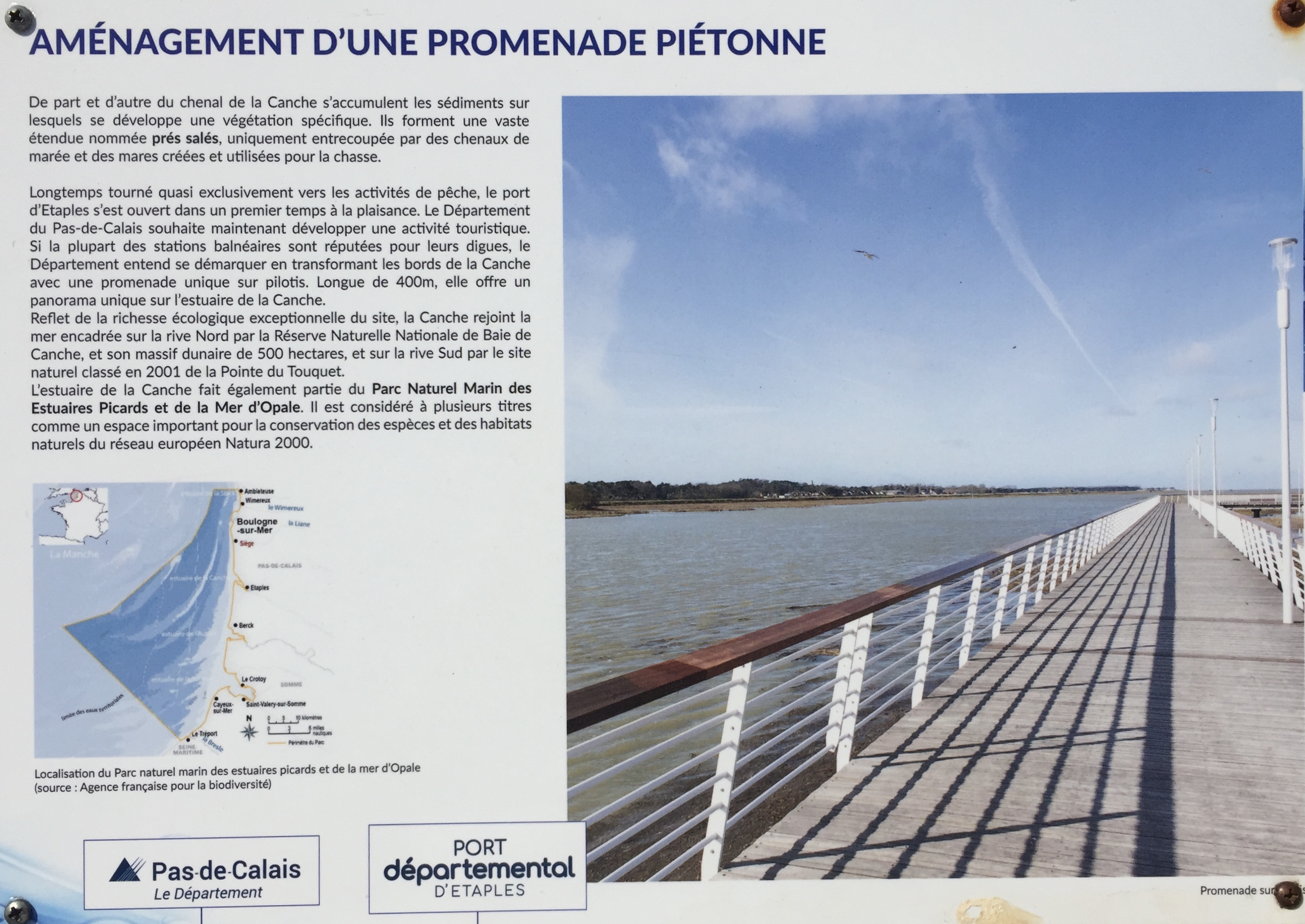
Promenade en bois sur pilotis sur le port.

Depuis 2020, une promenade en bois sur pilotis sur le port d’Étaples surplombe l’estuaire, 450 mètres uniquement piétonne avec un belvédère offrant un point de vue sur la Canche.

### Vie associative
La commune dispose de nombreuses associations qui sont définies comme suit : les amicales comme celles de la ville d'Étaples, des anciens de Valéo et des sapeurs-pompiers ; les associations culturelles comme celles des amis chemin, autrement dit autrement vu, des commerçants et artisans, passion culture, Scrabble étaplois, rock en stock, souvenir et sauvegarde des traditions des marins-pêcheurs étaplois, chorale mixte d’Étaples, club 3e âge les Cronquelets, cercle ornithologique Étaplois, comité de jumelage Étaples et Folkestone, comité des échanges d’Hückeswagen, entente patriotique et anciens combattants, forum et association mémoire d'Opale, la guilde ludique, Ivy, jeunes et voyages, les amis du musée de la marine d'Étaples, les bons Z'Enfants d'Étaples, les mouettards, musique communale, modélisme club naval, nomade gaming zone, souvenir français, wolf moon; les associations sportives qui regroupent, en plus des sports évoqués plus haut dans la rubrique sports et loisirs, de nombreuses autres activités comme le badminton, hand-ball, pétanque, cyclotourisme, judo, plongée, tir à l'arc, tennis, tennis de table... ; les associations caritatives et de quartiers,.

### Cultes
Le territoire de la commune est rattaché à la paroisse « Notre-Dame-de-Foy » au sein du doyenné de Berck-Montreuil, dépendant du diocèse d'Arras. Ce doyenné couvre 68 communes.
La commune d'Étaples possédait autrefois trois lieux de culte, la chapelle du Saint-Sacrement, située au milieu de la place (aujourd'hui, place du Général-de-Gaulle), démolie en 1640, Notre-Dame-de-Foi, située rue du Chœur et l'église Saint-Michel.
L'ancienne église Saint-Michel, (XIIIe siècle-XXe siècle), située rue de l’Abreuvoir, l’actuelle place Jeanne-d’Arc, a été détruite lors du bombardement du 15 juin 1944.
L'église Saint-Michel actuelle, qui a été reconstruite après guerre, entre 1955 et 1960, sur les plans des architectes Clément Tambuté et Pierre Requier, est située rue du Bac, au lieu-dit « Le mont à baudet ». Elle a la particularité de posséder un immense vitrail sur le thème de la création, œuvre du maître verrier Raphaël Lardeur. Elle est inscrite au patrimoine architectural du ministère de la culture.

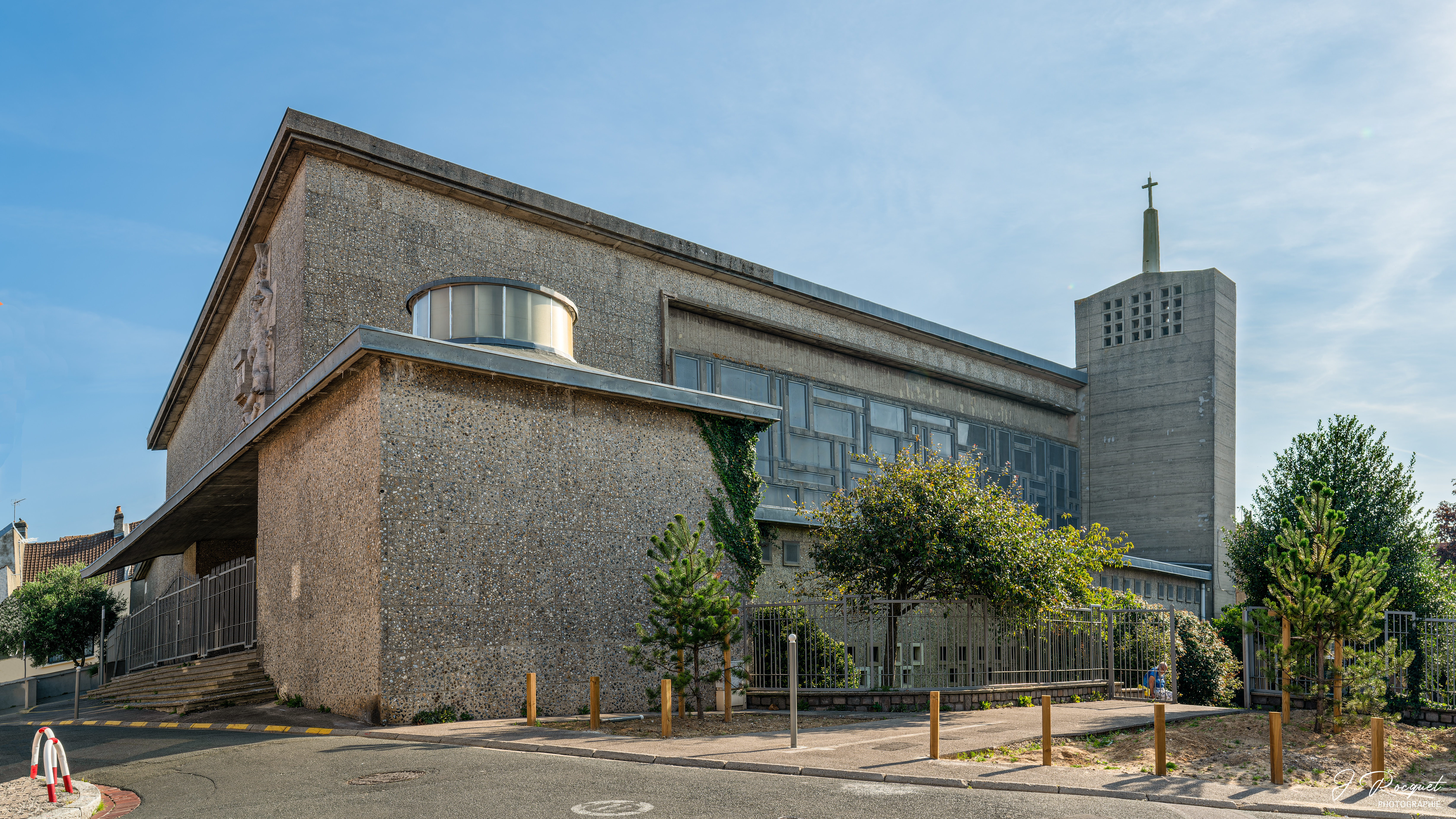
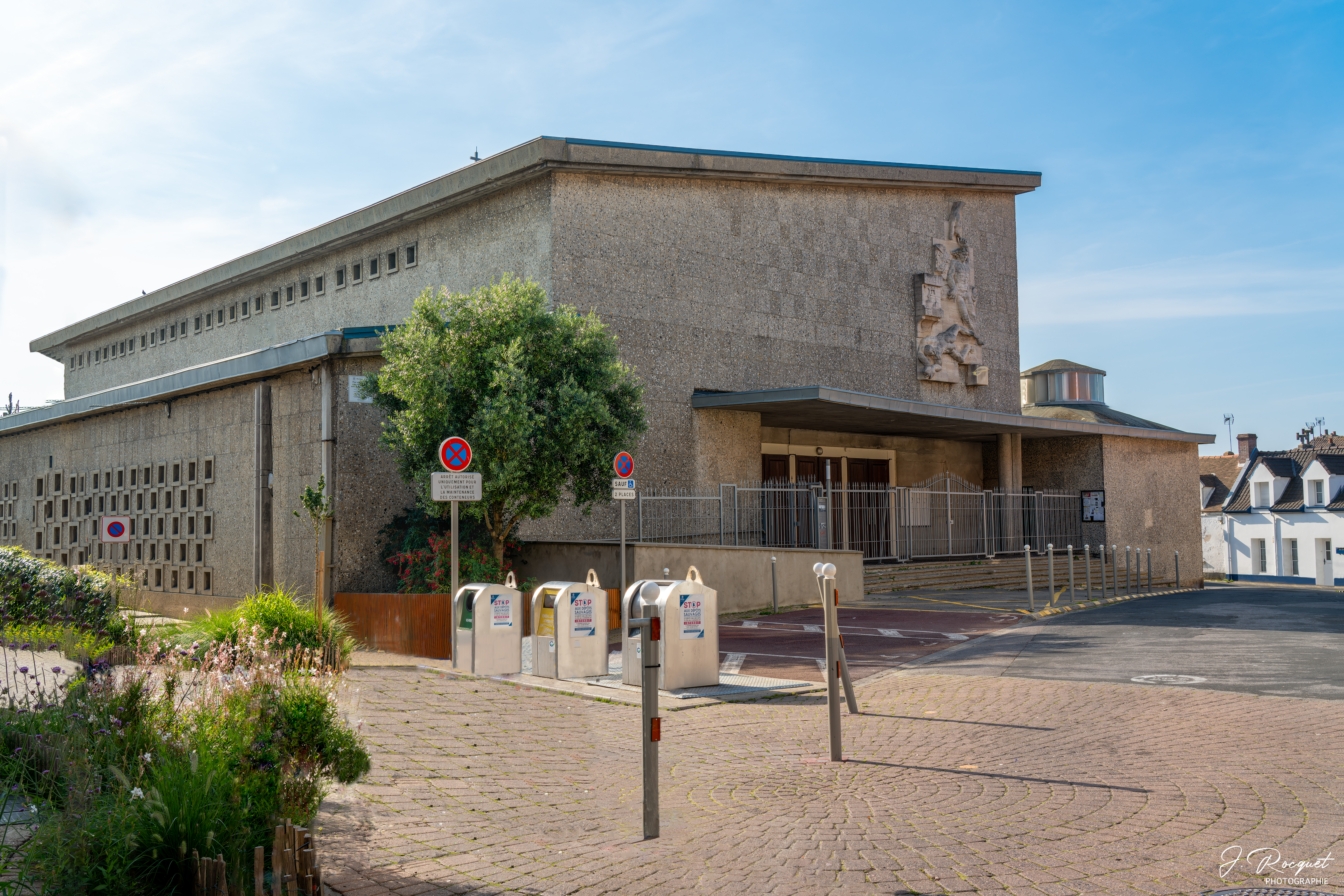

### Médias
Le quotidien régional La Voix du Nord publie une édition locale pour le Montreuillois.
La commune est couverte par les programmes de France 3 Nord-Pas-de-Calais. Jusqu'en 2014, on pouvait également recevoir les programmes d'Opal'TV. Actuellement, la commune est également couverte par BFM Grand Littoral.

## Économie

### Revenus de la population et fiscalité
En 2021, la commune compte 4 595 ménages fiscaux, regroupant 10 389 personnes.
Le revenu fiscal médian par ménage, le taux de pauvreté des ménages et la part des ménages fiscaux imposés de la commune, du département du Pas-de-Calais et de la métropole sont les suivants :
- le revenu fiscal médian par ménage de la commune est de 19 120 €, inférieur à celui du département du Pas-de-Calais (20 720 €) et inférieur à celui de la France métropolitaine (23 080 €)[Insee 2],[Insee 3],[Insee 4] ;
- le taux de pauvreté des ménages de la commune est de 20 %, de 18,4 % au niveau du département et de 14,9 % au niveau de la métropole[Insee 5],[Insee 6],[Insee 7] ;
- la part des ménages fiscaux imposés dans la commune est de 37 %, de 44,1 % au niveau du département et de 53,4 % au niveau de la métropole[Insee 2],[Insee 3],[Insee 4].

### Emploi
|                       | 2010   | 2015   | 2021   |
| --------------------- | ------ | ------ | ------ |
| Commune               | 16,4 % | 21,0 % | 16,9 % |
| Département           | 15,4 % | 17,7 % | 14,7 % |
| France métropolitaine | 11,6 % | 13,7 % | 11,7 % |

En 2021, la population âgée de 15 à 64 ans s'élève à 6 755 personnes, parmi lesquelles on compte 70,3 % d'actifs (58,5 % ayant un emploi et 11,9 % de chômeurs) et 29,7 % d'inactifs,. En 2021, le taux de chômage communal (au sens du recensement) des 15-64 ans est supérieur à celui du département et supérieur à celui de la France métropolitaine.
La commune est la commune-centre de l'aire d'attraction d'Étaples - Le Touquet-Paris-Plage,. Elle compte 5 012 emplois en 2021, contre 4 719 en 2015 et 4 699 en 2010. Le nombre d'actifs ayant un emploi résidant dans la commune est de 3 997, soit un indicateur de concentration d'emploi de 125,4 et un taux d'activité parmi les 15 ans ou plus de 53,6 %.
Sur ces 3 997 actifs de 15 ans ou plus ayant un emploi, 1 695 travaillent dans la commune, soit 42 % des habitants. Pour se rendre au travail, 80,6 % des habitants utilisent une voiture, un camion ou une fourgonnette, 4,7 % les transports en commun, 11,6 % s'y rendent en deux-roues, à vélo ou à pied et 3,2 % n'ont pas besoin de transport (travail au domicile).

### Entreprises et commerces

#### Agriculture
La commune est dans les « Bas-Champs Picards », une petite région agricole dans le département du Pas-de-Calais. En 2020, l'orientation technico-économique de l'agriculture  sur la commune est la polyculture et/ou le polyélevage. 
|               | 1988 | 2000 | 2010 | 2020 |
| ------------- | ---- | ---- | ---- | ---- |
| Exploitations | 16   | 7    | 7    | 4    |
| SAU (ha)      | 411  | 339  | 318  | 306  |

Le nombre d'exploitations agricoles en activité et ayant leur siège dans la commune est passé de 16 lors du recensement agricole de 1988  à 7 en 2000 puis à 7 en 2010 et enfin à 4 en 2020, soit une baisse de 75 %. La surface agricole utilisée sur la commune a également diminué, passant de 411 ha en 1988 à 306 ha en 2020. Parallèlement la surface agricole utilisée moyenne par exploitation a augmenté, passant de 26 à 77 ha,.

#### Activités hors agriculture
709 établissements marchands non agricoles sont économiquement actifs en 2022 à Étaples,,.
| Secteur d'activité                                                                                        | Commune | Commune | Département |
| Secteur d'activité                                                                                        | Nombre  | %       | %           |
| --- | ------- | ------- | ----------- |
| Ensemble                                                                                                  | 709     | 100 %   | (100 %)     |
| Industrie manufacturière, industries extractives et autres                                                | 42      | 5,9 %   | (6,8 %)     |
| Construction                                                                                              | 80      | 11,3 %  | (10,6 %)    |
| Commerce de gros et de détail, transports, hébergement et restauration                                    | 211     | 29,8 %  | (29,3 %)    |
| Information et communication                                                                              | 13      | 1,8 %   | (1,9 %)     |
| Activités financières et d'assurance                                                                      | 37      | 5,2 %   | (5,0 %)     |
| Activités immobilières                                                                                    | 22      | 3,1 %   | (4,9 %)     |
| Activités spécialisées, scientifiques et techniques et activités de services administratifs et de soutien | 95      | 13,4 %  | (14,2 %)    |
| Administration publique, enseignement, santé humaine et action sociale                                    | 140     | 19,7 %  | (16,8 %)    |
| Autres activités de services                                                                              | 69      | 9,7 %   | (10,5 %)    |

Hormis le secteur de l'administration publique, enseignement, santé humaine et action sociale qui est légèrement supérieur (19,7 % vs 16,8 %), la répartition en pourcentage des différents secteurs d'activité de la commune est proche de celle du département.
Un marché de plein-air se déroule le mardi et le vendredi, place du Général-de-Gaulle. Le 2 juillet 2021, la commune remporte la quatrième édition du plus beau marché de France, organisé par le journal de 13 heures de TF1. Pour l'occasion, Dominique Lagrou-Sempère se retrouve en direct du marché et remet le trophée au maire de la ville,.

### Pêche
Le port de pêche et de plaisance est géré par la chambre de commerce et d'industrie de Boulogne-sur-Mer Côte d'Opale, il est devenu port départemental dans le cadre des lois de décentralisation.
La soixantaine de bateaux de pêche d'Étaples, basés dans le port de Boulogne-sur-Mer, sont regroupés au sein de l'« organisation de producteurs de la coopérative maritime étaploise » (OP CME) pour un produit de la pêche de 9 500 tonnes en 2024, la coquille Saint-Jacques représente la plus grosse part avec 2 320 tonnes (25 %) suivi de la sardine (18 %) et du maquereau (17 %). La flottille de l'OP CME est la première de la place boulonnaise avec 45 % du tonnage pêché et la 6e en quantités débarquées en France avec 6 % du tonnage national,.
Dans les  aubettes situées sur le port, se déroule la vente de produits de la pêche côtière des chalutiers de moins de douze mètres.

### Usine Saint Frères
L'usine Saint Frères d'Étaples est une ancienne fabrique de cordages et filets de pêche. Les frères Saint ont ouvert cette usine en 1920. Ils représentent à l'époque un groupe familial important dans le textile et possèdent d'autres usines, notamment à Flixecourt et dans la Somme. Jusqu'à 600 salariés furent employés par l'usine, dont de nombreuses femmes de pêcheurs. L'usine a fermé en 1989, et a été reconvertie en bâtiment administratif et sportif (judo et ping-pong), abritant également l'office du tourisme. Durant la Seconde Guerre mondiale, la Kommandantur allemande y installa ses QG.

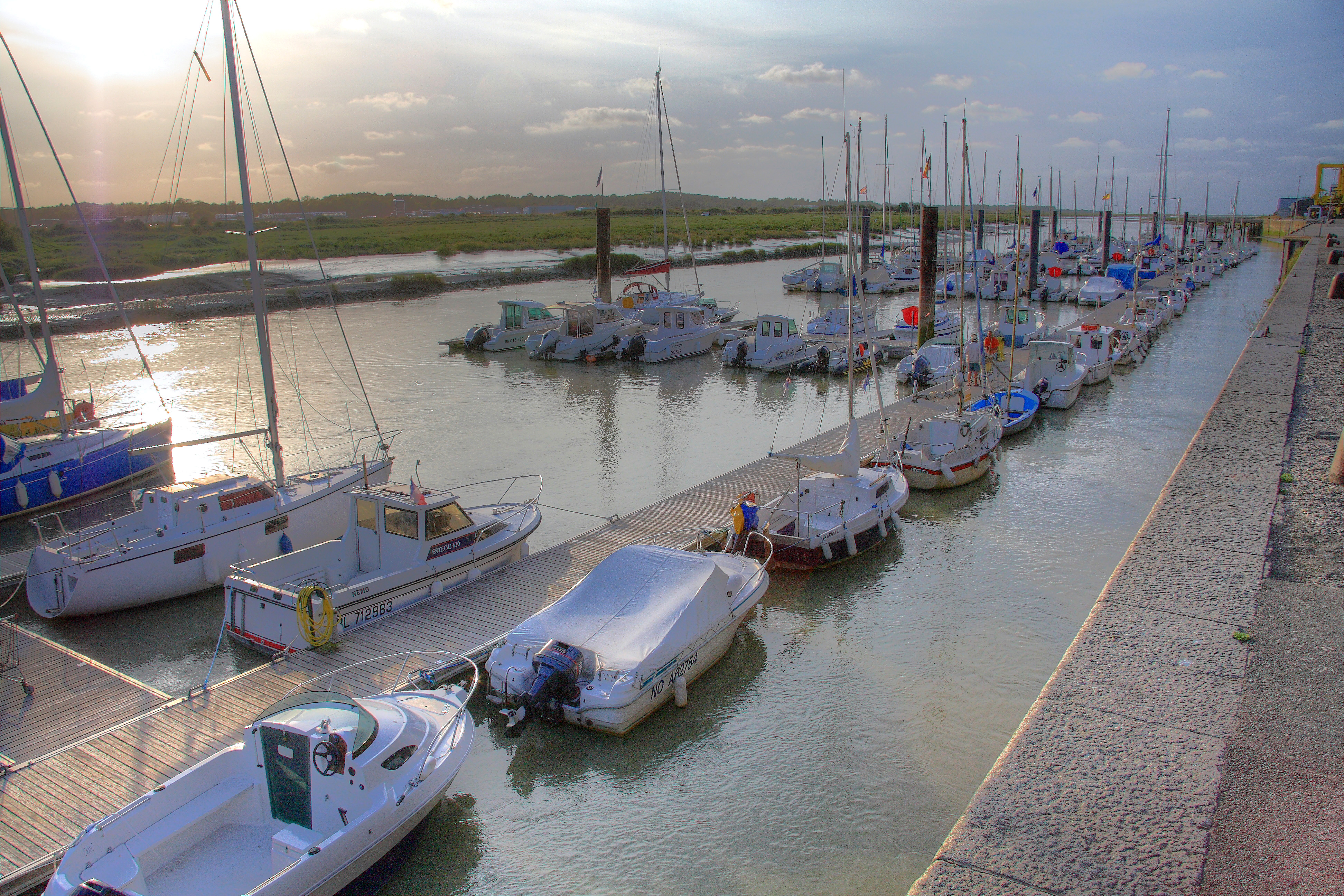
Le port d'Étaples en 2009.
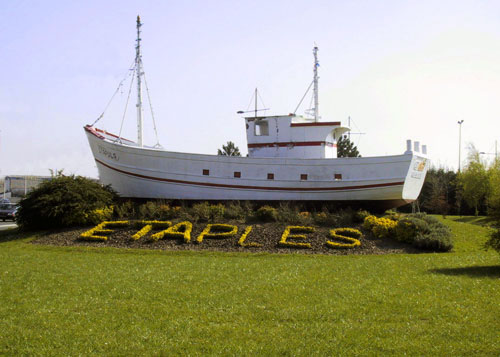
Le bateau étaplois Stapula.
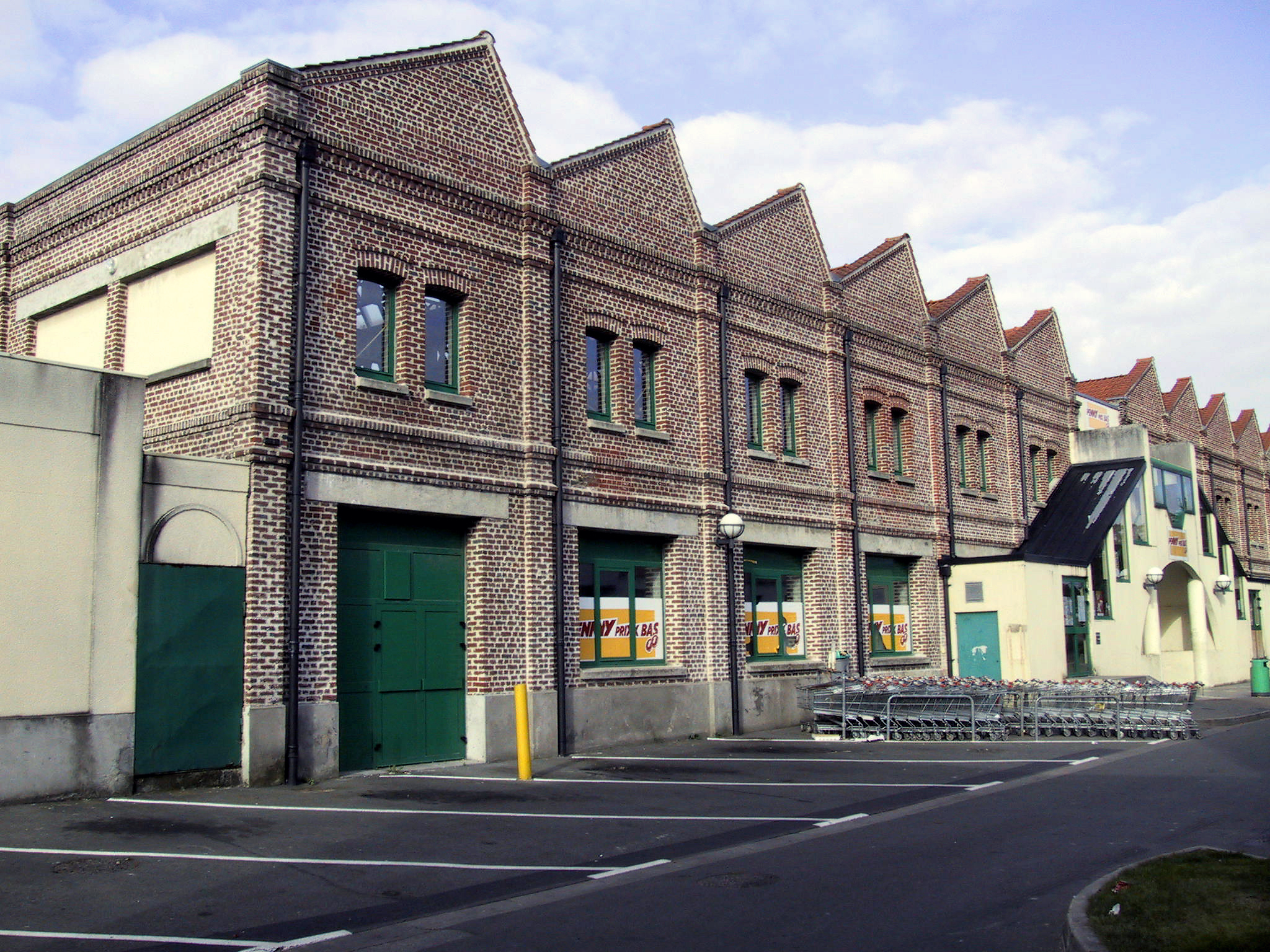
L'ancienne usine Saint Frères.

### Tourisme

#### Hôtellerie, camping et autres hébergements collectifs
Au 1er janvier 2025, la commune dispose de trois hôtels pour une capacité totale de 96 chambres, d'un camping totalisant 124 emplacements et ne dispose d'aucun autre type d'hébergement collectif,.

## Culture locale et patrimoine

### Lieux et monuments

#### Monuments historiques
- L'hôtel Souquet-Marteau, la façade et la toiture sur la place (cad. AB 85) sont inscrits à l'inventaire des monuments historiques depuis le 28 décembre 1984[146],[147]. Il fut occupé de 1803 à 1805 par le maréchal Ney. Napoléon y a effectué deux visites.

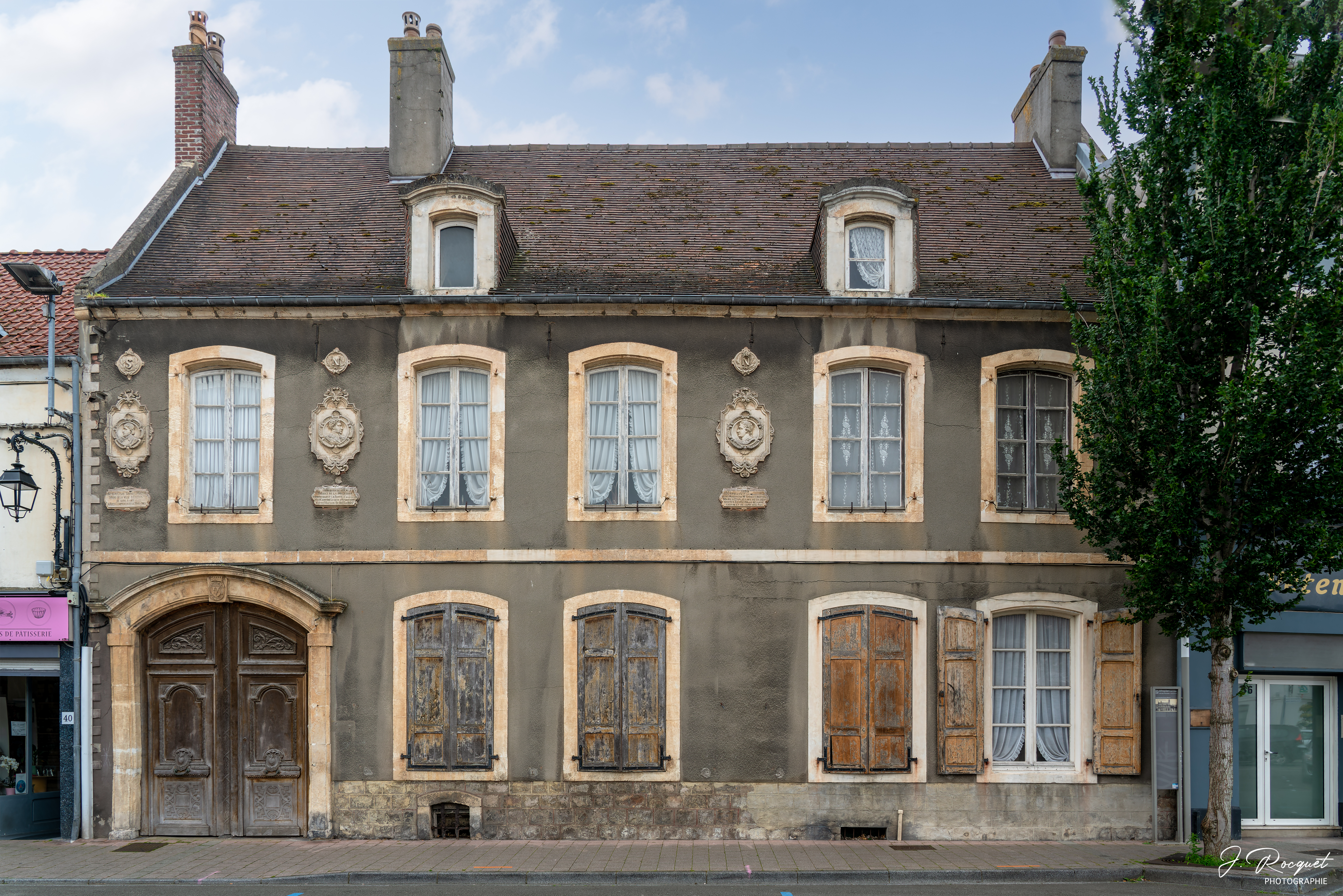

- Le chalutier Charles de Foucauld est classé au titre d'objet depuis le 6 décembre 1984[148]. Il est exposé à l'ex-chantier Leprêtre.

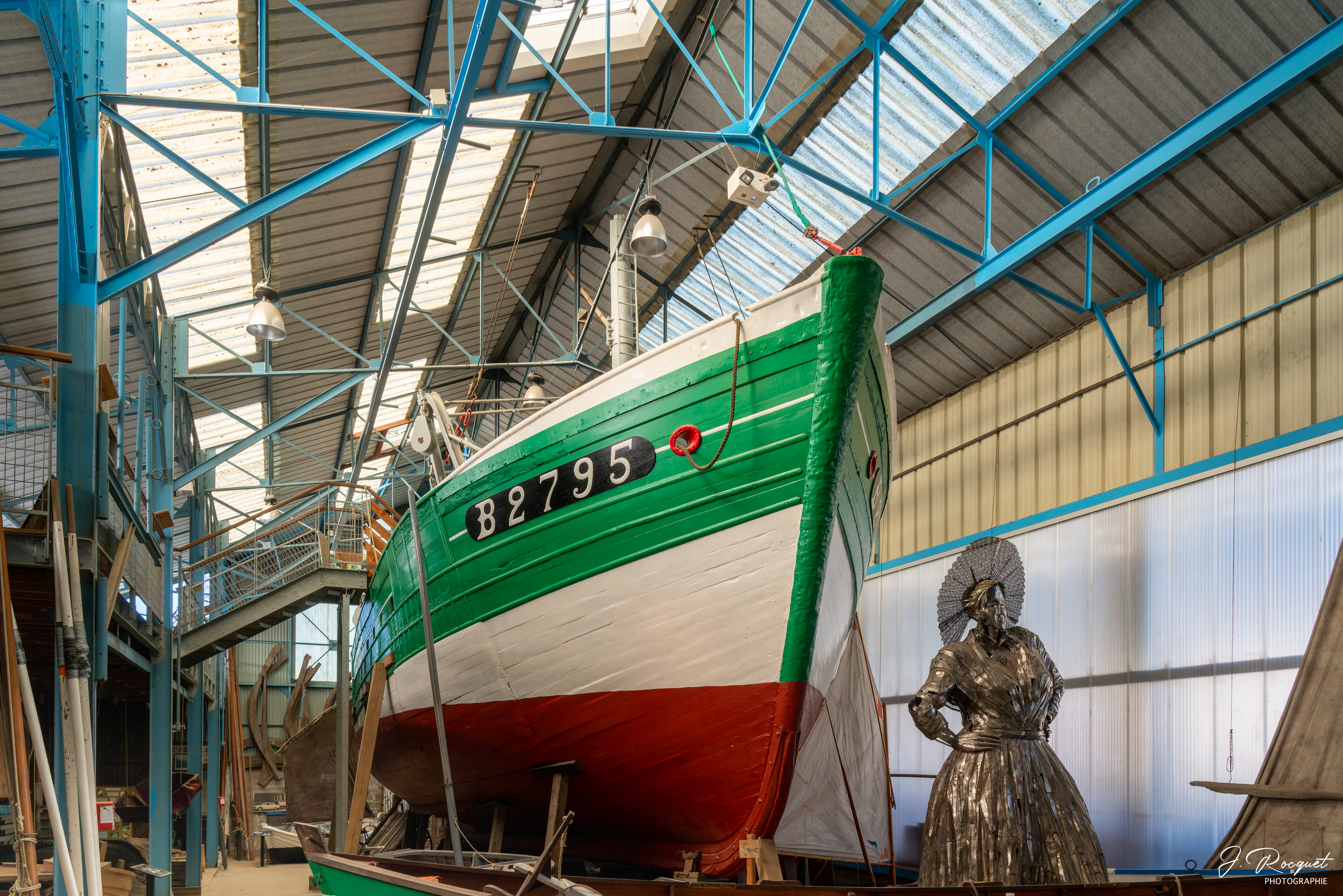
La proue du chalutier Foucault B2795.
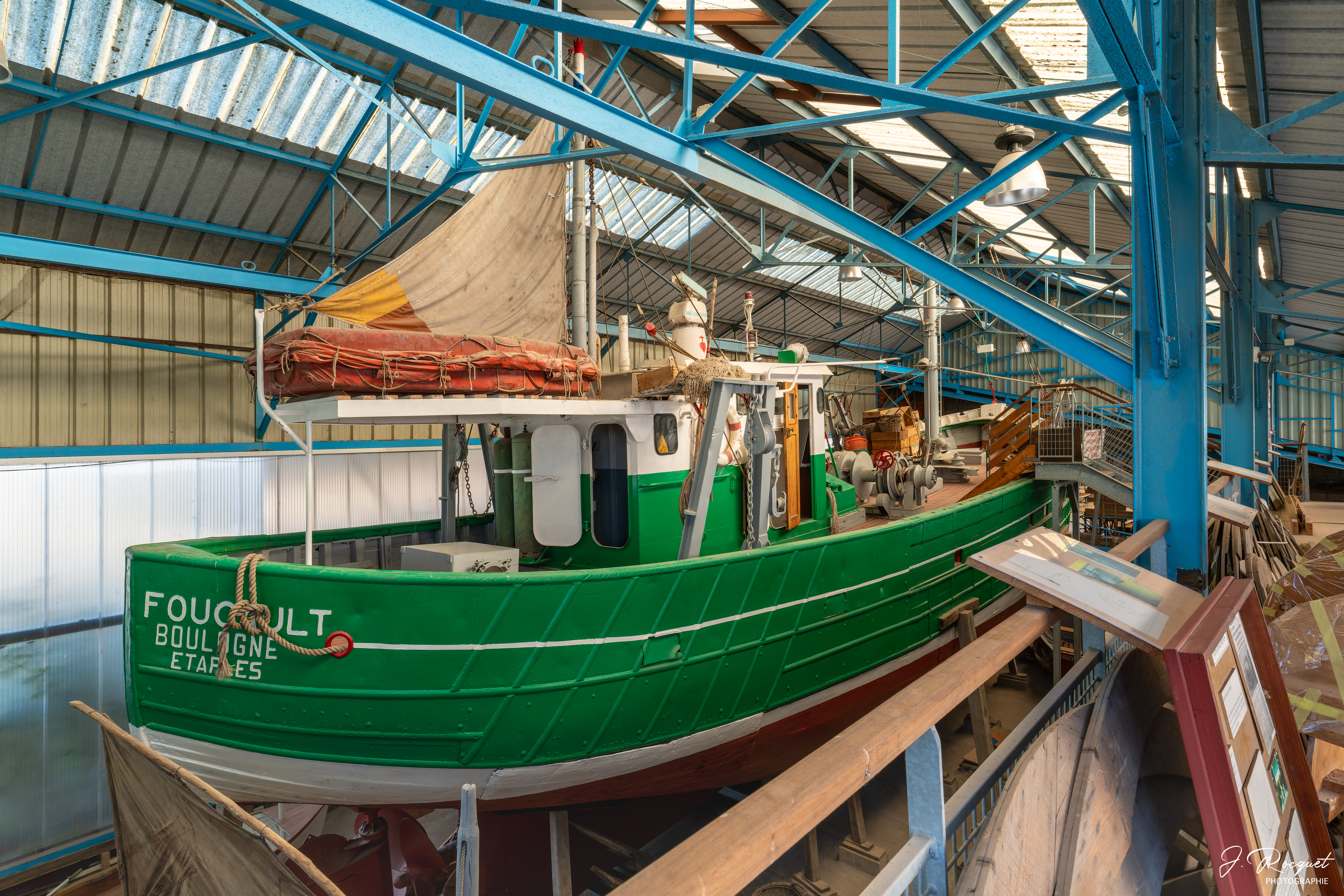
La poupe du chalutier Foucault B2795.
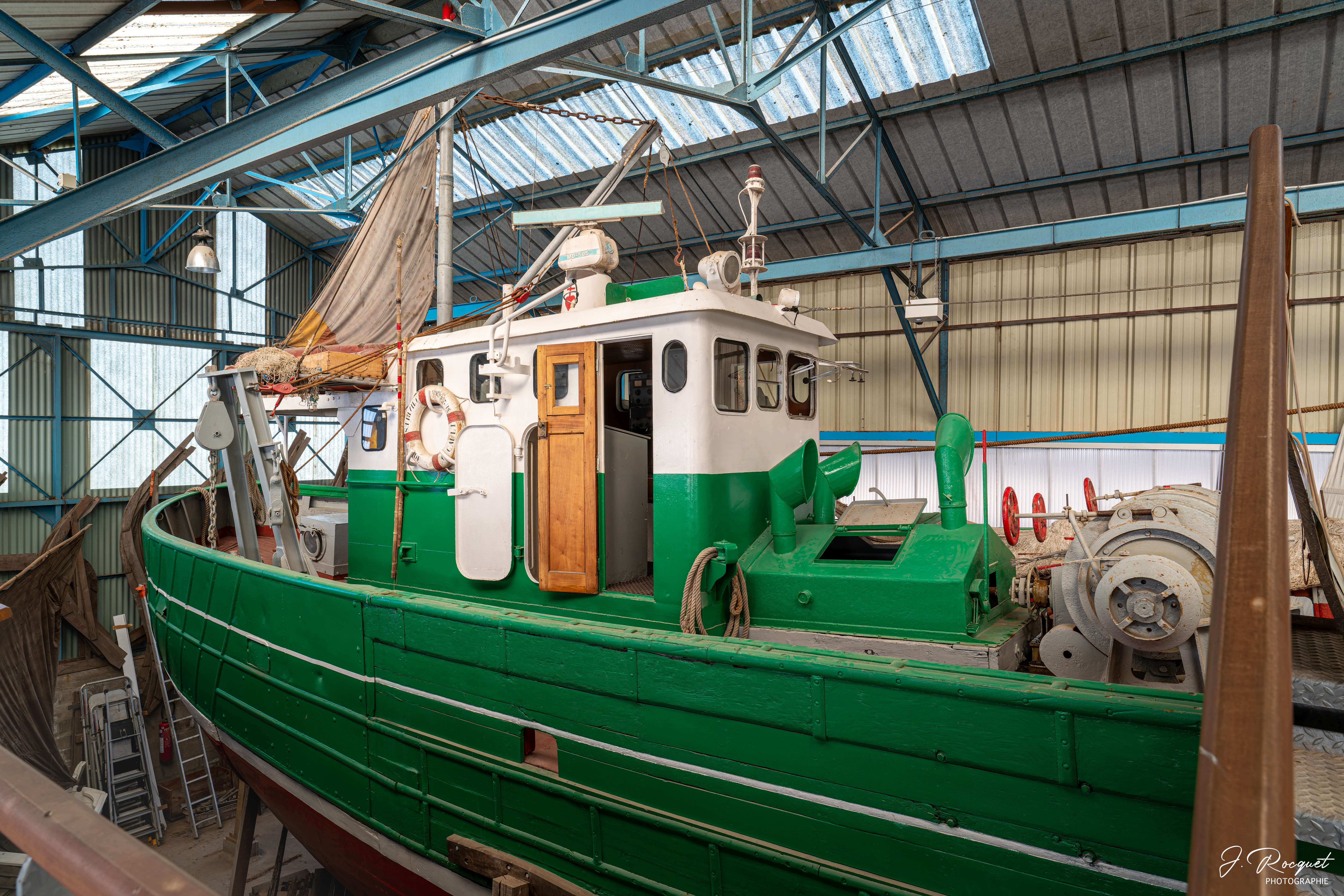
La cabine et le pont du chalutier Foucault B2795.

#### Autres constructions et lieux notables
- Le moulin.
- Le calvaire des marins, flanqué d'une stèle de pierre gravée des 323 noms des marins péris en mer avec le matricule et le nom de leurs bateaux. En 2025, il est entièrement rénové[149].

- L'église Saint-Michel[150].
- L'église du Sacré-Cœur[151].

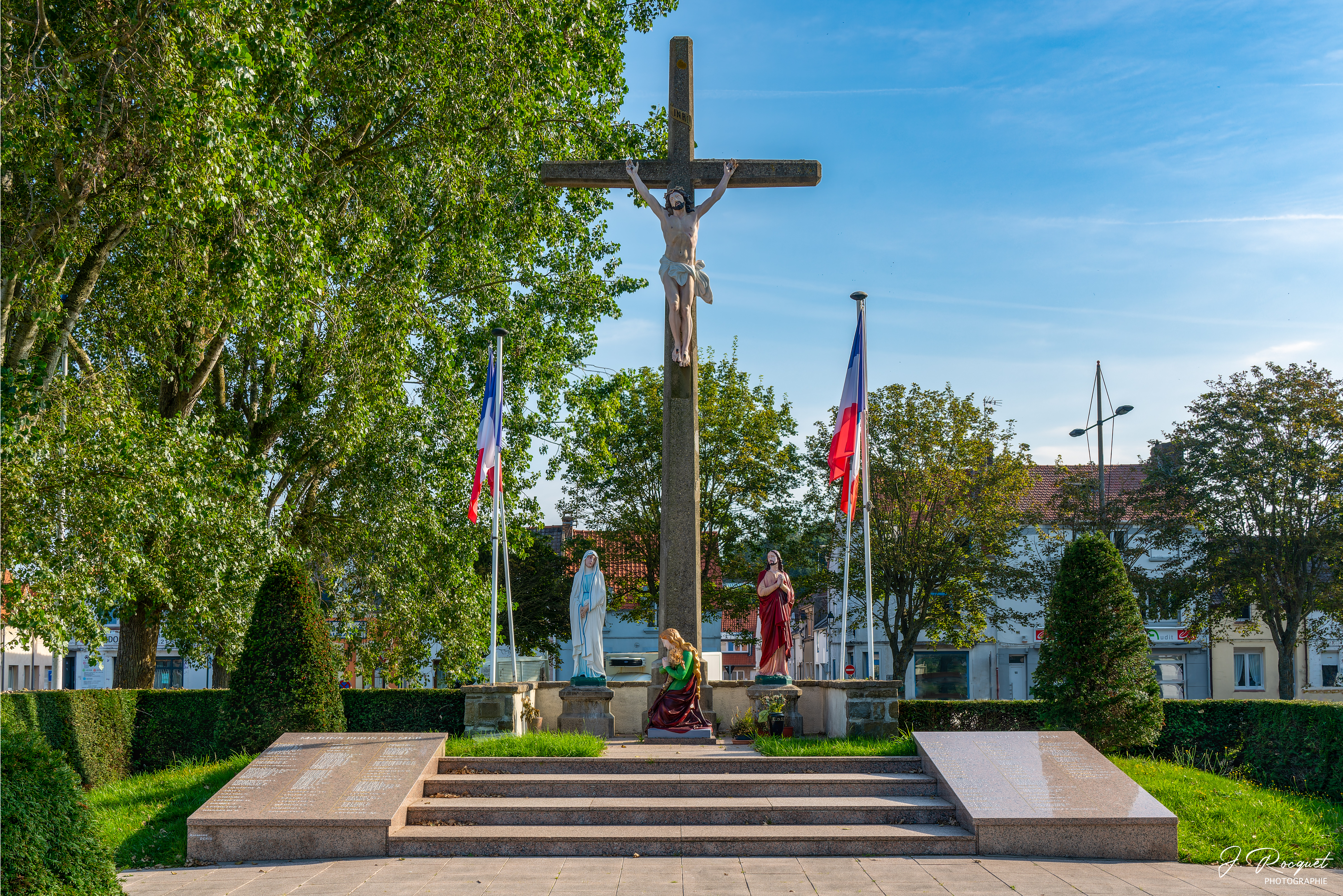
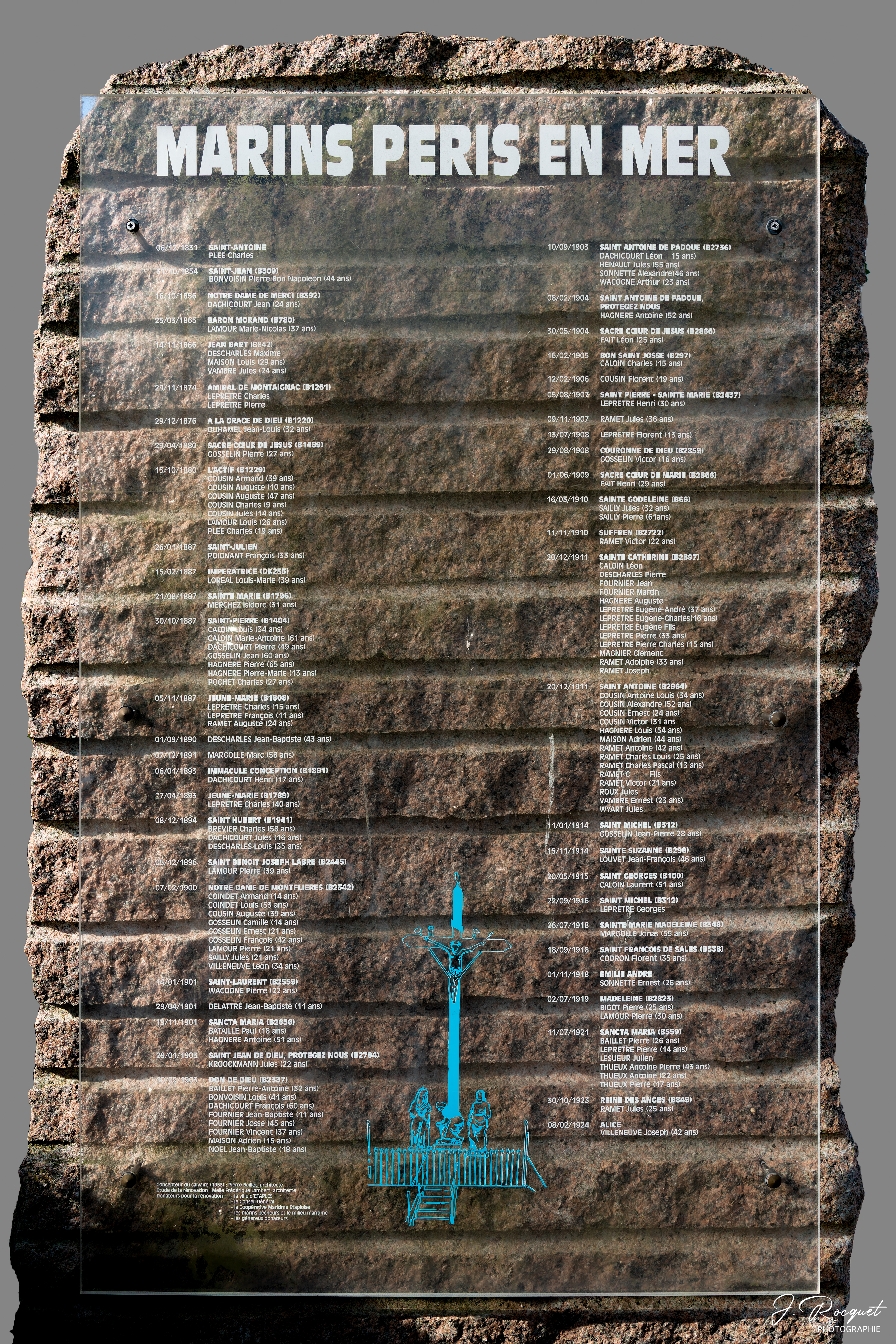
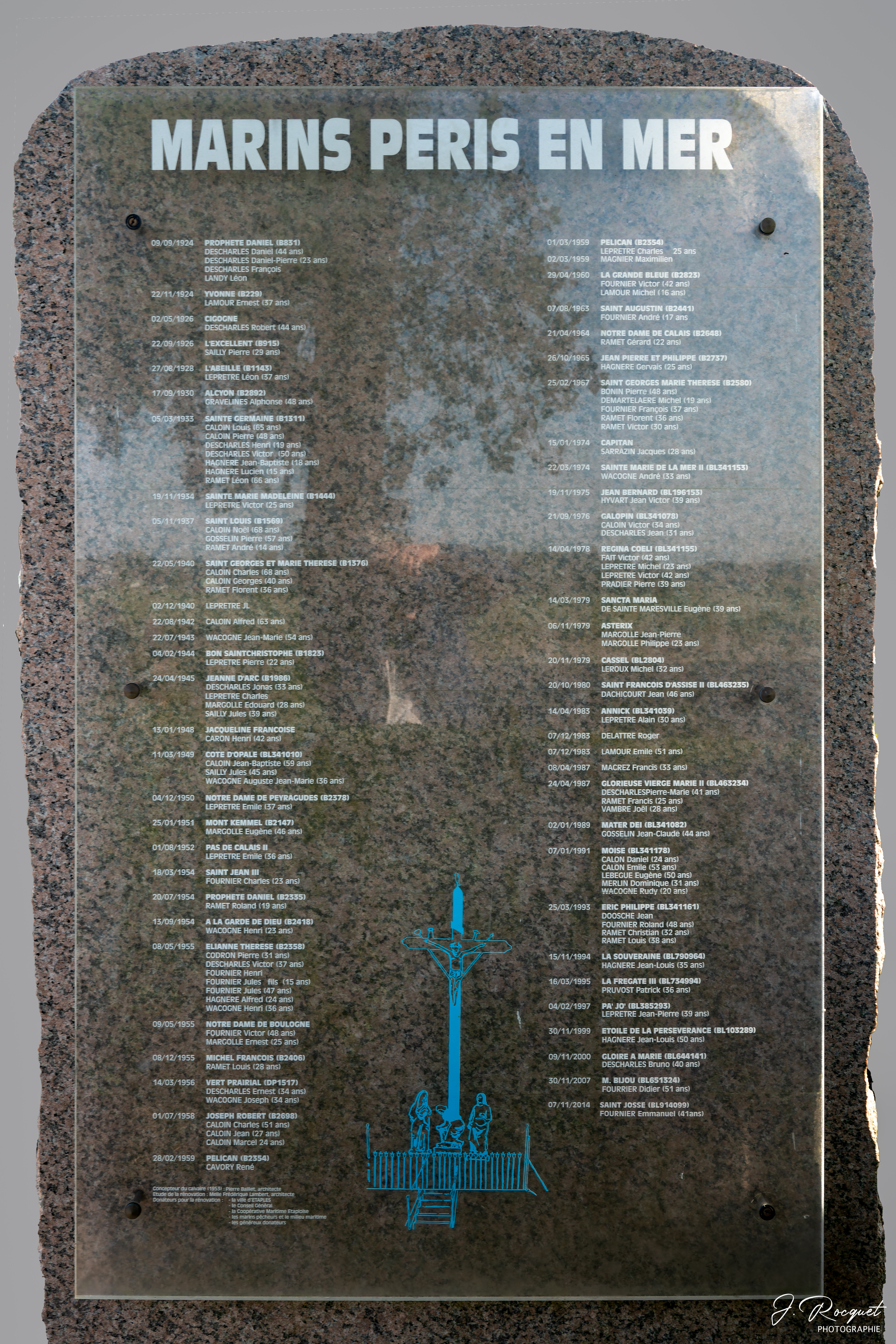

- La chapelle Notre-Dame-de-la-Garde. Un petit panneau d'information jouxte le bâtiment[Note 18].

- La gare d'Étaples - Le Touquet.

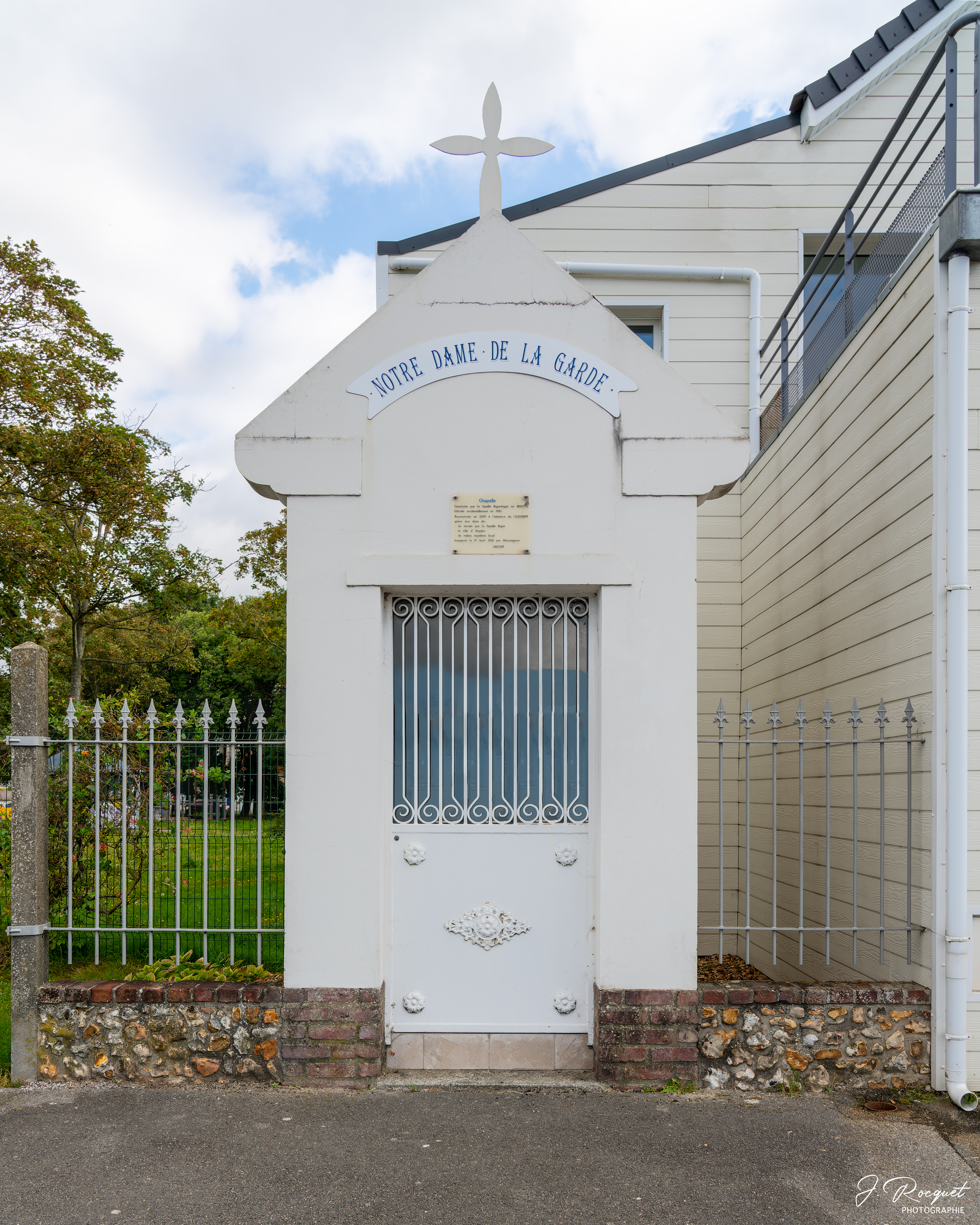
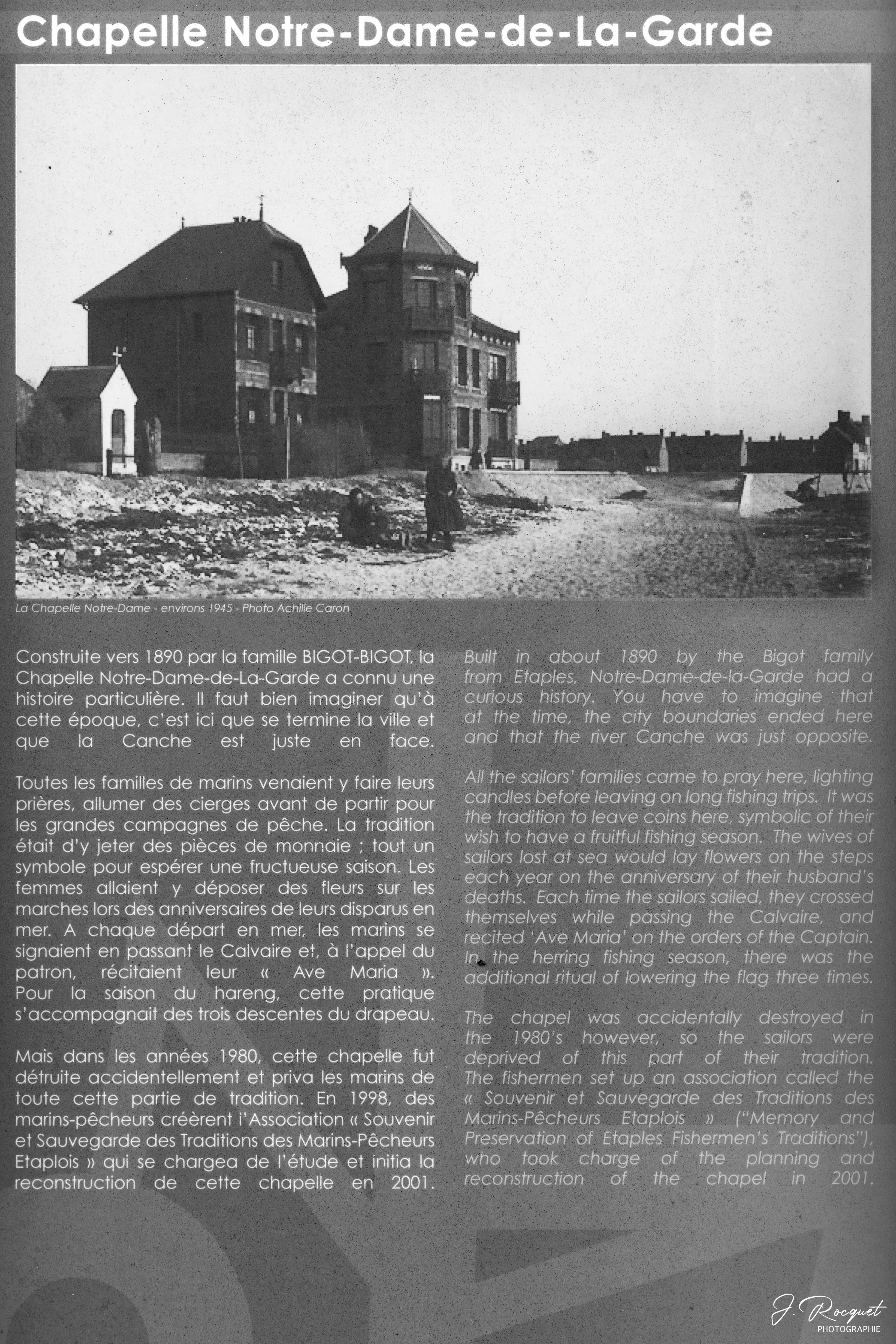

- Le cimetière militaire du Commonwealth d'Étaples (Étaples Military Cemetery).
- Le monument aux morts, sis au cimetière, sculpture réalisée par Augustin Lesieux[152].

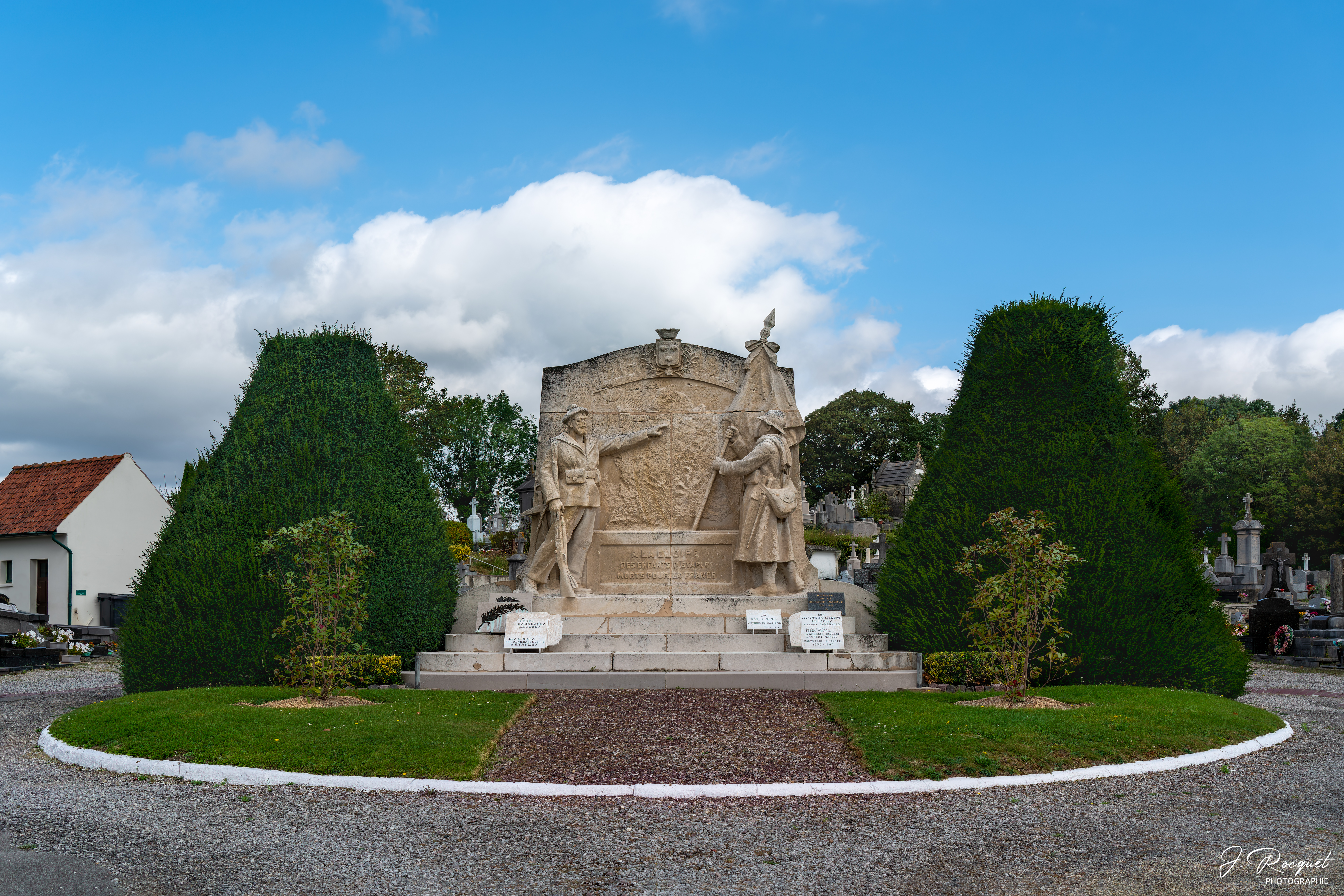

- L'oratoire Notre-Dame de Boulogne situé près du stade des Bergeries. Érigé à la place d'un ancien calvaire, détruit pendant la Seconde Guerre mondiale, il fut construit en septembre 1951 en souvenir du passage à Étaples le 30 juin 1948 de la statue Notre-Dame de Boulogne lors du Grand Retour.

- L'ancienne corderie Saint Frères.

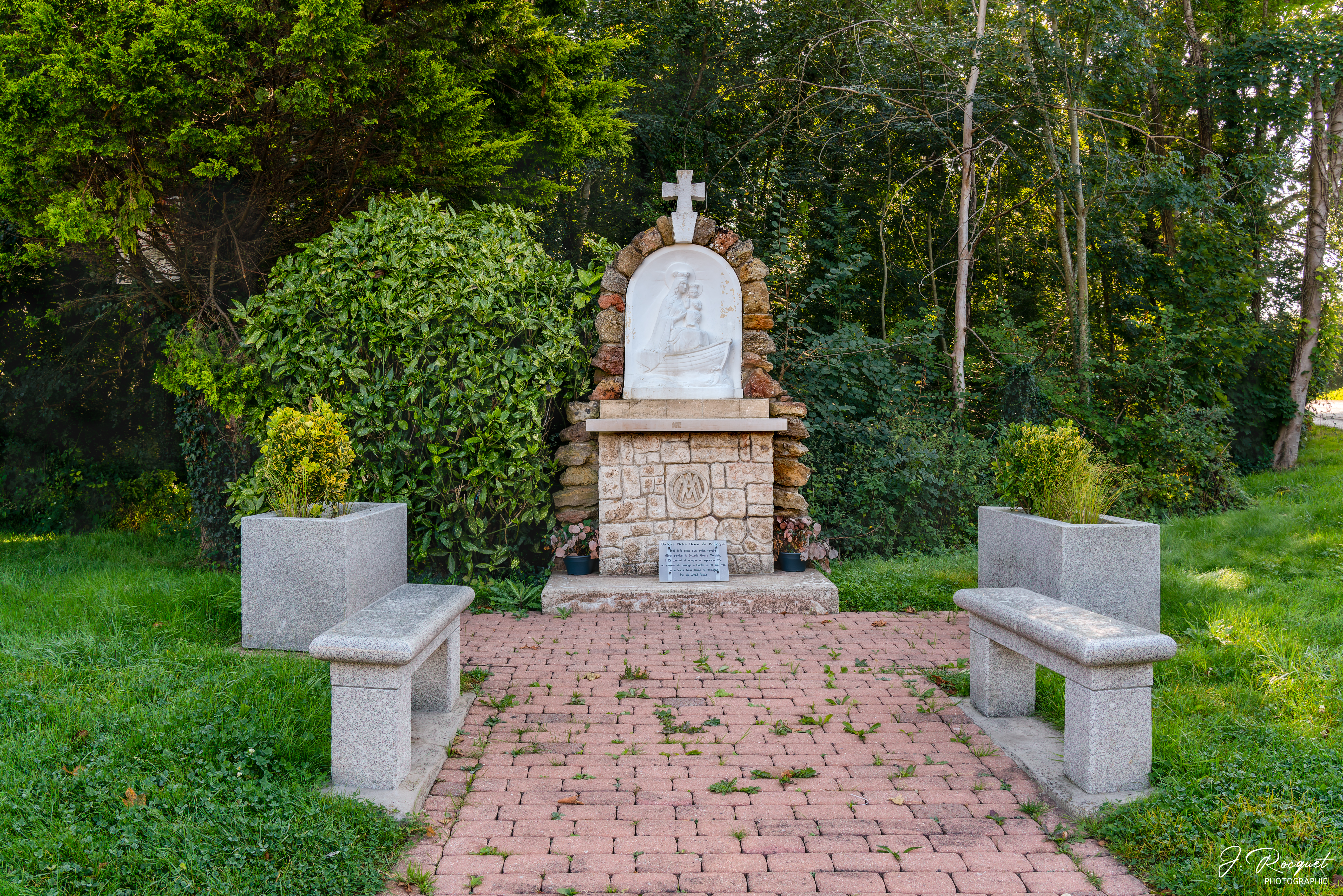

- La brasserie Delaporte construite en 1754, mais en grande partie détruite par les bombardements en 1918. Reconstruite en 1924, elle n'est plus en activité.

#### Sites archéologiques
Deux projets de lotissement ont permis, lors de campagnes de fouilles préventives, de mettre au jour deux sites archéologiques, le premier, en 2009, avec la découverte d'une partie du camp napoléonien du Puits d'amour où le 6e régiment d'infanterie légère de la Grande Armée y stationne d'octobre 1803 à août 1805, le second, en 2011, au chemin de la Motte, où le même régiment stationne aux mêmes dates.

### Patrimoine culturel

#### Patrimoine culturel immatériel
L'« art de la charpenterie de marine du Nord de la France » est répertorié, depuis 2022, à l'inventaire du patrimoine culturel immatériel en France du Ministère de la Culture à la thématique « Les savoirs et savoir-faire ». Deux chantiers détenteurs de ces savoir-faire et engagés dans leur préservation sont situés dans le Pas-de-Calais : le chantier naval à Calais et le chantier de construction navale traditionnelle de la ville d’Étaples. Ces chantiers mettent en œuvre deux techniques traditionnelles de construction : celle à clin pour les canots et bateaux d’échouage de petit taille caractéristiques de la côte d’Opale, celle à franc-bord avec des spécificités régionales pour les plus grosses unités,.

#### Costume traditionnel

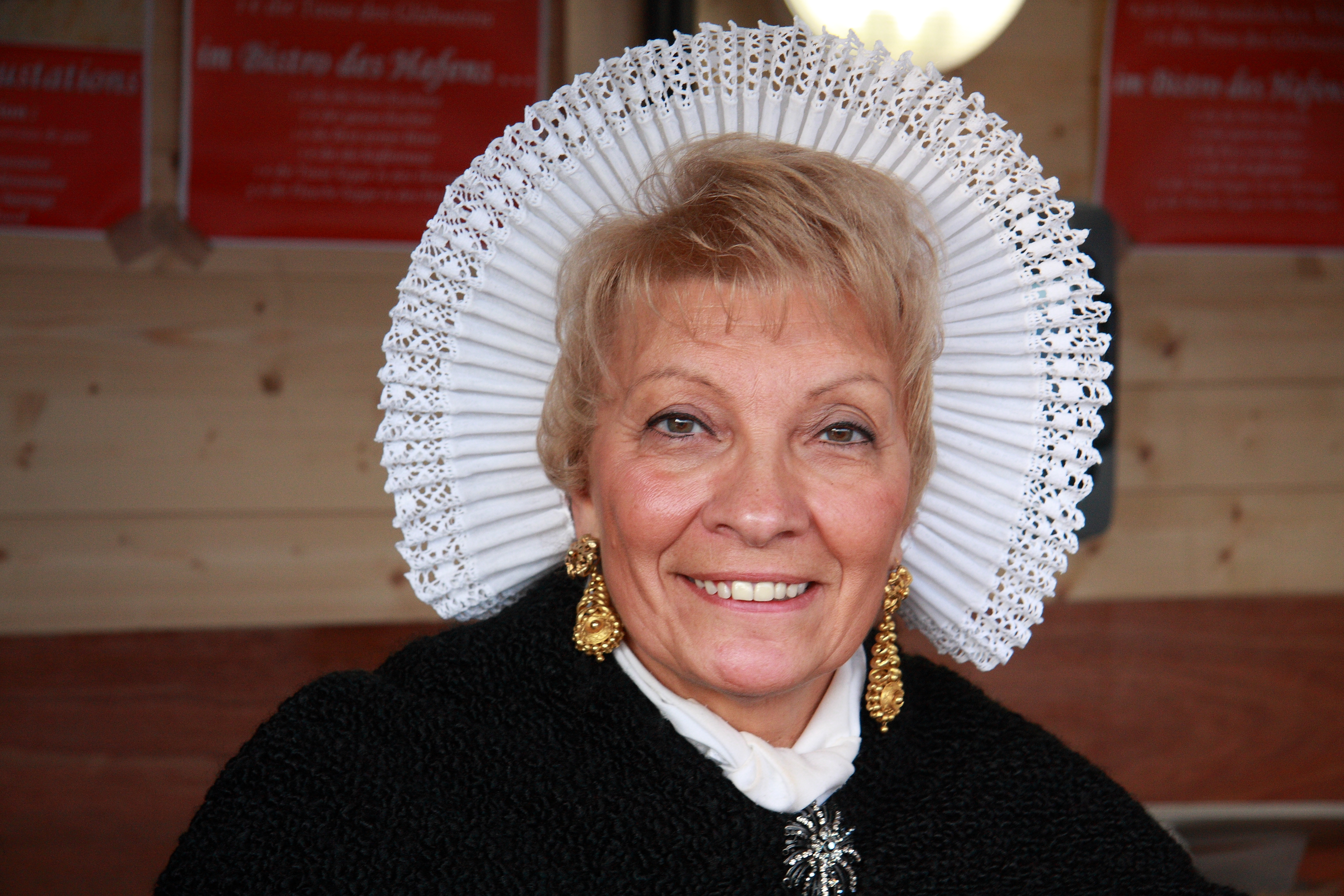
Une Étaploise avec sa coiffe traditionnelle.
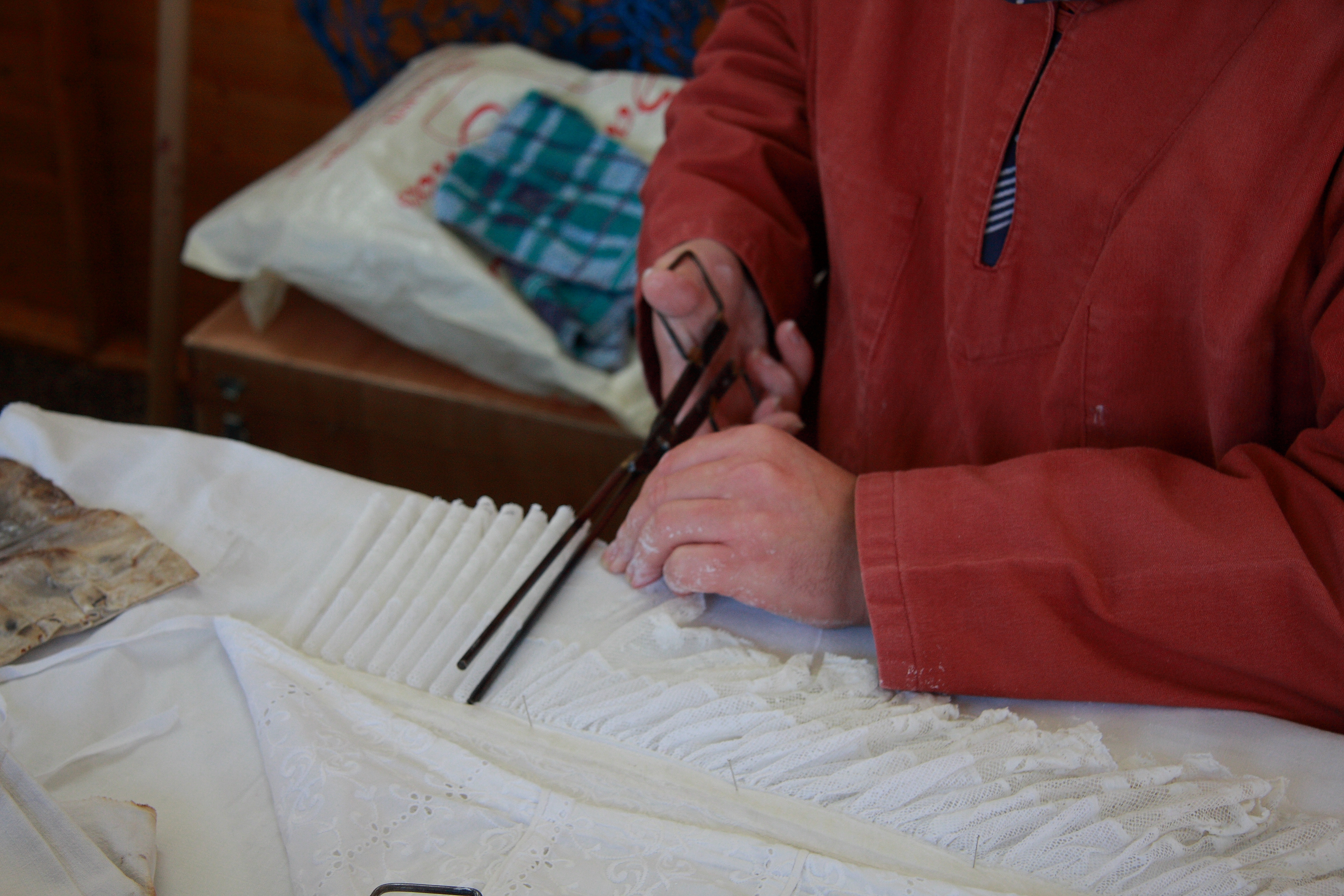
La préparation de la coiffe.
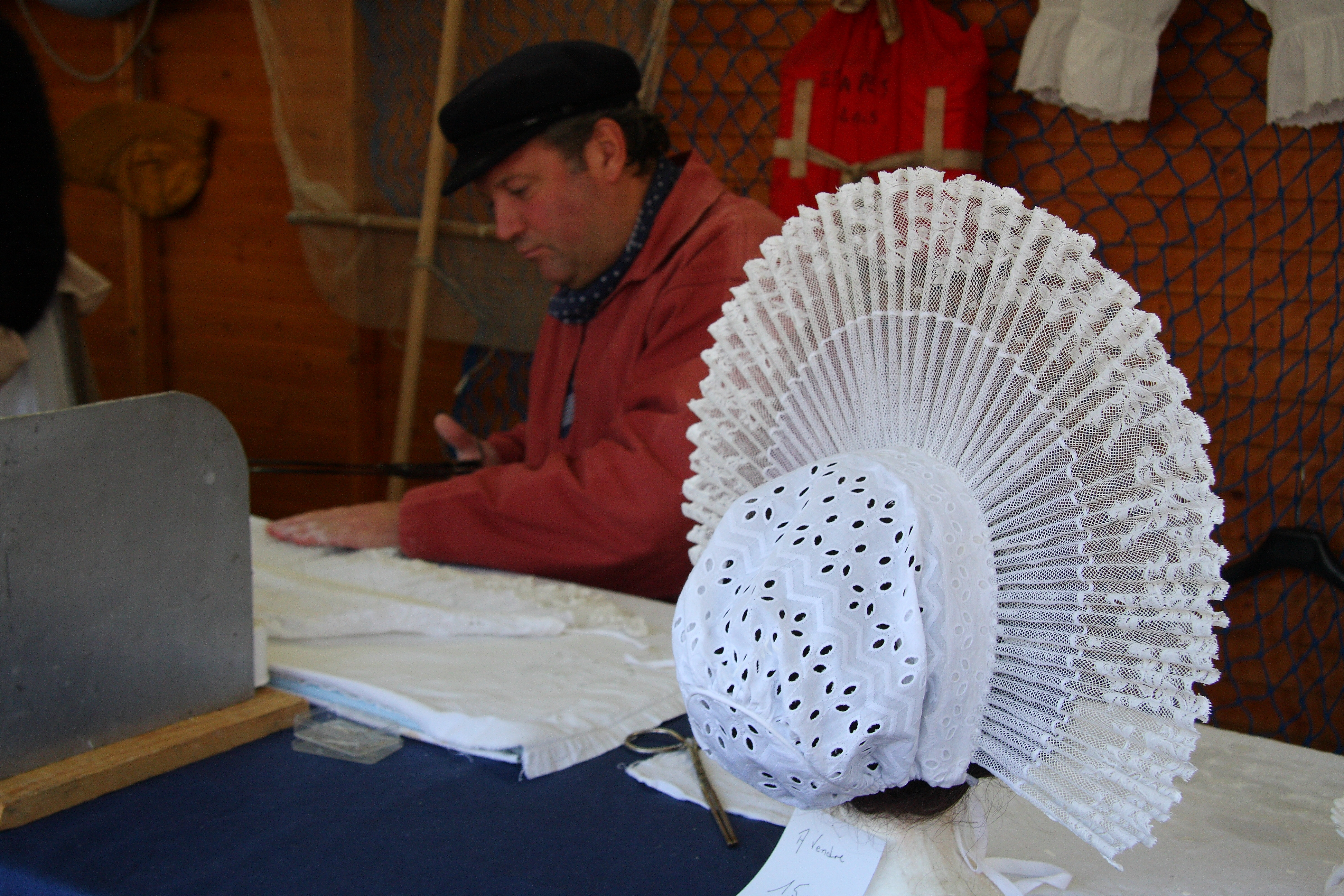
La préparation de la coiffe.

#### Espaces culturels
- Le musée Quentovic d'Étaples, musée d'archéologie Quentovic[157].
- Le musée de la marine d'Étaples.
- La « Maison du port départemental » qui accueille des expositions des peintres de la Côte d'Opale, depuis 2012.

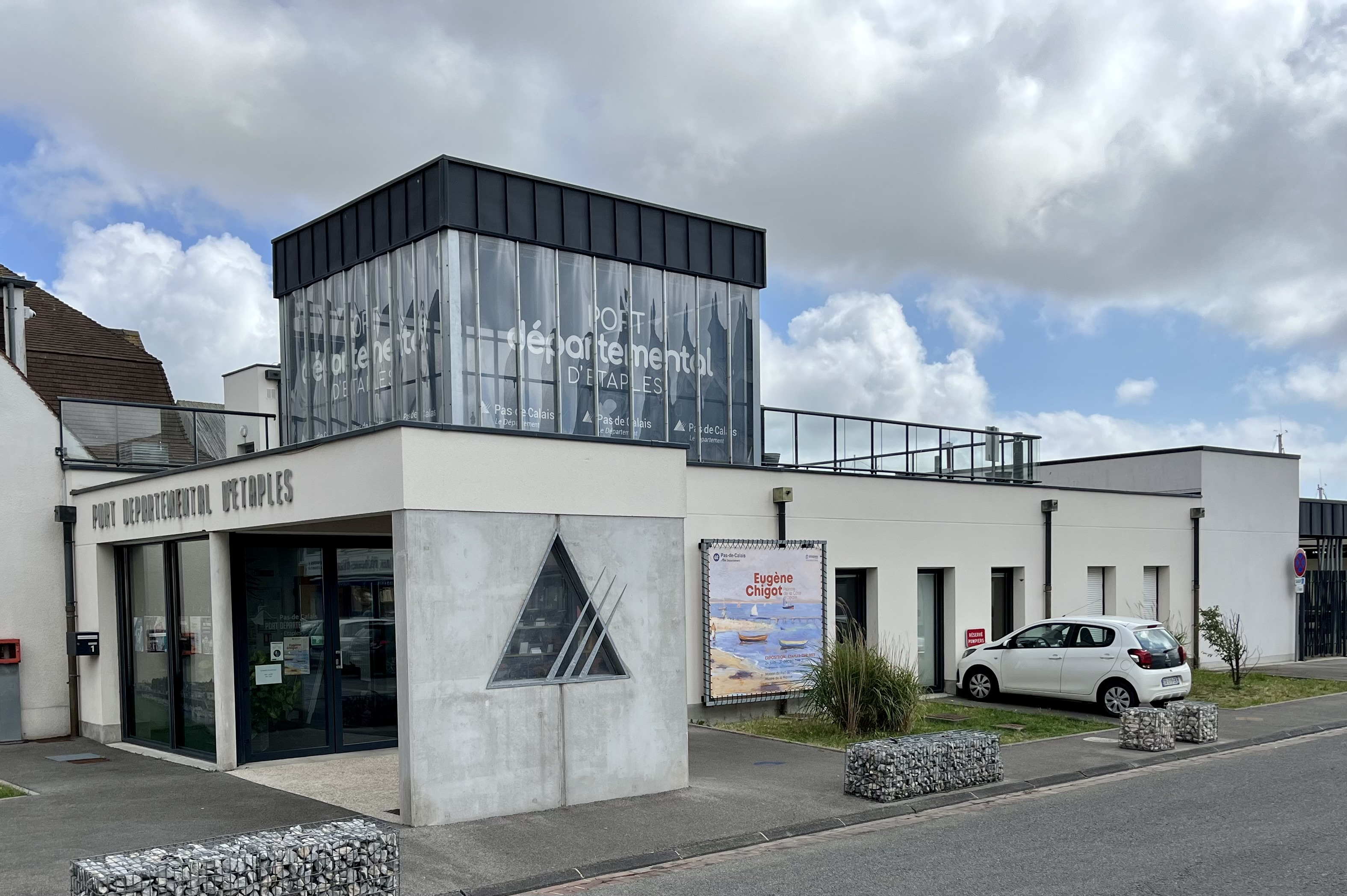
La Maison du port départemental, exposition Eugène Chigot (2023).

- Maréis, centre de découverte de la pêche en mer.
- La médiathèque Marie Madeleine Gauffeny, inaugurée le 13 décembre 2014[158]. Elle se situe rue de Camiers dans une ancienne corderie réhabilitée dont la cheminée a été conservée. Un panneau, installé dans la partie bibliothèque, résume le parcours de Madame Gauffeny au sein de la municipalité.

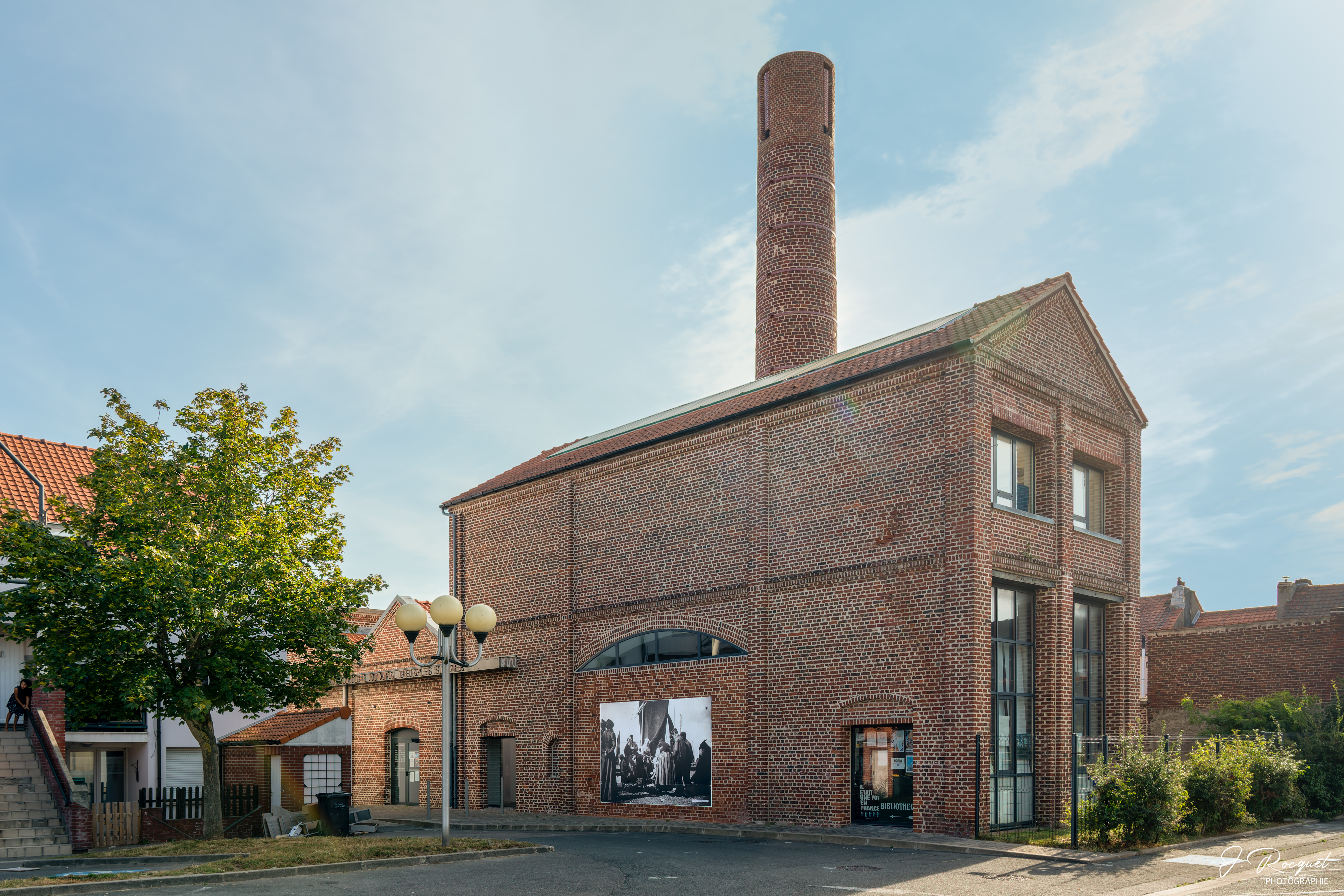
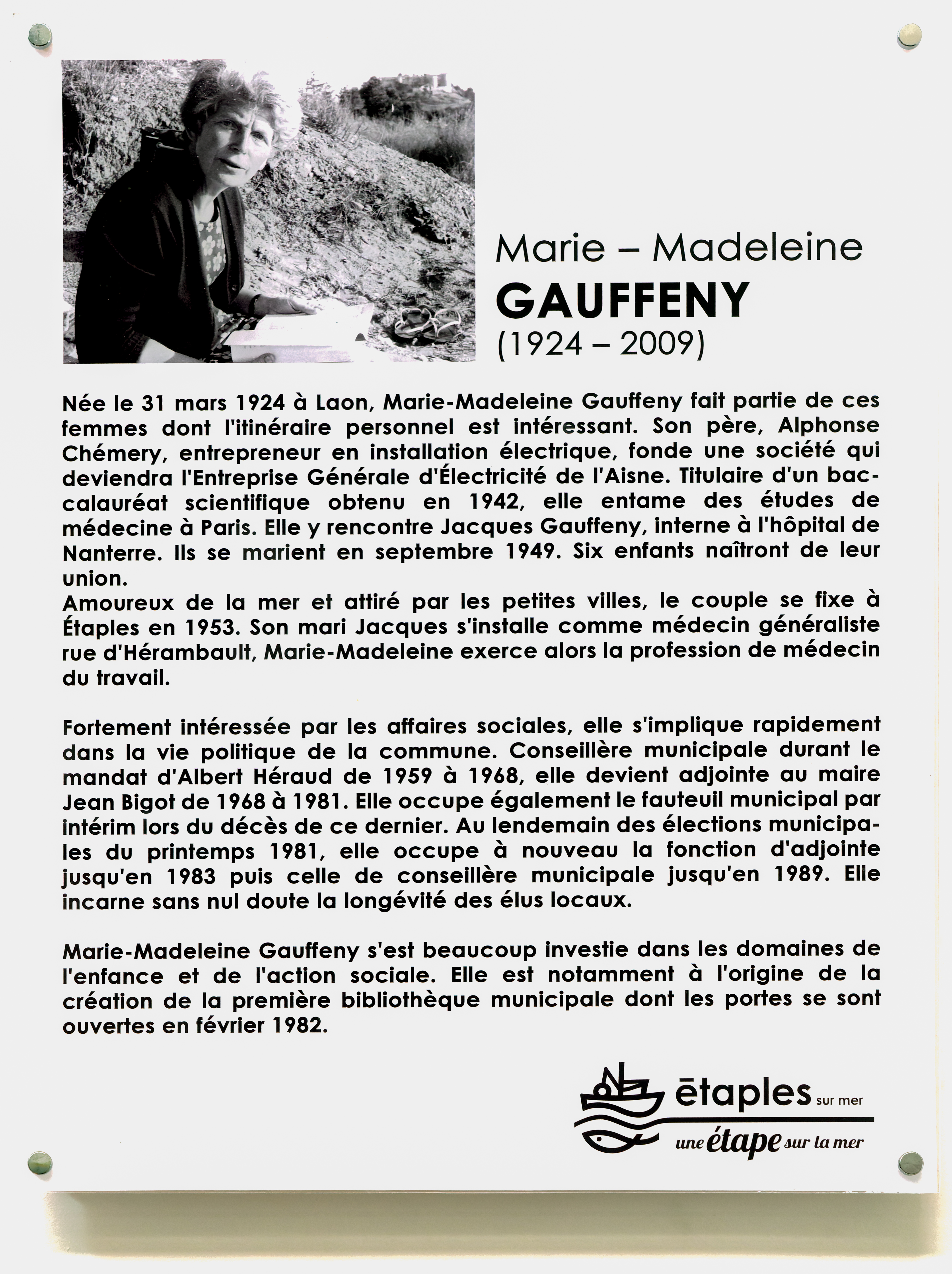

- Le syndicat Intercommunal à Vocation Unique de généalogie (SIVU) « Opal'Origine » constitué entre les communes (arrêté préfectoral du 18 juillet 1991) de Attin, Beussent, Estrée, Estréelles, Étaples, Inxent, Le Touquet-Paris-Plage, Tubersent[159].

### La commune dans les arts
La commune d'Étaples connaît une effervescence artistique importante, entre la fin du XIXe siècle, vers les années 1880 et le début du XXe siècle, au début de la Première Guerre mondiale, avec l'arrivée de nombreux peintres venus de France et du monde entier, et qui donnèrent naissance à l'école des peintres d'Étaples. Parmi ceux-ci, on peut citer les américains Myron G. Barlow et Henry Ossawa Tanner, les australiens Rupert Bunny et Iso Rae, les britanniques Edith Mary Garner, Mabel Lee Hankey et William Lee Hankey, les français Eugène Chigot, Henri Le Sidaneret Francis Tattegrain. Certaines rues d'Étaples portent le nom de ces artistes peintres.

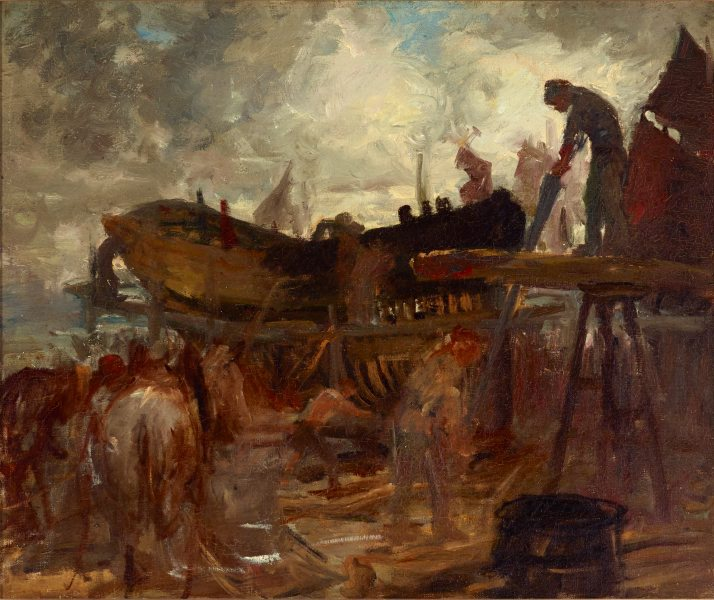
Construction d'un bateau à Étaples, Rupert Bunny, 1902.
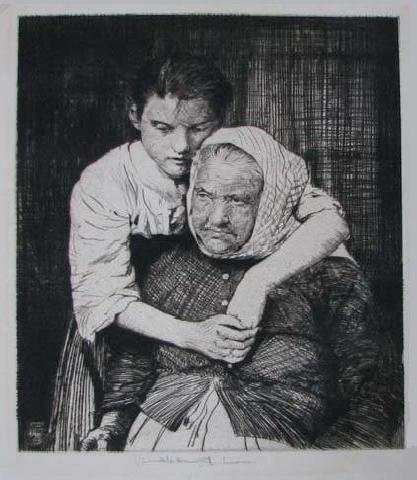
Femme de pêcheur, William Lee Hankey, 1920.
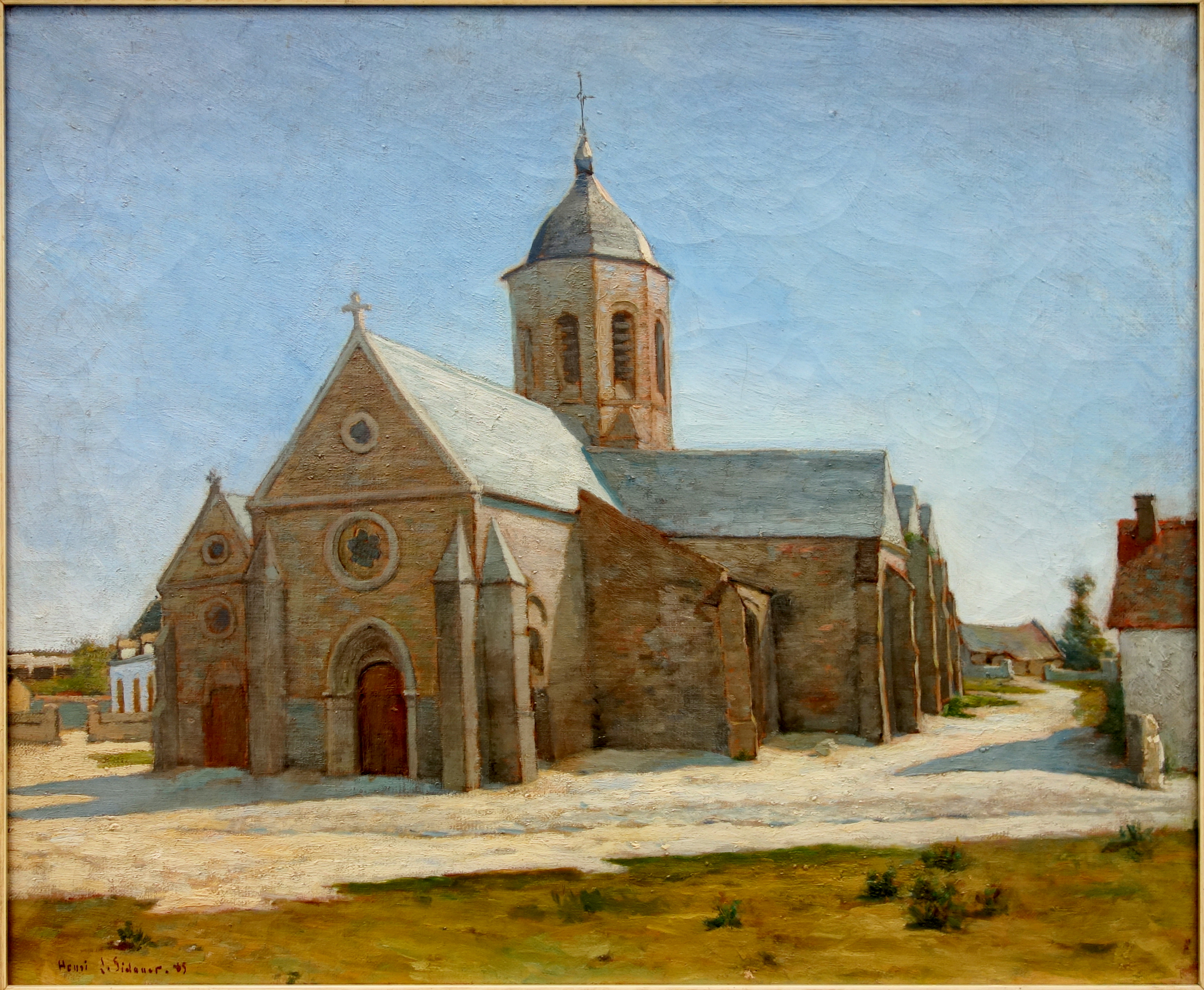
Église Saint-Michel d'Étaples, Henri Le Sidaner.
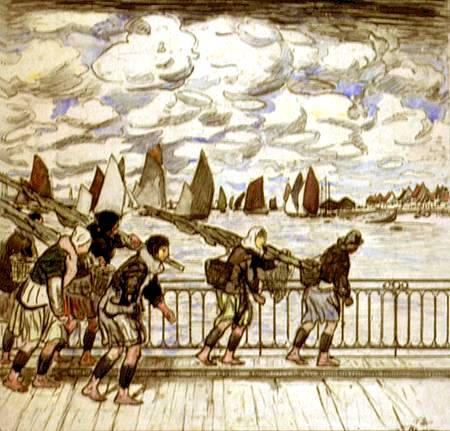
Retour des pêcheuses à Étaples, Thomas Austen Brown.
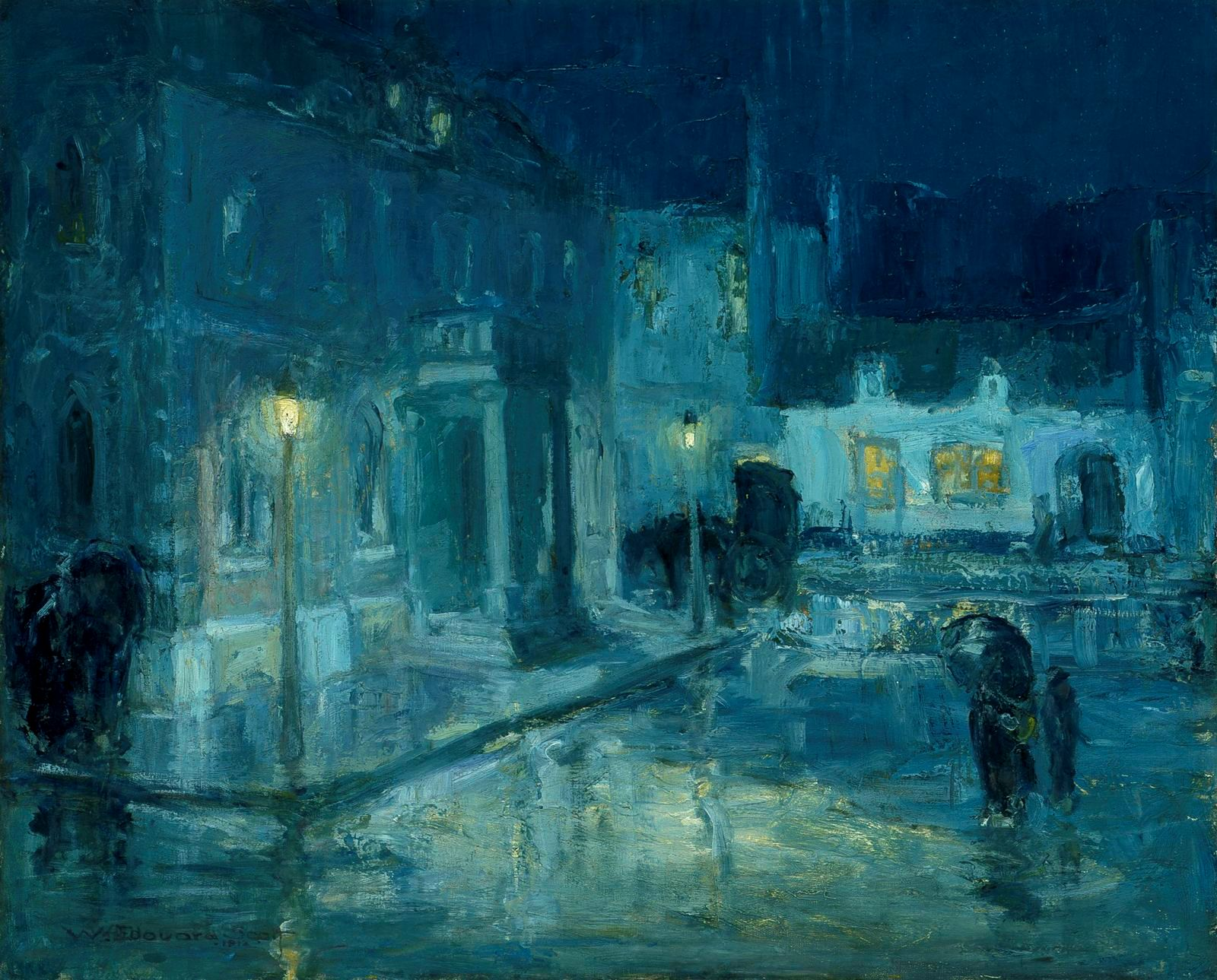
Nuit pluvieuse à Étaples, William Edouard Scott, 1912.
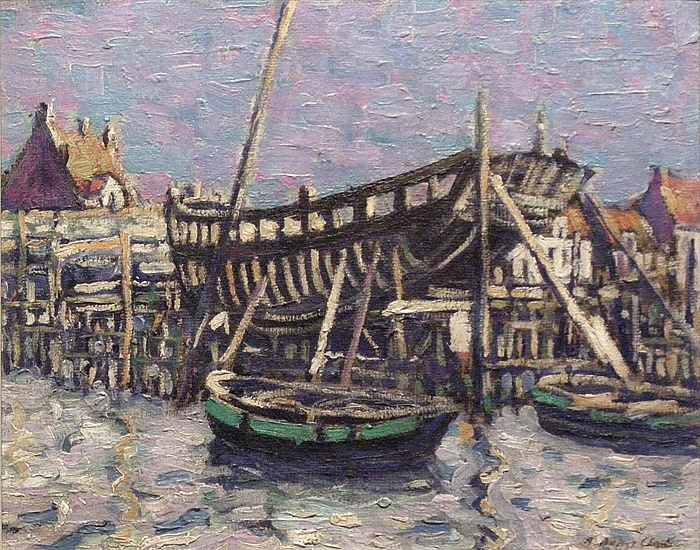
The Boat Yard, Étaples, Arthur Baker-Clack, 1913.

### Personnalités liées à la commune

#### Elles y sont nées ou y ont grandi
- Jean Avantage, († 1456), médecin, ecclésiastique, évêque d'Amiens, né à Étaples ;
- Jacques Lefèvre d'Étaples (1450-1537), théologien et humaniste, né à Étaples ;
- Charles François Dauphin (1702-1769) seigneur d'Halinghen, avocat et président de la Sénéchaussée du Boulonnais, né à Étaples ;
- Marc Antoine Marie Obert (1774-1830), général des armées de la République et de l'Empire, né à Étaples, mort à Saint-Germain-en-Laye ;
- Gustave Souquet (1805-1867), inventeur, imprimeur, historien et précurseur de la photographie archéologique, né et mort à Étaples ;
- Paul Louis Chigot (1906-1978), chirurgien français et fils d'Eugène Chigot, artiste peintre ;
- Achille Caron (1912-1996), photographe et passionné d'histoire, né à Étaples ;
- Louis Bigot (1913-1996), médecin et joueur d'échecs ;
- Roger Dambron (1921-2017), inventeur ;
- Guy Seradour (1922-2007), peintre, né à Étaples ;
- Irène Darras (1923-2001), née Jaladis, artiste peintre figurative ;
- Matthieu Bataille (1978-), judoka français ;
- Mélody Donchet (1990-), football freestyle.

#### Elles y vivent ou y ont vécu
- Raymond Lens (1807-1887), géomètre-topographe, mort et inhumé à Étaples ;
- Eugène Boudin (1824-1898), peintre impressionniste français ;
- Désiré Deboffe (1828-1909), adjoint au maire d'Étaples et officier de santé, une rue d'Étaples porte son nom, mort à Étaples.
- Eugène Chigot (1860-1923), peintre français ;
- Iso Rae (1860-1940), peintre et dessinatrice impressionniste australienne, membre de la colonie artistique d'Étaples ;
- Henri Le Sidaner (1862-1939), peintre français ;
- Rupert Bunny (1864-1947), peintre impressionniste australien ;
- Augustus Koopman (1869-1914), peintre américain mort à Étaples ;
- Andrew Fairbairn Affleck (1869-1940), peintre graveur Britannique mort à Étaples ;
- Victor-Ferdinand Bourgeois (1870-1957), peintre et pastelliste français ;
- Florence Engelbach (1872-1951), peintre et membre de la colonie artistique d'Étaples ;
- Myron G. Barlow (1873–1937), peintre américain mort à Étaples ;
- Gaston Balande (1880-1971), peintre français ;
- Edith Mary Garner (1881-1956), peintre britannique, membre de la colonie artistique d'Étaples ;
- Duncan Alistair Antoine Grant (1925-1997), artiste peintre britannique ;
- Christian Gonsseaume (1942-2021), enseignant et historien local, membre fondateur du musée de la marine d'Étaples, la ville de son épouse[160]. Il est le frère de Jean-Max Gonsseaume (1940-), éducateur spécialisé, élu municipal et historien local spécialisé dans le patrimoine architectural et religieux de Berck[161] ;
- Jean-Christophe Macquet (1964-), écrivain français.

### Héraldique
| Blason de Étaples | Blason  | De gueules à trois coquilles d'or. Ornements extérieursCroix de guerre 1914-1918 Croix de guerre 1939-1945 |
| Blason de Étaples | Détails | Les coquilles renvoient à la traditionnelle pêche étaploise des coques (appelées localement « hénons ») et plus récemment celle de la coquille Saint-Jacques (ou « écalites » en picard). Adopté par la municipalité. |

## Pour approfondir

#### Ouvrages historiques
- William Allison et John Fairle, Les Mutins, 1978
- (en) William Allison, John Fairley, The monocled mutineer, Quartet Books, London, 1978 (récit de la mutinerie d'Étaples en novembre 1917)
- Pierre Baudelicque, Histoire d'Étaples, des origines à nos jours (trois tomes), 2002  (ISBN 978-2-95061-432-2)
- Pierre BaudelicqueHistoire religieuse d'Étaples, des origines à l'an 2000, 2005  (ISBN 978-2-90124-528-5)
- Pierre Baudelicque, Étaples, collection Mémoire en Images, 2004  (ISBN 978-2-84910-015-8)
- Bruno Béthouart, Histoire de Montreuil-sur-mer, Étaples, Le Touquet-Paris-Plage, 2006  (ISBN 978-2-70898-341-0)
- Achille Caron et Eanger Irving Couse, Scènes de la Vie Étaploise (tomes 1 et 2), 1987
- Sophie Chegaray, Pierre Bigot et Jean-Pierre Grandidier, Marins-pêcheurs, un défi permanent en Côte d'Opale, 2008  (ISBN 978-2-73734-636-1)
- Gilles Desnots, Messieurs les Citoyens d'Étaples, 1991 (ISBN 978-2-95061-430-8)
- Marguerite LecatQuand les laboureurs courtisaient la terre, 1983  (ISBN 978-2-70480-315-6)
- Henri Leprêtre, Marin-pêcheurs au temps des voiliers, 1984
- Jean-Claude Lesage, L'Album Couse, 1995
- Jean-Claude Lesage, Peintres australiens à Étaples, 2000  (ISBN 978-2-90495-916-5)
- Bernard Maire, Mosaïque en Baie de Canche, 1989
- Raymonde Menuge-Wacrenier, La Côte d'Opale à la Belle Époque (tome 2), 2004  (ISBN 978-2-84435-086-2)
- Gustave Souquet, Histoire et description du château d'Étaples, 1855
- Gustave Souquet, Histoire militaire et navale d'Étaples, depuis 1800 jusqu'à 1806, 1856
- Gustave Souquet, Recherches historiques sur les hommes célèbres de la ville d'Étaples, 1857
- Gustave Souquet, Histoire chronologique de Quentowic et d'Étaples, 1863

Ouvrages consultables aux archives départementales du Pas-de-Calais :
- C. Drugy, Étaples dans la seconde moitié du XVIIIe siècle : une petite ville ?, Arras, Association Généalogique du Pas-de-Calais, 1997.
- D. Gill et J. Putkowski, Le camp britannique d'Étaples 1914-1918, Étaples, Musée Quentovic, 1998.
- M. Moyne, D'un regard à l'autre. Photographies d'Étaples avant 1914, Paris, Somogy, 2015.

#### Ouvrages universitaires
- Christophe Drugy, Étaples dans la seconde moitié du XVIIIe siècle, une petite ville ?, 1997
- Sophie Joule, Les Rues d'Étaples (1860-1960), mémoire de maîtrise, 1998
- Valérie Souche, Le Port d'Étaples en 1866

#### Ouvrages fictifs
- Jean-Christophe Macquet, L'Anneau de la Myère

### Filmographie
- Géométrie affective, documentaire de Laurent Pernel, sur la cité provisoire d'Étaples construite après la Seconde Guerre mondiale.

#### Bases de données, dictionnaires et encyclopédies
- Ressources relatives à la géographie :   - Insee (communes)
  - Ldh/EHESS/Cassini
- Ressource relative à plusieurs domaines :   - Annuaire du service public français
- Ressource relative aux organisations :   - data.gouv.fr
- Ressource relative à la musique :   - MusicBrainz
- Notices d'autorité :   - VIAF
  - BnF (données)
  - IdRef
  - LCCN
  - GND
  - Israël